# Bunuri mobile din domeniul istorie clasate în patrimoniul cultural național al României aflate în județul Sibiu (tezaur)
Acestă listă conține bunurile mobile din domeniul istorie clasate în Patrimoniul cultural național al României aflate la momentul clasării în județul Sibiu.
| Foto | Informații generale | Detalii tehnice | Descriere | Deținător                                                               | Legături |
| ---- | --- | --- | --- | ----------------------------------------------------------------------- | -------- |
|      | Mojar din bronz Autor: necunoscut                                                                                       | Datare: 1761 Școală: Atelier central-european Descoperit: jud. SIBIU, Sibiu, Piața Mică nr. 429 (Adresa inițială a farmaciei) Dimensiuni: I: 22,4 cm, DG: 22,2 cm, DB: 16 cm, L pistil: 34,8 cm Material: Bronz; turnare; gravare                                                | Mojar din bronz, datat, de formă tronconică, evazat în partea superioară, cu două mânere simetrice ornamentate. În partea superioară și inferioară are reliefuri inelare, rezultate prin turnare. În partea centrală prezintă inscripție gravată. Mojarul are un pistil din bronz, cu extremitatea inferioară format tipic ovoidal iar extremiatate superioară de formă triunghiulară. Tija pistilului are o proeminență inelară la mijloc și caneluri circulare incizate. | Muzeul Național Brukenthal, Sibiu                                       | Cimec    |
|      | Mojar din bronz | Datare: Secolul al XIX-lea Școală: Atelier central-european Descoperit: jud. SIBIU, Sibiu, Piața Mică nr. 429 (Adresa inițială a farmaciei) Dimensiuni: I: 34,5 cm, DG: 35,3 cm, DB: 25 cm, L pistil: 58 cm Material: Bronz; turnare; gravare                                    | Mojar mare din bronz, de formă tronconică, cu două mânere în formă de butoane, care prezintă dungi inelare. În partea superioară și bazală are relefuri și dungi inelare. Prezintă inscripție gravată în partea centrală, de o partea și de alta a mânerelor. Pistilul are capetele ovoidale, ușor inegale. | Muzeul Național Brukenthal, Sibiu                                       | Cimec    |
|      | Mojar din bronz | Datare: A doua jumătate a secolului al XVIII-lea Școală: Atelier central-european Descoperit: jud. SIBIU, Sibiu, Piața Republicii (Piața Mare) nr. 3 Dimensiuni: I: 28 cm, DG: 27,5 cm, DB: 22 cm, L pistil: 60 cm Material: Bronz; turnare                                      | Mojar de bronz cu două mânere turnate în formă de cal de mare. Mojarul prezintă în partea superioară și partea inferioară reliefuri și striuri inelare rezultate prin turnare. Are un pistil de fier, format tipic, cu extremitățile ovoidale. Extremitatea inferioară prezintă urme proeminente de uzură funcțională și pete de oxidare. | Muzeul Național Brukenthal, Sibiu                                       | Cimec    |
|      | Mojar din bronz | Datare: Secolul al XVII-lea Școală: Atelier central-european Descoperit: jud. SIBIU, SIBIU, Asociația Carpatină Transilvană (Siebenbürgischer Karpathenverein (S.K.V.)) Dimensiuni: I: 14,8 cm, DG: 13,5 cm, DB: 11cm Material: Bronz; turnare; gravare                          | Mojar din bronz, datat 1639, cu un mâner. În treimea superioară și bazală prezintă reliefuri și striuri inelare rezultate prin turnare. Pe fața mojarului, la mijloc este gravată inscripția cu anul. În treimea bazală mojarul prezintă o fisură ce pătrunde până în interior și se întinde pe o distanță de 2/3 din circumferință. | Muzeul Național Brukenthal, Sibiu                                       | Cimec    |
|      | Mojar din bronz | Datare: Secolul al XVII-lea Școală: Atelier central-european Descoperit: jud. SIBIU, Sibiu, Gestiunea Muzeului Național Bruknethal din Sibiu Dimensiuni: I: 14,5 cm, DG: 14,5 cm, DB. 11 cm, L pistil: 29,5 cm Material: Bronz; turnare; gravare                                 | Mojar din bronz cu două mânere și pistil din bronz. Inscripția este gravată în treimea superioară. Mojarul prezintă reliefuri și striuri inelare rezultate prin turnare atât în treimea superioară cât și cea abazală. În partea bazală prezintă o fisură ce se întinde pe o porțiune de 6cm din circumferința mojarului. În interior prezintă urme de uzură funcțională. Pistilul are în partea inferioară ovoidală partea superioară de forma unui T. La mijloc prezintă un relief. | Muzeul Național Brukenthal, Sibiu                                       | Cimec    |
|      | Mojar din bronz | Datare: Secolul al XVII-lea Școală: Atelier central-european Descoperit: jud. SIBIU, Sibiu, Asociația Carpatină Transilvană/ Societatea Carpatină Ardeleană a turiștilor Dimensiuni: I: 13 cm, DG: 12,7 cm, DB: 11 cm Material: Bronz; turnare; gravare                          | Mojar din bronz cu două mânere care prezintă central 3 reliefuri rezultate prin turnare. Mojarul are în partea superioară gravată, inscripția încadrată de 4 dungi. Mojarul prezintă între cele două mânere șase ornamente și striuri inelare rezultate prin turnare. Sub ornamentații prezintă reliefuri gravate la distanță egală, ornamentații. Mojarul era folosit la pulverizarea substanțelor. | Muzeul Național Brukenthal, Sibiu                                       | Cimec    |
|      | Mojar din bronz | Datare: Secolul al XVIII-lea Școală: Atelier central-european Descoperit: jud. SIBIU, Sibiu Dimensiuni: I: 24 cm, DG: 24,5 cm, DB: 18,7 cm, L pistil: 31 cm Material: Bronz; turnare                                                                                             | Mojar din bronz, datat, cu inscripția. Mojarul are două mânere ornamentate. În treimea superioară și bazală prezintă reliefuri și striuri inelare rezultate prin turnare. Mojarul are un pistil din bronz format tipic, cu extremitățile ovoidale. | Muzeul Național Brukenthal, Sibiu                                       | Cimec    |
|      | Mojar din bronz Autor: necunoscut                                                                                       | Datare: Secolul al XVIII-lea Școală: Atelier central-european Descoperit: jud. MUREȘ, SIGHIȘOARA, Farmacia de Stat nr. 8 Sighișoara Dimensiuni: I: 31,5 cm, DG: 32, 5 cm, DB: 23 cm, L pistil: 60,5 cm Material: Bronz; turnare                                                  | Mojar din bronz cu pistil din fier cu inscripția IOHANN MIESSELBACHER APOTHEKARIUS 1793. Mojarul prezintă două mânere și pistil din fier. Mânerele sunt ovoidale și prezintă striuri inelare. Pistilul are extremitatea superioară netezită și prevăzută cu două adâncituri, iar extremitatea inferioară este ovoidală și prezintă pete de oxidare. | Muzeul Național Brukenthal, Sibiu                                       | Cimec    |
|      | Mojar din alamă | Datare: Secolul al XVII-lea Școală: Atelier central-european Descoperit: jud. SIBIU, SIBIU Dimensiuni: I: 13,3 cm, DG: 12,6 cm, DB: 11cm Material: Alamă; turnare; gravare | Mojar din bronz, datat, evazat în partea superior și bazală, are un mâner dreptunghiular. În partea superioară și bazală are reliefuri și dungi inelare. Prezintă ornamente gravate de o parte și de alta a mânerului. În partea centrală are inscripție gravată. FSM 1684 | Muzeul Național Brukenthal, Sibiu                                       | Cimec    |
|      | Mojar din bronz | Datare: Secolul al XVII-lea Școală: Atelier central-european Descoperit: jud. SIBIU, Sibiu Dimensiuni: I: 11 cm, DG: 11 cm, DB: 8,8 cm Material: Bronz; turnare | Mojar din bronz de formă tronconică, evazat în partea superioară și bazală. În partea superioară prezintă inscripție turnată IOH: PANCRATIUS 1689. În partea inferioară are reliefuri inelare rezultate prin turnare. | Muzeul Național Brukenthal, Sibiu                                       | Cimec    |
|      | Mojar din bronz | Datare: Secolul al XVI-lea Școală: Atelier central-european Descoperit: jud. SIBIU, Sibiu, Farmacia orășenească Sibiu Dimensiuni: I: 15, 5 cm, DG: 14,8 cm, DB: 11 cm, L pistil: 28,5 cm Material: Bronz; turnare                                                                | Mojar din bronz datat de formă tronconică cu un mâner ornamentat. În partea superioară și bazală are reliefuri inelare rezultate prin turnare. În partea centrală, în exterior, este turnată o figură umană. Prezintă inscripție turnată în partea superioară PAVLVS SCHWARTZ 15GK97 Are pistil din bronz, cu extremitatea inferioară ovoidală, iar extremitatea superioară în formă de T. | Muzeul Național Brukenthal, Sibiu                                       | Cimec    |
|      | Zaharniță (bombonieră) cu capac                                                                                         | Datare: 1833-1865 Școală: Manufactură Batiz Descoperit: jud. SIBIU, com. MUNICIPIUL SIBIU, SIBIU Dimensiuni: Înălțime: 10 cm; diametru: 11,5 cm. Material: faianță, smalț / modelare, ardere                                                                                     | Zaharniță (bombonieră) cu capac de culoare neagră, din pastă maro-roșcat de bună calitate. Smalț negru, cu luciu metalic, fără crăpături. Formă cilindrică. Capac scund, tronconic, cu laturile arcuite și buton atașat plastic. În locul torților, două capete de femeie, profilate. Decor cu șiruri de puncte profilate, așezate unul lângă altul, care acoperă mare parte a corpului și jumătatea dinspre margine a capacului. Pe suprafața de sprijin poartă marca BATIZ 3, marcă folosită mai ales pe piesele cu smalț negru ale manufacturii. Tipul de pastă folosită, ca și tipul de smalț, au început să fie folosite și produse numai după anul 1833. | Muzeul Național Brukenthal, Sibiu                                       | Cimec    |
|      | Serviciu de masă pentru ulei, oțet, sare                                                                                | Datare: 1805-1865 Școală: Manufactură Batiz Descoperit: jud. SIBIU, com. MUNICIPIUL SIBIU, SIBIU Dimensiuni: Înălțime: 21,5 cm; lungime: 24 cm; lățime: 16 cm. Material: faianță, smalț / modelare, pictare, ardere                                                              | Serviciu de masă pentru ulei, oțet, sare alcătuit din 5 piese, de culoare alb-gălbuie, din pastă albă, de bună calitate. Smalț lucios, transparent, cu crăpături rare pe suprafața de sprijin. Suportul este alcătuit din două suporturi ciculare unite de o punte mai îngustă pe care sunt atașate alte două suporturi în formă de lingură, pentru sare. Pe suporturile circulare, supraînălțate cu margini ajurate, sunt așezate două vase piriforme cu cioc de turnare și toartă atașată plastic, care poartă etichetele ESSIG. și OEHL. Vasele au capace mici. Între vase se înalță o coloană terminată cu un mâner. Decor vienez, pictat cu albastru de cobalt, marchează partea inferioară și superioară a suportului, diametrul maxim și buza vaselor; decor cu lalele stilizate și puncte pe coloană, mâner, ciocurile de turnare și torți; decor cu linie simplă pe porțiunile ajurate, pe suporturile de sare și pe coloana care sprijină mânerul. Pe suprafața de sprijin se distinge BATIZ, marcă folosită pe întreaga perioadă de funcționare a manufacturii. | Muzeul Național Brukenthal, Sibiu                                       | Cimec    |
|      | Mașină de cafea | Datare: 1805-1865 Școală: Manufactură Batiz Descoperit: jud. SIBIU, com. MUNICIPIUL SIBIU, SIBIU Dimensiuni: Înălțime: 22 cm; diametru: 9 cm. Material: faianță, smalț / modelare, pictare, ardere                                                                               | Mașină de cafea alcătuită din patru piese: partea de jos cu prelungire tubulară de turnat și toartă, filtrul, partea superioară cu toartă și capacul. Este de culoarea fildeșului, din pastă de bună calitate. Smalț lucios, transparent, fără crăpături, dar pătat pe partea superioară. Formă cilindrică. Decor vienez cu albastru de cobalt: linii drepte orizontale dublate sub de șiruri de mici grupări conice de linii sau rombice de puncte, intercalate (viță de vie stilizată). Decorul este aplicat de câte două ori pe fiecare parte componentă, mai puțin pe filtru. Vârful butonului de la capac, vârful tubului de turnare și cele două torți sunt marcate cu albastru. Pe prelungirea tubulară de turnare este reprezentată de asemenea o rozetă. Pe suprafața de sprijin poartă marca BATIZ, marcă folosită pe întreaga perioadă de funcționare a manufacturii. Piesa prezintă uzură de folosire, pe unele muchii, iar filtrul are crăpături fine și este ciobit. | Muzeul Național Brukenthal, Sibiu                                       | Cimec    |
|      | Farfurie | Datare: 1805-1865 Școală: Manufactură Batiz Descoperit: jud. SIBIU, com. MUNICIPIUL SIBIU, SIBIU Dimensiuni: Înălțime: 3,5 cm; diametru: 22 cm. Material: faianță, smalț / modelare, pictare, ardere                                                                             | Farfurie de culoarea fildeșului, din pastă de bună calitate. Smalț lucios, transparent, fără crăpături. Formă circulară, ușor adâncită. Decor pictat: pe margine, pe bandă galbenă, între două cercuri concentrice albastre, două linii vălurite împletite din care una cu frunze mărunte. În centru, în chenar albastru dublu, medalion cu peisaj romantic, pictat cu albastru de cobalt. Pe suprafața de sprijin poartă marca BATIZ 1. Piesa este puțin ciobită. Lângă marcă este scris de mână cu cerneală (?): „S. K. M. Geschenk d. Hrn. Emil Sigerus”. | Muzeul Național Brukenthal, Sibiu                                       | Cimec    |
|      | Biserica fortificată din Bazna - reproducere după un tablou de Hans Hermann. Autor: Emil Fischer                        | Datare: sec. XX Școală: Atelier foto Emil Fischer Dimensiuni: L: 18 cm; LA: 13 cm Material: negativ; clișeu pe sticlă | Biserica fortificată din Bazna - reproducere după un tablou de Hans Hermann (1885-1980). | Muzeul Național Brukenthal, Sibiu                                       | Cimec    |
|      | Bărbat în costum popular secuiesc Autor: Ferenczy, F.                                                                   | Datare: 1903 Școală: Atelier transilvănean Dimensiuni: fotografie: L: 9,5 cm, Lă: 6,5 cm; carton: L: 10,7 cm, Lă: 7 cm, Gr: 0,1 cm Material: fotografie realizată pe hârtie fotografică lipită pe carton                                                                         | R: Bărbat îmbrăcat în costum popular secuiesc specific zonei Odorhei. Portul este compus din: cămașă albă cu mâneci lungi și largi cu manșetă și cu guler încheiat, vestă de culoare neagră cu nasturi, pantaloni din postav alb lipiți de picior. Fotografie de atelier cu elemente de recuzită - trunchi de copac. Pe carton, cu litere aurii sunt menționate: numele fotografului [F. Ferenczy L.] și localitatea în care a activat atelierul. În partea de sus a imaginii urmă de gaură datorată prinderii de un suport. V: Marca florală a atelierului și text de reclamă în limba maghiară; însemnare manuscrisă cu creion pe verticală, în partea stângă a cartonului; pe mijlocul cartonului ștampilă dreptunghiulară cu text pe două rânduri ”Direktor Emil Sigerus / Hermannstadt”; ștampilă Muzeul Brukenthal Sibiu nr. 281 (tăiată cu linie de culoare albastră); Număr inventar MCPR 140. | Complexul Național Muzeal Astra, Sibiu                                  | Cimec    |
|      | Nuntă tradițională maghiară din Huedin Autor: Dunky                                                                     | Datare: 1990-1910 Școală: Atelier Dunky Dimensiuni: fotografie: L: 14,3 cm, LĂ: 10,3 cm, carton: L: 16,8 cm, LĂ: 10,8 cm, Gr: 0,1 cm Material: hârtia fotografică este lipita pe un carton prin presare                                                                          | Nuntă tradițională maghiară din Huedin. Miri și nași îmbrăcați în costume de sărbătoare compuse din: portul femeiesc: pe cap cunună (mireasa), văl alb (nașa); cămașă cu guler brodat și cu mâneci largi trei sferturi; poale albe plisate mărunt; șorț; pieptar din postav cu aplicații de dantelă; portul bărbătesc: cămașă albă cu mâneci lungi prinse la umăr, cu cusături discrete, izmene largi din pânză albă (mirele), cioareci de pănură (nașul), în picioare cizme; mirele poartă pieptar iar nașul pieptar și suman cu guler mare la spate. Nașii sunt așezați de fotograf de o parte și de alta a mirilor. În spatele mirilor, pe o masă acoperită cu față de masă brodată se află un coș de colaci. Fotografie cu elemente de recuzită constând din mobilier și piese textile pentru interior. Pe fotografie, în partea dreaptă text în limba maghiară. Pe carton cu culoare verde text de reclamă și marca atelierului fotografic. Pe verso: marca atelierului cu medalii, adresa și text de reclamă în limba maghiară cu culoare verde; trei ștampile "Emil Sigerus / Hermannstadt". Ștampilă incomplet vizibilă "Muzeul "Brukenthal" Sibiu / Nr. 285" (cifră scrisă cu cerneală și tăiată). Număr inventar MCPR 144. | Complexul Național Muzeal Astra, Sibiu                                  | Cimec    |
|      | Două românce în porturi de sărbătoare din zona Sibiu                                                                    | Datare: a doua jum. sec. XIX Școală: Atelier sibian Dimensiuni: fotografie: L: 13,8 cm, LĂ: 9,2 cm; carton: L: 16,4 cm, LĂ: 11 cm, Gr.: 0,1 cm Material: fotografie imprimată pe hârtie fotografică subțire lipită ulterior pe carton, pictată ulterior manual                   | Două românce în porturi de sărbătoare din zona Sibiu. Portul celor două femei este compus din: pe cap cârpă legată la spate, iie cu mâneci lungi și largi, pieptar înfundat din piele, brodat pe piept, șorț cu ciucuri în partea de jos. Femeia din partea dreaptă a fotografiei stă așezată pe scaun; femeia din partea stângă își ține mâna stângă pe umărul celeilalte, iar în mâna dreaptă are o furcă de tors. Fotografie realizată în atelier având elemente de recuzită (panou și mobilier, furcă de tors, vas din lemn). Fotografia, lipită pe carton de culoare crem, este pictată manual cu nuanțe de roșu și albastru la piese ce constituie portul popular și la furca de tors. Pe verso două ștampile "Direktor Emil Sigerus / Hermannstadt", ștampilă incomplet vizibilă "Muzeul "Brukenthal" Sibiu / Nr. 322" (cifră scrisă cu cerneală și tăiată). Număr inventar MCPR 176. | Complexul Național Muzeal Astra, Sibiu                                  | Cimec    |
|      | Femeie în costum popular românesc de sărbătoare Autor: Theodor Glatz                                                    | Datare: 1866-1871 Școală: Atelier sibian Dimensiuni: fotografie: L: 13,9 cm, LĂ: 9,7 cm; carton: L: 16,3 cm, LĂ: 10,8 cm, Gr.: 0,1 cm Material: fotografie imprimată pe hârtie fotografică subțire lipită ulterior pe carton, pictată manual                                     | Româncă îmbrăcată în costum de sărbătoare din zona Sibiu. Piesele care compun portul popular sunt: pe cap batic înflorat cu ciucuri, legat într-o parte, pictat manual cu roșu, verde; cămașă albă cu mâneci lungi, largi; pieptar bogat ornamentat cu motive florale pictat cu galben; pe umeri haină cu mâneci lungi, ornamentată și pictată la mâneci cu puncte maro și albastru; poale albe și lungi; șorț cu ciucuri în partea de jos, pictați cu maro și albastru. În mâna dreaptă ține un coșuleț împletit. Trăsăturile feței sunt pictate cu roz. Fotografie de atelier având elemente de recuzită (crengi de copac pictate în nuanțe de verde și galben, piatră, vas de lemn) și fundal panou. Pe carton sunt menționate, în partea de jos, numele fotografului, în stânga [Theodor Glatz], marca monogramă a fotografului și orașul unde a activat atelierul, în dreapta [in Hermannstadt]. Pe verso marca atelierului fotografic cu 6 medalii și text de reclamă în limba germană scris pe cinci rânduri cu culoare albastră. Însemnare manuscrisă cu tuș negru aparținând lui Enea Hodoș: ”Țărancă română: Nevastă de măierean din Sibiu. 1876. E. H.”. Număr inventar MCPR 267. | Complexul Național Muzeal Astra, Sibiu                                  | Cimec    |
|      | Bărbat în port românesc de sărbătoare                                                                                   | Datare: 1900-1903 Școală: Atelier Adler Dimensiuni: fotografie: L: 13,3 cm, LĂ: 9,7 cm; carton: L: 15,1 cm, LĂ: 9,7 cm, Gr.: 0,1 cm Material: fotografie realizată pe hârtie fotografică subțire lipită pe carton                                                                | R: Portret de bărbat în costum popular românesc de sărbătoare din Lupeni, județul Hunedoara. Pe cap poartă pălărie cu boruri largi; costumul este alcătuit din: cămașă albă cu mâneci lungi și largi, pieptar înfundat bogat brodat pe piept și la buzunar. Pe umărul drept are o haină de iarnă din postav alb. Fotografie de atelier cu elemente de recuzită - panou. În partea de sus, pe imagine, însemnare manuscrisă cu tuș negru: din cercul Lupeni. Pe carton, sub imagine, la mijloc, marca atelierului fotografic (Adler). Urme de lipire/dezlipire a numărului astra în colțul din dreapta, sus. V: Marca altelierului cu trei medalii; text de reclamă în limba maghiară scris pe două rânduri cu culoare verde: ”Utanrendelesek evek / Mulva is eszkorzo”; însemnări manuscrise cu creion; Ștampilă Muzeul Brukenthal Sibiu nr. 14270 (tăiată cu linie de culoare albastră) în colțul din drapta sus; ștampilă ovală Muzeul central al „Asociațiunii” Sibiu, în colțul din dreapta jos. Număr inventar MCPR 477. | Complexul Național Muzeal Astra, Sibiu                                  | Cimec    |
|      | Grup de țigani Autor: Adler                                                                                             | Datare: 1900-1920 Școală: Atelier Adler Dimensiuni: fotografie: L: 17 cm, LĂ: 12 cm, carton: L: 21,1 cm, LĂ: 15,3 cm, Gr: 0,1 cm Material: hârtia fotografică este lipită pe carton prin presare                                                                                 | Grup de țigani (bărbați, femei, copii) îmbrăcați în costume specifice etniei rome pe un drum de țară, lângă un gard din lemn. Pe carton, în partea stângă, jos, marca atelierului prin text pe două rânduri cu culoare verde: ”Adler Fényirda / Szászváros”. Pe verso: însemnare manuscrisă cu culoare roșie, ștampilă "Direktor Emil Sigerus / Hermannstadt", ștampilă incomplet vizibilă "Muzeul "Brukenthal" Sibiu / Nr. 14287" (cifră scrisă cu cerneală și tăiată). Număr inventar MCPR 494. | Complexul Național Muzeal Astra, Sibiu                                  | Cimec    |
|      | Tânără săsoaică în costum de sărbătoare Autor: Roșu, Alexander                                                          | Datare: 1892-1900 Școală: atelier Alexander Roșu Dimensiuni: fotografie: L: 14,3 cm, LĂ: 10,5 cm; carton: L: 16,4 cm, LĂ: 11,3 cm, Gr.: 0,1 cm Material: fotografie realizată pe hârtie fotografică lipită pe carton                                                             | Tânără săsoaică îmbrăcată în port popular de sărbătoare. Portul popular este compus din: pe cap bentițe cu motive florale, legate la spate, lungi până în pământ; cojoc cu mâneci lungi, ornamentat cu motive florale și geometrice pe aproape toată suprafața; sub cojoc, în partea de jos se văd rochia și șorțul. Pe masa rotundă situată în partea dreaptă a imaginii se află un borten cu panglici brodate cu motive florale. Fotografie de atelier cu elemente de recuzită (panou și mobilier – masă, scaun). Pe carton, în partea de jos, ștampilă incomplet vizibilă "Direktor Emil Sigerus / Hermannstadt", însemnare manuscrisă cu tuș. Pe verso: însemnare manuscrisă cu tuș negru în limba germană, stampilă cu numele și adresa atelierului, tampilă incomplet vizibilă "Direktor Emil Sigerus / Hermannstadt", ștampilă incompletă vizibilă "Muzeul "Brukenthal" Sibiu / Nr. 14299" (cifră scrisă cu cerneală și tăiată). Număr inventar MCPR 505. | Complexul Național Muzeal Astra, Sibiu                                  | Cimec    |
|      | Femeie în port popular românesc de sărbătoare din zona Banat Autor: Naschitz L.                                         | Datare: 1900 Școală: Atelier lugojan Dimensiuni: fotografie: L: 18,5 cm, LĂ: 10,5 cm; carton: L: 20,4 cm, LĂ: 10,8 cm, Gr.: 0,1 cm Material: fotografie imprimată pe hârtie fotografică subțire lipită ulterior pe carton, pictată ulterior manual                               | Persida Domaneanțiu din Ohaba, premiată cu premiul prim la adunarea generală a Asociațiunii, Băile Herculane, 1900, pentru costumul popular din banat. Piesele ce compun portul sunt: cămașă cu mâneci lungi, largi, terminate cu fodori, bogat ormanentată cu motive geometrice, poale lungi brodate cu morive geometrice, vertical, pe laterale, catrințe în față și în spate; pe cap și la gât salbe de monede, în talie pictat cu roșu cordon, în picioare cizme pictate cu roșu. În mâna stângă ține un batic pictat cu roșu de fotograf. Fotografie de atelier, pictată manual cu nuanțe de roșu piese ce constituie portul popular. Pe cartonul pe care a fost lipită fotografia sunt menționate, cu argintiu, numele fotografului, în stânga [Naschitz Laszlo] și orașul unde a activat atelierul, în dreapta [Lugos]. Tot pe carton sunt urme de lipire/dezlipire de pe un alt suport. Pe verso marca atelierului fotografic, text de reclamă scris cu culoare maro, ștampilă "Muzeul "Brukenthal" Sibiu / Nr. 14.356" (cifră scrisă cu cerneală și tăiată), ștamplilă ovală incomplet vizibilă ”Muzeul Asicuațiunii”. Număr inventar MCPR 555. | Complexul Național Muzeal Astra, Sibiu                                  | Cimec    |
|      | Femeie în port românesc de sărbătoare                                                                                   | Datare: 1900-1903 Școală: Atelier Adler Dimensiuni: fotografie: L: 13,4 cm, LĂ: 9,5 cm; carton: L: 15,8 cm, LĂ: 9,5 cm, Gr.: 0,1 cm Material: fotografie realizată pe hârtie fotografică subțire lipită pe carton                                                                | Portret bust de femeie îmbrăcată în port popular românesc de sărbătoare. Pe cap are vălitură albă, cămașă femeiască cu măneci lungi și largi, brodată pe umeri, pieptar cu nasturi având broderie pe părți, șorț învărgat legat în talie, la gât salbă de bani și mărgele. Fotografie de atelier cu elemente de recuzită - panou. În partea de sus, pe imagine, însemnare manuscrisă cu tuș negru: Port din cercul Lupeni. Pe carton, sub imagine, la mijloc, marca atelierului fotografic (Adler). Pe verso: marca altelierului cu trei medalii; text de reclamă în limba maghiară scris pe două rânduri cu culoare verde: ”Utanrendelesek evek / Mulva is eszkorzo”; însemnări manuscrise cu creion; Ștampilă Muzeul Brukenthal Sibiu nr. 14359 (tăiată cu linie de culoare albastră) în colțul din drapta sus; ștampilă ovală Muzeul central al „Asociațiunii” Sibiu, în colțul din dreapta jos. Număr inventar MCPR 557. | Complexul Național Muzeal Astra, Sibiu                                  | Cimec    |
|      | Familie în costume populare săsești de sărbătoare din zona Sibiu                                                        | Datare: a doua jumătate a secolului al XIX-lea Școală: Atelier transilvănean Dimensiuni: fotografie: L: 14,4 cm, LĂ: 10,5 cm; carton: L: 16,3 cm, LĂ: 10,7 cm, Gr.: 0,1 cm Material: fotografie imprimată pe hârtie fotografică subțire lipită ulterior pe carton                | Familie în costume populare săsești de sărbătoare din zona Sibiu. Piesele care compun costumul femeiesc sunt: femeia din partea stângă a imaginii: vălitură prinsă cu ace, cămașă cu mâneci lungi și largi, fustă lungă, șorț alb brodat, batic înflorat cu ciucuri prins în talie, pieptar înfundat, panglici cu motive florale, în picioare ghete; femeia din centrul imaginii: panglici cu motive florale, cămașă cu mâneci lungi și largi, fustă lungă, șorț alb brodat; femeia din partea dreaptă a imaginii, așezată pe scaun: batic legat la spate, cămașă cu mâneci lungi și largi, fustă lungă, șorț, pieptar, în picioare ghete. Portul bărbătesc este compus din: pălărie, cămașa albă, pantaloni, pe umeri haină din postav, la gât cravată, în talie curea lată din piele. Pe carton în partea de jos, sub imagine, mențiunea de format al fotografiei ”Cabinet Portrait”. Pe verso carton Souvenir cu doi puti, însemnare manuscrisă cu tuș negru, ștampilă incomplet vizibilă E. Sigerus / Hermannstadt". Număr inventar MCPR 924. | Complexul Național Muzeal Astra, Sibiu                                  | Cimec    |
|      | Bărbat sas din Cisnădioara în costum de muncă așezat la masă Autor: Theodor Glatz                                       | Datare: 1866-1871 Școală: Atelier sibian Dimensiuni: fotografie: L: 13,5 cm, LĂ: 9,8 cm; carton: L: 16,2 cm, LĂ: 10,5 cm, Gr.: 0,1 cm Material: fotografie imprimată pe hârtie fotografică subțire lipită ulterior pe carton                                                     | Bărbat sas din Cisnădioara în costum de muncă, așezat la masă. Costumul este compus din: haină de postav cu două rânduri de nasturi și mâneci lungi, pantaloni din postav băgați în cizme; pe scaunul din lemn din partea dreaptă a imagini este așezată o căciulă din blană. Fotografie de atelier având elemente de recuzită (mobilier din lemn – ladă pictată, scaun, masă, textile de interior, farfurie și urcior ceramic) și fundal panou. Pe verso marca atelierului fotografic cu 6 medalii și text de reclamă în limba germană scris pe cinci rânduri cu culoare albastră. Însemnare manuscrisă cu tuș negru. Număr inventar MCPR 931. | Complexul Național Muzeal Astra, Sibiu                                  | Cimec    |
|      | Familie în costume populare săsești de sărbătoare din zona Bistrița Autor: F.A.R. Krabs                                 | Datare: sfârșitul secolului XIX Școală: Atelier sibian Dimensiuni: fotografie: L: 13,5 cm, LĂ: 10 cm; carton: L: 16 cm, LĂ: 11 cm, Gr.: 0,1 cm Material: fotografie imprimată pe hârtie fotografică subțire lipită ulterior pe carton, pictată ulterior manual                   | Femeia (pe cap vălitură albă, cămașă cu mâneci lungi si largi, șorț, pelerină) este așezată pe un scaun, în partea stângă a imaginii. Bărbatul (căciulă, vestă neagră, pantaloni de postav băgați în cizme, haină de blană ornamentată cu motive florale) stă pe scaun lângă masă, în partea dreaptă a imaginii. Cei doi copii sunt îmbrăcați identic astfel: cămașă albă cu mâneci lungi și largi, pantaloni din postav băgați în cizme, vestă ornamentată cu motive florale, la gât cravată. Fotografie de atelier cu fundal ilustrând interior de locuință tradițională și obiecte de recuzită (mobilier), pictată cu nuanțe de negru, roșu, albastru, verde pe diverse piese ce compun portul popular. Pe verso etichetă cu numele fotografului [F.A.R. Krabs], însemnări manuscrise cu tuș negru. Număr inventar MCPR 936. | Complexul Național Muzeal Astra, Sibiu                                  | Cimec    |
|      | Bărbați sași în costume populare de sărbătoare din zona Bistrița Autor: Carl Koller                                     | Datare: 1871-1874 Școală: Atelier bistrițean Dimensiuni: fotografie: L: 13,6 cm, LĂ: 10 cm; carton: L: 16,2 cm, LĂ: 10,8 cm, Gr.: 0,1 cm Material: fotografie imprimată pe hârtie fotografică subțire lipită ulterior pe carton, pictată manual ulterior                         | Bărbați sași în costume populare de sărbătoare din zona Bistrița. Costumele populare ale celor doi sunt compuse din: cămașă cu mâneci lungi și largi, pantaloni din postav băgați în cizme lungi de piele, pieptar descheiat, haină cu mâneci lungi confecționată din postav, șerpar lat din piele. Ambii bărbați stau așezați, unul pe un butoi (cel din stânga imaginii), celălalt pe o buturugă (cel din dreapta imaginii), atitudinea lor fiind de ”degustare” de vin. Fotografie de atelier cu elemente de recuzită (panou pictat, butoi de lemn), pictată manual cu nuanțe de galben, roșu, negru piese ce constituie portul popular și decorul realizat de fotograf. Pe cartonul pe care este lipită fotografia sunt menționate, în partea de jos, numele fotografului, în stânga [C. Koller] și orașul unde a activat atelierul, în dreapta [Bistritz]. Pe verso marca atelierului fotografic cu 12 medalii și text de reclamă în limba germană scris pe opt rânduri cu culoare maro. Însemnări manuscrise cu creion. Pe o laterală este lipită o etichetă cu text în limba germană, dactilografiat. Număr inventar MCPR 937. | Complexul Național Muzeal Astra, Sibiu                                  | Cimec    |
|      | Femeie în costum popular săsesc de sărbătoare din zona Sibiu Autor: Asboth, Kamilla                                     | Datare: 1882-1897 Școală: Atelier sibian Dimensiuni: fotografie: L: 9,6 cm, LĂ: 6 cm; carton: L: 11 cm, LĂ: 6,5 cm, Gr.: 0,1 cm Material: fotografie realizată pe hârtie fotografică subțire lipită pe carton                                                                    | Portret de tânără săsoaică așezată pe scaun. Portul popular este compus din: pe cap bentițe cu motive florale, legate la spate, cămașă femeiască (rochie) cu mâneci lungi și largi terminate la încheietura mâinii cu pumnași, vestă încheiată, poale largi și lungi, șort alb cu dantelă pe margini; în talie cordon încheiat în față cu cataramă, batic și bentițe ornamentate cu motive geometrice; în mâinile așezate în poală tânăra ține o carte. Fotografie de atelier cu elemente de recuzită (panou în fundal, scaun din lemn). Pe cartonul crem pe care este lipită fotografia sunt menționate, în partea de jos, numele fotografului, în stânga [Kamilla Asbóth] și orașul unde a activat atelierul, în dreapta [Hermannstadt]. Pe verso marca atelierului cu 10 medalii și text în limba germană scris cu culoare albastră. Însemnări manuscrise cu creion. Număr inventar colecție MCPR 1045. | Complexul Național Muzeal Astra, Sibiu                                  | Cimec    |
|      | Pereche de tineri în costume populare săsești de sărbătoare din zona Sebeș Autor: Asboth, Kamilla                       | Datare: 1882-1897 Școală: Atelier sibian Dimensiuni: fotografie: L: 9,9 cm, LĂ: 6,2 cm; carton: L: 10,9 cm, LĂ: 6,5 cm, Gr.: 0,1 cm Material: fotografie realizată pe hârtie fotografică subțire lipită pe carton                                                                | Pereche de tineri în costume populare săsești de sărbătoare din zona Sebeș. Costumul femeiesc este compus din: borten, cămașă femeiască (rochie) cu mâneci lungi și largi terminate la încheietură cu pumnași, șorț alb cu dantelă pe margini, vestă cu dantelă; în talie prins batic înflorat cu ciucuri pe margini; la gât salbă de bani. Femeia se află în partea stângă a imaginii lângă bărbatul care sta așezat pe scaun. Costumul bărbătesc este compus din: haină de postav cu două rânduri de nasturi și mâneci lungi, pantaloni de postav băgați în cizme; la gât poartă cravată. Pe cartonul crem pe care este lipită fotografia sunt menționate, în partea de jos, numele fotografului, în stânga [Kamilla Asbóth] și orașul unde a activat atelierul, în dreapta [Hermannstadt]. Pe verso marca atelierului cu 10 medalii și text în limba germană, pe 5 rânduri: "Atelier / Kamilla Asboth / Vormals / Th. Glatz's erben / Hermanstadt". Text de reclamă în limba germană, scris cu culoare maro: "Vervielfaltigung. Vorbehalten. Die Platten werden zu Nachbestellungen aufbewahrt". Carton tipărit la H. K. Krziwanek, Viena. Însemnare manuscrisă cu creion. Număr inventar MCPR 1046. | Complexul Național Muzeal Astra, Sibiu                                  | Cimec    |
|      | Femeie în costum popular săsesc de sărbătoare din zona Sibiu Autor: Asboth, Kamilla                                     | Datare: 1882-1897 Școală: Atelier sibian Dimensiuni: fotografie: L: 9,7 cm, LĂ: 5,6 cm; carton: L: 11 cm, LĂ: 6,5 cm, Gr.: 0,1 cm Material: fotografie realizată pe hârtie fotografică subțire lipită pe carton                                                                  | Femeie în costum popular săsesc de sărbătoare din zona Sibiu. Costumul femeiesc este compus din: borten cu pangkici decorate cu motive florale, cămașă femeiască (rochie) cu mâneci lungi și largi terminate la încheietură cu pumnași, șorț alb cu broderie de culoare neagră, pe margini cu dantelă; în talie cordon și baric înflorat cu ciucuri pe margini. În mâna dreaptă ține o carte, iar mâna stângă o ține pe masa din lemn. Foto de atelier cu elemente de recuzită (panou în fundal, masă de lemn). Pe cartonul crem pe care este lipită fotografia sunt menționate, în partea de jos, numele fotografului, în stânga [Kamilla Asbóth] și orașul unde a activat atelierul, în dreapta [Hermannstadt]. Pe verso marca atelierului cu 10 medalii și text în limba germană, pe 5 rânduri: "Atelier / Kamilla Asboth / Vormals / Th. Glatz's erben / Hermanstadt". Text de reclamă în limba germană, scris cu culoare maro: "Vervielfaltigung. Vorbehalten. Die Platten werden zu Nachbestellungen aufbewahrt". Carton tipărit la H. K. Krziwanek, Viena. Însemnări manuscrise cu creion. Număr inventar MCPR 1047. | Complexul Național Muzeal Astra, Sibiu                                  | Cimec    |
|      | Femeie în costum popular săsesc de sărbătoare din zona Hârtibaci Autor: Asboth, Kamilla                                 | Datare: 1882-1897 Școală: Atelier sibian Dimensiuni: fotografie: L: 9,8 cm, LĂ: 5,8 cm; carton: L: 10,6 cm, LĂ: 6,3 cm, Gr.: 0,1 cm Material: fotografie realizată pe hârtie fotografică subțire lipită pe carton, pictată manual                                                | Femeie în costum popular săsesc de sărbătoare din zona Hârtibaci. Costumul femeiesc este compus din: cămașă femeiască (rochie) cu mâneci lungi și largi terminate la încheietură cu pumnași, șorț cu buline, vestă cu două rânduri de nasturi, la gât mărgele. La spate are bentițe decorate cu motive florale pictate ulterior manual cu nuanțe de roșu și albastru. Fotografie de atelier cu elemente de recuzită (panou în fundal, masă și scaun din lemn). Pe cartonul crem pe care este lipită fotografia sunt menționate, în partea de jos, numele fotografului, în stânga [Kamilla Asbóth] și orașul unde a activat atelierul, în dreapta [Hermannstadt]. Pe verso marca atelierului cu 10 medalii și text în limba germană, pe 5 rânduri: "Atelier / Kamilla Asboth / Vormals / Th. Glatz's erben / Hermanstadt". Text de reclamă în limba germană, scris cu culoare maro: "Vervielfaltigung. Vorbehalten. Die Platten werden zu Nachbestellungen aufbewahrt". Carton tipărit la H. K. Krziwanek, Viena. Însemnare manuscrisă cu creion. Număr inventar MCPR 1049. | Complexul Național Muzeal Astra, Sibiu                                  | Cimec    |
|      | Femeie în costum popular săsesc de sărbătoare din zona Sibiu Autor: Asboth, Kamilla                                     | Datare: 1882-1897 Școală: Atelier sibian Dimensiuni: fotografie: L: 9,6 cm, LĂ: 6,1 cm; carton: L: 11 cm, LĂ: 6,5 cm, Gr.: 0,1 cm Material: fotografie realizată pe hârtie fotografică subțire lipită pe carton                                                                  | Femeie în costum popular săsesc de sărbătoare din zona Sibiu. Portul popular este compus din: pe cap bentițe cu motive florale, legate la spate, cămașă femeiască (rochie) cu mâneci lungi și largi terminate la încheietura mâinii cu pumnași, vestă, poale largi și lungi, șort alb cu dantelă pe margini; în talie cordon, în talie batic. Fotografie de atelier cu elemente de recuzită (panou în fundal, scaun din lemn, masă acoperită cu textilă de interior). Pe carton sunt menționate, în partea de jos, numele fotografului, în stânga [Kamilla Asbóth] și orașul unde a activat atelierul, în dreapta [Hermannstadt]. Pe verso marca atelierului cu 10 medalii și text în limba germană scris cu culoare albastră. Însemnări manuscrise cu creion. Număr inventar colecție MCPR 1052. | Complexul Național Muzeal Astra, Sibiu                                  | Cimec    |
|      | Femeie cu un copil în costume populare săsești de sărbătoare din Gușterița Autor: Asboth, Kamilla                       | Datare: 1882-1897 Școală: Atelier sibian Dimensiuni: fotografie: L: 9,2 cm, LĂ: 5,2 cm; carton: L: 10,6 cm, LĂ: 6,3 cm, Gr.: 0,1 cm Material: fotografie realizată pe hârtie fotografică subțire lipită pe carton                                                                | Femeie și copil îmbrăcați în costume săsești de sărbătoare din Gușterița. Costumul popular femeiesc este compus din: batic alb legat sub bărbie pe cap, cămașă femeiască (rochie) cu mâneci lungi și largi terminate la încheietură cu pumnași, șorț alb brodat cu motive geometrice, în talie cordon. Portul de copil este compus din: cămașă cu mâneci lungi și largi, pantaloni de postav albi băgați în cizme, vestă ornamentată cu motive geometrice, în talie șerpar. Femeia este așezată pe scaun și ține in mâini un buchet de flori. Băiatul este așezat pe o ladă de lemn pictată, iar în partea stângă, pe ladă, se află o pălărie. Fotografie de atelier cu elemente de recuzită (panou în fundal, mobilier din lemn - masă, scaun, ladă). Pe verso marca atelierului cu 10 medalii și text în limba germană, pe 5 rânduri: "Atelier / Kamilla Asboth / Vormals / Th. Glatz's erben / Hermanstadt". Text de reclamă în limba germană, scris cu culoare maro: "Vervielfaltigung. Vorbehalten. Die Platten werden zu Nachbestellungen aufbewahrt". Carton tipărit la H. K. Krziwanek, Viena. Însemnare manuscrisă cu creion. Număr inventar MCPR 1053. | Complexul Național Muzeal Astra, Sibiu                                  | Cimec    |
|      | Femeie în costum popular săsesc de sărbătoare din Gușterița Autor: Asboth, Kamilla                                      | Datare: 1882-1897 Școală: Atelier sibian Dimensiuni: fotografie: L: 9,8 cm, LĂ: 6 cm; carton: L: 10,9 cm, LĂ: 6,5 cm, Gr.: 0,1 cm Material: fotografie realizată pe hârtie fotografică subțire lipită pe carton                                                                  | Femeie în costum popular săsesc de sărbătoare din Gușterița, orașul Sibiu. Costumul femeiesc este compus din: bentiță cu motive florale pe cap, cămașă femeiască (rochie) cu mâneci lungi și largi terminate la încheietură cu pumnași, șorț alb cu dantelă pe margini, vestă cu nasturi; în talie are prins batic înflorat cu ciucuri pe margini și cordon metalic; la gât mărgele. Fotografie de atelier cu elemente de recuzită (panou în fundal, plante și coloană din piatră). Pe cartonul crem pe care este lipită fotografia sunt menționate, în partea de jos, numele fotografului, în stânga [Kamilla Asbóth] și orașul unde a activat atelierul, în dreapta [Hermannstadt]. Pe verso marca atelierului cu 10 medalii și text în limba germană, pe 5 rânduri: "Atelier / Kamilla Asboth / Vormals / Th. Glatz's erben / Hermanstadt". Text de reclamă în limba germană, scris cu culoare maro: "Vervielfaltigung. Vorbehalten. Die Platten werden zu Nachbestellungen aufbewahrt". Carton tipărit la H. K. Krziwanek, Viena. Însemnare manuscrisă cu creion. Număr inventar MCPR 1055. | Complexul Național Muzeal Astra, Sibiu                                  | Cimec    |
|      | Femeie în costum popular săsesc de sărbătoare din localitatea Cârța Autor: Asboth, Kamilla                              | Datare: 1882-1897 Școală: Atelier sibian Dimensiuni: fotografie: L: 9,8 cm, LĂ: 6 cm; carton: L: 10,9 cm, LĂ: 6,5 cm, Gr.: 0,1 cm Material: fotografie realizată pe hârtie fotografică subțire lipită pe carton                                                                  | Femeie în costum popular săsesc de sărbătoare din localitatea Cârța. Costumul femeiesc este compus din: cămașă femeiască (rochie) cu mâneci lungi și largi terminate la încheietură cu pumnași, șorț alb cu dantelă pe margini, vestă cu nasturi; în talie are prins batic înflorat cu ciucuri pe margini; la gât mărgele. Fotografie de atelier cu elemente de recuzită (panou în fundal, masă de lemn). Pe cartonul crem pe care este lipită fotografia sunt menționate, în partea de jos, numele fotografului, în stânga [Kamilla Asbóth] și orașul unde a activat atelierul, în dreapta [Hermannstadt]. Pe verso marca atelierului cu 10 medalii și text în limba germană, pe 5 rânduri: "Atelier / Kamilla Asboth / Vormals / Th. Glatz's erben / Hermanstadt". Text de reclamă în limba germană, scris cu culoare maro: "Vervielfaltigung. Vorbehalten. Die Platten werden zu Nachbestellungen aufbewahrt". Carton tipărit la H. K. Krziwanek, Viena. Însemnare manuscrisă cu creion. Număr inventar MCPR 1056. | Complexul Național Muzeal Astra, Sibiu                                  | Cimec    |
|      | Țărancă din Beclean, în costum secuiesc de lucru Autor: Theodor Glatz, Carl Koller                                      | Datare: 1862-1866 Școală: Atelier sibian Dimensiuni: fotografie: L: 9 cm, LĂ: 5,4 cm; carton: L: 9,7 cm, LĂ: 6 cm, Gr.: 0,1 cm Material: fotografie imprimată pe hârtie fotografică subțire lipită ulterior pe carton                                                            | Țărancă din Beclean, în costum secuiesc de lucru, pe prispa casei. Portul popular este compus din: cămașă femeiască cu mâneci lungi și largi terminate la încheietura mâinii cu pumnași, vestă, poale largi și lungi în carouri mici, șorț de culoare închisă; la gât batic. În mâna stângă ține o floare. Fotografie realizată în curtea gospodăriei având ca elemente de recuzită vase din lemn. Pe verso sunt imprimate marca Transilvania a fotografilor Th. Glatz și C. Koller, un text de reclamă în limba germană [traducere]: "Fotografie de Th. Glatz, C. Koller. Fotografie după natură." Însemnări manuscrise cu creion și tuș negru. Număr inventar MCPR 1059. | Complexul Național Muzeal Astra, Sibiu                                  | Cimec    |
|      | Nuntă tradițională maghiară din Huedin Autor: Dunky                                                                     | Datare: 1990-1910 Școală: Atelier Dunky Dimensiuni: fotografie: L: 14,3 cm, LĂ: 10 cm, carton: L: 18 cm, LĂ: 11 cm, Gr: 0,1 cm Material: hârtia fotografică este lipita pe un carton prin presare                                                                                | Nuntă tradițională maghiară din Huedin. Miri și nași îmbrăcați în costume de sărbătoare compuse din: portul femeiesc: pe cap cunună (mireasa), văl alb (nașa); cămașă cu guler brodat și cu mâneci largi trei sferturi; poale albe plisate mărunt; șorț; pieptar din postav cu aplicații de dantelă; portul bărbătesc: cămașă albă cu mâneci lungi prinse la umăr, cu cusături discrete, izmene largi din pânză albă (mirele), cioareci de pănură (nașul), în picioare cizme; mirele poartă pieptar iar nașul pieptar și suman cu guler mare la spate. În spatele mirilor, pe o masă acoperită cu față de masă brodată se află un coș de colaci și vase ceramice (3 căncee). Fotografie cu elemente de recuzită constând din mobilier și piese textile pentru interior. Pe carton, cu culoare verde, text de reclamă și marca atelierului fotografic. Pe verso: marca atelierului cu medalii, adresa și text de reclamă în limba maghiară cu culoare verde; ștampilă "Direktor Emil Sigerus / Hermannstadt". Număr inventar MCPR 1188. | Complexul Național Muzeal Astra, Sibiu                                  | Cimec    |
|      | Femeie în costum popular săsesc de sărbătoare din zona Sibiu Autor: Auerlich, Wilhelm                                   | Datare: 1880-1904 Școală: Atelier sibian Dimensiuni: fotografie: L: 14,8 cm, LĂ: 10,3 cm; carton: L: 17,8 cm, LĂ: 12,3 cm, Gr.: 0,1 cm Material: fotografie imprimată pe hârtie fotografică subțire lipită ulterior pe carton                                                    | Portul popular săsesc de sărbătoare din zona Sibiu, cuprinde următoarele elemente: pe cap vălitură albă prinsă cu ace, cămașă albă cu mâneci largi, pieptar bogat decorat cu motive florale, fustă, șorț alb încrețit în talie, brodat în negru cu motive florale în partea de jos, cordon metalic, baticuri prinse în talie. Lângă femeie se găsește o bancă din lem (în partea dreaptă a imaginii). Fotografie de atelier cu fundal și elemente de recuzită. Pe verso marca atelierului fotografic, text de reclamă scris în limba germană, pe un rând. Număr inventar MCPR 1201. | Complexul Național Muzeal Astra, Sibiu                                  | Cimec    |
|      | Familie de sași în costume populare de sărbătoare din zona Sibiu Autor: Asboth, Kamilla                                 | Datare: 1882-1897 Școală: Atelier sibian Dimensiuni: fotografie: L: 14,5 cm, LĂ: 10,5 cm; carton: L: 16,3 cm, LĂ: 11,1 cm, Gr.: 0,1 cm Material: fotografie realizată pe hârtie fotografică subțire lipită pe carton                                                             | Familie de sași în costume populare de sărbătoare din zona Sibiu. Costumele populare sunt compuse din (de la stânga spre dreapta): femeia în vârstă (așezată pe scaun): batic, haină cu mâneci lungi, poale de culoare închisă, șort cu motive florale, în picioare cizme; în mâinile pe care le ține în poală, are un buchet de flori; tânăra fată: pe cap bentiță decorate cu motive florale, cămașă femeiască (rochie) cu mâneci lungi și largi terminate la încheietură cu pumnași, șorț cu motive florale, vestă încheiată, în talie cordon metalic; bărbatul (așezat pe scaun): cămașă, haină de postav cu mâneci lungi, pantaloni de postav băgați în cizme, în talie șerpar, iar la gât cravată. Fotografie de atelier cu elemente de recuzită (scaune, coloană de piatră, plante). Pe verso marca atelierului cu 10 medalii și text în limba germană, pe 5 rânduri: "Atelier / Kamilla Asboth / Vormals / Th. Glatz's erben / Hermanstadt". Text de reclamă în limba germană, scris cu culoare maro: "Vervielfaltigung. Vorbehalten. Die Platten werden zu Nachbestellungen aufbewahrt". Carton tipărit la H. K. Krziwanek, Viena. Ștampilă "Direktor Emil Sigerus / Hermannstadt". Număr inventar MCPR 1268. | Complexul Național Muzeal Astra, Sibiu                                  | Cimec    |
|      | Pereche de sași în costume populare de sărbătoare din localitatea Bălcaciu Autor: Auerlich, Wilhelm                     | Datare: 1880-1904 Școală: Atelier sibian Dimensiuni: fotografie: L: 14,4 cm, LĂ: 10,2 cm; carton: L: 20,2 cm, LĂ: 14,5 cm, Gr.: 0,1 cm Material: fotografie imprimată pe hârtie fotografică subțire lipită ulterior pe carton                                                    | Pereche de sași în costume populare de sărbătoare din localitatea Bălcaciu. Costumul bărbătesc este compus din: pălărie cu boruri largi, cămașă, pantaloni strânși pe picior, haină din postav ormanetată cu motive florale, în picioare cizme. Costumul femeiesc este compus din: vălitură cu panglici decorate cu motive florale, cămașă albă cu mâneci largi, fustă lungă, șorț alb cu dantelă pe margini, în picioare ghete. Fotografie de atelier având elemente de recuzită (scaun din lemn, plante) și fundal panou. Pe cartonul pe care este lipită fotografia, în partea dreaptă, pe banda îngustă albastră, sunt menționate numele fotografului, în stânga [W. Auerlich] și orașul unde a activat atelierul, în dreapta [Hermanstadt / Nagyszeben]. Pe verso ștampilă "E. Sigerus / Hermannstadt". Număr inventar MCPR 1339. | Complexul Național Muzeal Astra, Sibiu                                  | Cimec    |
|      | Pereche de tineri români în costume populare de sărbătoare din Săliște Autor: Asboth, Kamilla                           | Datare: 1882-1897 Școală: Atelier sibian Dimensiuni: fotografie: L: 9,8 cm, LĂ: 6,1 cm; carton: L: 11 cm, LĂ: 6,5 cm, Gr.: 0,1 cm Material: fotografie realizată pe hârtie fotografică subțire lipită pe carton                                                                  | Pereche de tineri români în costume populare de sărbătoare din Săliște. Costumul femeiesc este compus din: cârpă neagră legată la spate, cămașă albă cu mâneci lungi brodate cu "ciocănele" și "șire", poale albe și lungi, catrință învărgată, vestă cu două rânduri de nasturi încheiată, în picioare ghete. În mâna stângă are un buchet de floricele. Costumul bărbătesc este compus din: cămașă albă bărbătească cu poale, pantaloni de postav, chimir lat din piele, vestă cu două rânduri de nasturi, în picioare ghete. Cei doi tineri se țin de mână, împreună cu o batistă albă. Lângă tânără, în partea dreapta a imaginii, se află o desagă în carouri. Fotografie realizată în atelier având elemente de recuzită. Pe cartonul pe care este lipită fotografia sunt menționate, în partea de jos, numele fotografului, în stânga [Kamilla Asbóth] și orașul unde a activat atelierul, în dreapta [Hermannstadt]. Pe verso marca atelierului cu 10 medalii și text în limba germană, pe 5 rânduri: "Atelier / Kamilla Asboth / Vormals / Th. Glatz's erben / Hermanstadt". Text de reclamă în limba germană, scris cu culoare maro: "Vervielfaltigung. Vorbehalten. Die Platten werden zu Nachbestellungen aufbewahrt". Carton tipărit la H. K. Krziwanek, Viena. Ștampilă incomplet vizibilă "Muzeul "Brukenthal" Sibiu / Nr. 409" (cifră scrisă cu creion și tăiată). Număr inventar MCPR 1636. | Complexul Național Muzeal Astra, Sibiu                                  | Cimec    |
|      | Tânără româncă în costum popular de sărbătoare din zona Sibiu Autor: Asboth, Kamilla                                    | Datare: 1882-1897 Școală: Atelier sibian Dimensiuni: fotografie: L: 9,8 cm, LĂ: 6,1 cm; carton: L: 10,9 cm, LĂ: 6,5 cm, Gr.: 0,1 cm Material: fotografie realizată pe hârtie fotografică subțire lipită pe carton, pictată manual                                                | Tânără româncă în costum popular de sărbătoare din zona Sibiu. Costumul românesc este compus din: batic înflorat legat la spate, cu ciucuri pe margini, pictat ulterior cu albastru închis, cămașă albă cu mâneci lungi și largi, ornamentate cu "ciocănele" și "șire", pieptar bogat decorat pe piepți, șorț; la gât poartă șiraguri de mărgele. Femeia este așezată pe scaun. Fotografie de atelier având elemente de recuzită, pictată manual cu nuanțe de roșu, galben și albastru la piese ce constituie portul popular. Pe cartonul crem pe care este lipită fotografia sunt menționate, în partea de jos, numele fotografului, în stânga [Kamilla Asbóth] și orașul unde a activat atelierul, în dreapta [Hermannstadt]. Pe verso marca atelierului cu 10 medalii și text în limba germană, pe 5 rânduri: "Atelier / Kamilla Asboth / Vormals / Th. Glatz's erben / Hermanstadt". Text de reclamă în limba germană, scris cu culoare maro: "Vervielfaltigung. Vorbehalten. Die Platten werden zu Nachbestellungen aufbewahrt". Carton tipărit la H. K. Krziwanek, Viena. Ștampilă incomplet vizibilă "Muzeul "Brukenthal" Sibiu / Nr. 410" (cifră scrisă cu cerneală și tăiată). Însemnare manuscrisă cu creion. Număr inventar MCPR 1637. | Complexul Național Muzeal Astra, Sibiu                                  | Cimec    |
|      | Femeie cu doi copii în costume populare românești de sărbătoare din Săliște Autor: Asboth, Kamilla                      | Datare: 1882-1897 Școală: Atelier sibian Dimensiuni: fotografie: L: 9,9 cm, LĂ: 6,1 cm; carton: L: 11 cm, LĂ: 6,5 cm, Gr.: 0,1 cm Material: fotografie realizată pe hârtie fotografică subțire lipită pe carton                                                                  | Femeie cu doi copii în costume populare românești de sărbătoare din Săliște. Costumele femeiești sunt compuse din: mama are pe cap pahiol, iar fetița cârpă neagră legată la spate, cămașă albă cu mâneci lungi terminate cu fodori, brodate cu "ciocănele" și "șire", poale albe și lungi, șorț învărgat terminat cu ciucuri în față, mama mai poartă vestă descheiată și haină ținută pe umeri. Costumul băiatului este compus din: cămașă cu poale, pantaloni băgați în cizme; pe umeri poară o haină cu guler de blană descheiată; în mâna dreapta are pălăria cu boruri largi. Mama și băiatul sunt așezați pe scaune, fetița fiind în partea stângă a mamei. Fotografie realizată în atelier având elemente de recuzită (panou și mobilier). Pe cartonul pe care este lipită fotografia sunt menționate, în partea de jos, numele fotografului, în stânga [Kamilla Asbóth] și orașul unde a activat atelierul, în dreapta [Hermannstadt]. Pe verso marca atelierului cu 10 medalii și text în limba germană, pe 5 rânduri: "Atelier / Kamilla Asboth / Vormals / Th. Glatz's erben / Hermanstadt". Text de reclamă în limba germană, scris cu culoare maro: "Vervielfaltigung. Vorbehalten. Die Platten werden zu Nachbestellungen aufbewahrt". Carton tipărit la H. K. Krziwanek, Viena. Ștampilă incomplet vizibilă "Muzeul "Brukenthal" Sibiu / Nr. 411" (cifră scrisă cu pix și tăiată). Număr inventar MCPR 1638. | Complexul Național Muzeal Astra, Sibiu                                  | Cimec    |
|      | Țăran sas la altoit Autor: Asboth, Kamilla                                                                              | Datare: 1882-1897 Școală: Atelier sibian Dimensiuni: fotografie: L: 14,6 cm, LĂ: 10,2 cm; carton: L: 16,4 cm, LĂ: 11,2 cm, Gr.: 0,1 cm Material: fotografie realizată pe hârtie fotografică subțire lipită pe carton                                                             | Țăran sas la altoit. Costumul este compus din: căciulă de blană pe cap, cămașă bărbătească cu mâneci largi și lungi, pantaloni de postav băgați în cizme, vestă de piele. Peste piept, are o traistă. Fotografie în care bărbatul "simulează" altoiul. Pe cartonul crem pe care este lipită fotografia sunt menționate, în partea de jos, numele fotografului, în stânga [Kamilla Asbóth] și orașul unde a activat atelierul, în dreapta [Hermannstadt]. Pe verso marca atelierului cu 10 medalii și text în limba germană, pe 5 rânduri: "Atelier / Kamilla Asboth / Vormals / Th. Glatz's erben / Hermanstadt". Text de reclamă în limba germană, scris cu culoare maro: "Vervielfaltigung. Vorbehalten. Die Platten werden zu Nachbestellungen aufbewahrt". Carton tipărit la H. K. Krziwanek, Viena. Ștampilă incomplet vizibilă "Muzeul "Brukenthal" Sibiu / Nr. 70" (cifră scrisă cu creion și tăiată). Număr inventar MCPR 1647. | Complexul Național Muzeal Astra, Sibiu                                  | Cimec    |
|      | Cioban român din zona Sibiu Autor: Asboth, Kamilla                                                                      | Datare: 1882-1897 Școală: Atelier sibian Dimensiuni: fotografie: L: 13,9 cm, LĂ: 9,9 cm; carton: L: 16,5 cm, LĂ: 11,3 cm, Gr.: 0,1 cm Material: fotografie realizată pe hârtie fotografică subțire lipită pe carton                                                              | Cioban român din zona Sibiu. Costumul este compus din: pe cap căciulă din blană, cămașă bărbătească, pantaloni din postav băgați în cizme, cojoc din blană de oaie cu mâneci lungi ținut pe umeri. Peste piept are o traistă ornamentată. În mâna stângă ține pușca sprijinită de pământ, iar în mâna dreaptă are animalele vânate. Fotografie de atelier cu elemente de recuzită (panou în fundal, plante). Pe carton sunt menționate, în partea de jos, numele fotografului, în stânga [Kamilla Asbóth] și orașul unde a activat atelierul, în dreapta [Hermannstadt]. Pe verso marca atelierului cu 10 medalii și text în limba germană, pe 5 rânduri: "Atelier / Kamilla Asboth / Vormals / Th. Glatz's erben / Hermanstadt". Text de reclamă în limba germană, scris cu culoare maro: "Vervielfaltigung. Vorbehalten. Die Platten werden zu Nachbestellungen aufbewahrt". Carton tipărit la H. K. Krziwanek, Viena. Ștampilă incomplet vizibilă "Muzeul "Brukenthal" Sibiu / Nr. 58" (cifră scrisă cu creion și tăiată). Ștampilă rotundă Muzeul Brukenthal. Însemnare manuscrisă cu creion. Număr inventar MCPR 1649. | Complexul Național Muzeal Astra, Sibiu                                  | Cimec    |
|      | Pereche de tineri în costume românești de sărbătoare Autor: Leopold Adler                                               | Datare: 1870-1900 Școală: atelier brașovean Dimensiuni: fotografie: L: 14,3 cm, LĂ: 9,8 cm; carton: L: 15,3 cm, LĂ: 10,8 cm, Gr.: 0,1 cm Material: hârtie fotografică subțire lipită pe carton                                                                                   | Pereche de tineri îmbrăcați în costume populare românești de sărbătoare din Brașov. Portul femeiesc este compus din: cămașă cu mâneci lungi și largi strânse la încheietura mâinii, poale lungi, pieptar ornamentat cu motive florale, în talie cordon; la gât salbă de bani. Mâinile le ține în poală, iar în mâna stângă are un buchet de flori. Portul bărbătesc este compus din: cămașă cu poale și mâneci largi, vestă cu nasturi, în talie șerpar. În mâna stângă ține o pălărie cu boruri largi. Fotografie de atelier cu panou în fundal și elemente de recuzită. Pe carton, de jur-împrejur, urme de lipire/dezlipire de pe un alt suport. Pe verso: marca atelierului fotografic, text de reclamă în limba germană scrie pe două rânduri. Ștampilă "Muzeul "Brukenthal" Sibiu / Nr. 540" (cifră scrisă cu cerneală și tăiată). Număr inventar MCPR 1654. | Complexul Național Muzeal Astra, Sibiu                                  | Cimec    |
|      | Femeie îmbrăcată în port românesc Autor: Leopold Adler                                                                  | Datare: 1870-1900 Școală: atelier brașovean Dimensiuni: fotografie: L: 14,4 cm, LĂ: 9,9 cm; carton: L: 15,5 cm, LĂ: 10,8 cm, Gr.: 0,1 cm Material: hârtie fotografică subțire lipită pe carton                                                                                   | Femeie în port românesc de sărbătoare din Brașov. Costumul este compus din: batic legat la spate, cămașă cu mâneci largi, poale albe lungi, șorț în față și catrință decorată la spate, în picioare are ghete, la gât șiraguri de mărgele. Femeia este așezată pe scaun și croșetează. Fotografie de atelier cu panou în fundal și elemente de recuzită (masă, scaun, textile de interior). Pe carton, în partea de jos, urme de lipire/dezlipire de pe un alt suport. Pe verso: marca atelierului fotografic, text de reclamă în limba germană scrie pe două rânduri. Ștampilă "Muzeul "Brukenthal" Sibiu / Nr. 541" (cifră scrisă cu cerneală și tăiată). Număr inventar MCPR 1655. | Complexul Național Muzeal Astra, Sibiu                                  | Cimec    |
|      | Grup de tineri în costume populare săsești de sărbătoare din zona Bistrița Autor: Carl Koller - atribuită               | Datare: 1871-1874 Dimensiuni: fotografie: L: 14,3 cm, LĂ: 9,7 cm; carton: L: 15,6 cm, LĂ: 11,1 cm, Gr.: 0,1 cm Material: fotografie imprimată pe hârtie fotografică subțire lipită ulterior pe carton                                                                            | Grup de tineri în costume populare săsești de sărbătoare din zona Bistrița. Costumele populare ale celor doi sunt compuse din: cămașă cu mâneci lungi și largi, pantaloni din postav băgați în cizme lungi de piele, pieptar descheiat ornamentat (băiatul din stânga imaginii), șerpar lat din piele, la gât cravată. Atitudinea celor doi tineri este de ”degustare” de vin, cei din partea stângă a imaginii turnând dintr-o ploscă de lemn vin în paharul celuilalt tânăr. Pe jos, în partea dreaptă a imaginii se află o pălărie cu boruri largi și floare la calotă. Fotografia prezintă pe toate părțile urme de lipire/dezlipire de pe un alt suport. Pe cartonul pe are a fost lipită fotografia, în partea de jos, se poate identifica localitatea unde a activat atelierul [Budapest]. Pe verso însemnări manuscrise cu creion. Ștampilă "Muzeul "Brukenthal" Sibiu / Nr. 544" (cifră scrisă cu cerneală și tăiată). Număr inventar MCPR 1657. | Complexul Național Muzeal Astra, Sibiu                                  | Cimec    |
|      | Grup de femeie în costume populare românești de sărbătoare din Mărginimea Sibiului                                      | Datare: sfârșitul secolului al XIX-lea Școală: Atelier sibian Dimensiuni: fotografie: L: 13,7 cm, LĂ: 9,8 cm; carton: L: 15 cm, LĂ: 11 cm, Gr.: 0,1 cm Material: fotografie imprimată pe hârtie fotografică subțire lipită ulterior pe carton                                    | Costumele celor trei este identic și este compus din: pe cap pahiol, cămașă femeiască, poale albe lungi, șurț în față și în spate, haină cu mâneci lungi și două rânduri de nasturi, în picioare ghete. Femeia din partea stângă a imaginii este așezată pe prispa ușii. Toate au în mâini furci de tors și fuse. pe cartonul pe care este lipită fotografia sunt urme de lipire/dezlipire de pe un alt suport. Pe verso etichetă ”Museum S.K:V.”, ștampilă incomplete vizibilă "Muzeul "Brukenthal" Sibiu / Nr. 549" (cifră scrisă cu creion și tăiată). Număr inventar MCPR 1658. | Complexul Național Muzeal Astra, Sibiu                                  | Cimec    |
|      | Tânără româncă în costum popular de sărbătoare din zona Sibiu Autor: Asboth, Kamilla                                    | Datare: 1882-1897 Școală: Atelier sibian Dimensiuni: fotografie: L: 14,6 cm, LĂ: 10,6 cm; carton: L: 15,3 cm, LĂ: 11,1 cm, Gr.: 0,1 cm Material: fotografie realizată pe hârtie fotografică subțire lipită pe carton                                                             | Tânără româncă în costum popular de sărbătoare din zona Sibiu. Costumul femeiesc este compus din: pe cap batic înflorat cu ciucuri, legat la spate, cămașă femiească (iie) cu mâneci lungi și largi, șorț; la gât șiraguri de mărgele. Pe carton apar urme de lipire/dezlipire de pe un alt suport și însemnări manuscrise incomplet vizibile. Pe verso marca atelierului cu 10 medalii și text în limba germană, pe 5 rânduri: "Atelier / Kamilla Asboth / Vormals / Th. Glatz's erben / Hermanstadt". Text de reclamă în limba germană, scris cu culoare maro: "Vervielfaltigung. Vorbehalten. Die Platten werden zu Nachbestellungen aufbewahrt". Carton tipărit la H. K. Krziwanek, Viena. Etichetă ”Museum S.K.V.”. Număr inventar colecție MCPR 1659. | Complexul Național Muzeal Astra, Sibiu                                  | Cimec    |
|      | Grup de cinci românce în costume populare de sărbătoare din Mărginimea Sibiului Autor: Asboth, Kamilla                  | Datare: 1882-1897 Școală: Atelier sibian Dimensiuni: fotografie: L: 14,7 cm, LĂ: 10,7 cm; carton: L: 16,4 cm, LĂ: 11,1 cm, Gr.: 0,1 cm Material: fotografie realizată pe hârtie fotografică subțire lipită pe carton                                                             | Grup de cinci românce în costume populare de sărbătoare din Mărginimea Sibiului, așezate pe scaune. Portul popular al tuturor femeilor este compus din: pahiol pe cap, cămașă cu mâneci lungi foarte largi, terminate cu fodori cu dantelă, ornamentată cu "ciocănele" și "șire", pieptar descheiat bogat decorat pe piept, poale albe, catrință învărgată în partea de jos, mărginită cu dantelă. Toate țin mâinile în poală și au buchețele de flori. Pe carton sunt menționate numele fotografului [Kamilla Asbóth] și orașul unde a activat atelierul [Hermannstadt]. Peste însemnare manuscriță în limba germană cu tuș negru. Pe verso marca atelierului cu 10 medalii și text în limba germană, pe 5 rânduri: "Atelier / Kamilla Asboth / Vormals / Th. Glatz's erben / Hermanstadt". Text de reclamă în limba germană, scris cu culoare maro: "Vervielfaltigung. Vorbehalten. Die Platten werden zu Nachbestellungen aufbewahrt". Carton tipărit la H. K. Krziwanek, Viena. Ștampilă incomplet vizibilă "Muzeul "Brukenthal" Sibiu / Nr. 550" (cifră scrisă cu cerneală și tăiată). Însemnare manuscrisă cu creion. Ștamplilă ovală ”Sibenburgischer Karpatenveren”. Etichetă ”Museum S.K.V.”. Număr inventar MCPR 1663. | Complexul Național Muzeal Astra, Sibiu                                  | Cimec    |
|      | Nuntă tradițională maghiară din Huedin Autor: Dunky                                                                     | Datare: 1990-1910 Școală: Atelier Dunky Dimensiuni: fotografie: L: 14,2 cm, LĂ: 9,5 cm, carton: L: 20,5 cm, LĂ: 16 cm, Gr: 0,1 cm Material: hârtia fotografică este lipita pe un carton prin presare                                                                             | Nuntă tradițională maghiară din Huedin. Miri și nuntași în costume de sărbătoare compuse din: portul femeiesc: pe cap cunună (mireasa), cămașă cu guler brodat și cu mâneci largi trei sferturi; poale albe plisate mărunt; șorț; pieptar din postav cu aplicații de dantelă; portul bărbătesc: cămașă albă cu mâneci lungi prinse la umăr, cu cusături discrete, izmene largi din pânză albă (mirele), mirele poartă pieptar. În spatele mirilor se află lăzile de zestre și nuntașii. În fața mirilor se află coșuri cu vase ceramice și textile. Pe carton, în partea dreaptă, jos, marca atelierului fotografic. Pe verso: ștampilă "Direktor Emil Sigerus / Hermannstadt", însemnare manuscrisă cu tuș negru în limba germană. Număr inventar MCPR 1748. | Complexul Național Muzeal Astra, Sibiu                                  | Cimec    |
|      | Nuntă tradițională maghiară din Huedin Autor: Dunky                                                                     | Datare: 1990-1910 Școală: Atelier Dunky Dimensiuni: fotografie: L: 14,3 cm, LĂ: 10,1 cm, carton: L: 20,5 cm, LĂ: 16 cm, Gr: 0,1 cm Material: hârtia fotografică este lipita pe un carton prin presare                                                                            | Nuntă tradițională maghiară din Huedin. Miri și nași îmbrăcați în costume de sărbătoare compuse din: portul femeiesc: pe cap cunună (mireasa), văl alb (nașa); cămașă cu guler brodat și cu mâneci largi trei sferturi; poale albe plisate mărunt; șorț; pieptar din postav cu aplicații de dantelă; portul bărbătesc: cămașă albă cu mâneci lungi prinse la umăr, cu cusături discrete, izmene largi din pânză albă (mirele), cioareci de pănură (nașul), în picioare cizme; mirele poartă pieptar iar nașul pieptar și suman cu guler mare la spate. În spatele mirilor, pe o masă acoperită cu față de masă brodată se află un coș de colaci și vase ceramice (3 căncee). Fotografie cu elemente de recuzită constând din mobilier și piese textile pentru interior. Pe carton, în partea dreaptă, jos, marca atelierului fotografic. Pe verso: ștampilă "Direktor Emil Sigerus / Hermannstadt", însemnare manuscrisă cu tuș negru în limba germană. Număr inventar MCPR 1749. | Complexul Național Muzeal Astra, Sibiu                                  | Cimec    |
|      | Târg de pălării de paie Autor: Adler                                                                                    | Datare: 1900-1920 Școală: Atelier Adler Dimensiuni: fotografie: L: 16,1 cm, LĂ: 11,1 cm, carton: L: 22 cm, LĂ: 16,5 cm, Gr: 0,1 cm Material: hârtia fotografică este lipita pe un carton prin presare                                                                            | Târg de pălării de paie. În prim-plan grup de bărbați și femei îmbrăcați în costume maghiare târguind pălării de paie, la târg. Pe carton, în partea stângă, jos, marca atelierului prin text pe două rânduri cu culoare verde: ”Adler Fényirda / Szászváros”. Pe verso: însemnare manuscrisă cu tuș negru în limba germane (în partea de sus). Ștampilă incomplet vizibilă "Muzeul "Brukenthal" Sibiu / Nr. 9" (cifră scrisă cu cerneală și tăiată). Număr inventar MCPR 1753. | Complexul Național Muzeal Astra, Sibiu                                  | Cimec    |
|      | Familie de români în costume românești de sărbătoare din zona Sibiu Autor: Emil Fischer - atribuită                     | Datare: începutul secolului XX Școală: Atelier sibian Dimensiuni: fotografie: L: 21,1 cm, LĂ: 16,3 cm; carton: L: 23,5 cm, LĂ: 18 cm, Gr.: 0,1 cm Material: fotografie imprimată pe hârtie fotografică subțire lipită ulterior pe carton, pictată manual                         | Familie de români în costume românești de sărbătoare din zona Sibiu, în jurul mesei. Piesele care compun portul popular femeiesc sunt: pe cap batic înflorat cu ciucuri, legat la spate, pictat manual cu motive florale cu roșu, galben și albastru; cămașă albă cu mâneci lungi și largi, terminate cu fodori, poale albe lungi, în partea din față șorț pictat manual la ciucurii din jos, în partea din spate catrință pictată învărgat cu roșu, albastru, galben și maro, pieptar înfundat pictat cu roșu (la femeia din centrul imaginii). Femeia din partea dreaptă a imaginii are pictat în talie un brâu tricolor. Portul bărbătesc este compus din: pe cap căciulă (bărbatul din dreapta imaginii), pălărie (bărbatul din stânga imaginii), cămașă cu poale, pieptar înfundat (bărbatul din stânga imaginii), haină de postav cu mâneci lungi (bărbatul din dreapta imaginii), pantaloni de postav strânsi pe picior băgați în cizme. Tot grupul este ”aranjat” de fotograf în jurul mesei, bărbații și una dintre femei fiind așezați pe scaune, două femei stau în picioare una tăind dintr-o pâine, iar cealaltă turnând dintr-o ploscă. De spăratul unui scaun este atârnată o ploscă. Fotografie de atelier cu elemente de recuzită, pictată manual cu nuanțe de roșu, negru; pe carton în partea de jos însemnare manuscrisă cu tuș negru. Pe verso însemnări manuscrise cu tuș negru, ștampilă "Direktor Emil Sigerus / Hermannstadt", ștampilă "Muzeul "Brukenthal" Sibiu / Nr. 567" (cifră scrisă cu creion și tăiată). Număr inventar MCPR 1776. | Complexul Național Muzeal Astra, Sibiu                                  | Cimec    |
|      | Două tinere românce în costume populare de sărbătoare din zona Sibiu Autor: Asboth, Kamilla                             | Datare: 1882-1897 Școală: Atelier sibian Dimensiuni: fotografie: L: 14,7 cm, LĂ: 10,4 cm; carton: L: 15,4 cm, LĂ: 11,2 cm, Gr.: 0,1 cm Material: fotografie realizată pe hârtie fotografică subțire lipită pe carton                                                             | Două tinere românce în costume populare de sărbătoare din zona Sibiu. Costumele celor două femei sunt compuse din: pe cap batic, femeia din dreapta imaginii are peste batic o pălărie de paie; cămașă albă cu mâneci lungi terminate cu fodori, brodate cu "ciocănele" și "șire", poale lungi albe, șorț în față și catrință cu vărguțe în spate. Femeia din stânga imaginii poartă vestă încheiată. Fotografie realizată în atelier având elemente de recuzită. Pe cartonul crem pe care este lipită fotografia sunt urme de lipire/dezlipire de pe un alt support. Pe verso marca atelierului cu 10 medalii și text în limba germană, pe 5 rânduri: "Atelier / Kamilla Asboth / Vormals / Th. Glatz's erben / Hermanstadt". Text de reclamă în limba germană, scris cu culoare maro: "Vervielfaltigung. Vorbehalten. Die Platten werden zu Nachbestellungen aufbewahrt". Carton tipărit la H. K. Krziwanek, Viena. Ștampilă incomplet vizibilă "Muzeul "Brukenthal" Sibiu / Nr. 538" (cifră scrisă cu pix și tăiată). Și pe verso urme de lipire/dezlipire de pe un alt suport. Număr inventar MCPR 1794. | Complexul Național Muzeal Astra, Sibiu                                  | Cimec    |
|      | Pereche de sași în costume de sărbătoare din zona Sibiu                                                                 | Datare: sfârșitul secolului XIX Școală: Atelier sibian Dimensiuni: fotografie: L: 25,2 cm, LĂ: 19,9 cm; carton: L: 27,8 cm, LĂ: 22,3 cm, Gr.: 0,1 cm Material: fotografie imprimată pe hârtie fotografică subțire lipită ulterior pe carton                                      | Pereche de sași în costume de sărbătoare din zona Sibiu. Femeia este situată în partea dreaptă a imaginii, iar bărbatul în partea stângă. Piesele care compun costumul femeiesc sunt: vălitură prinsă cu ace, cămașă cu mâneci lungi și largi, fustă lungă, șorț alb brodat, batic înflorat cu ciucuri prins în talie, pieptar înfundat brodat pe pipt cu motive florale, panglici cu motive florale. În mâna dreaptă ține o batistă. Piesele costumului bărbătesc sunt: căciulă de blană, cămașa albă, pieptar brodat pe piept și la buzunar, pantaloni băgați în cizme, pe umeri poartă haină decorate cu motive florale și inscripție/datare. Fotografie de atelier cu fundal panou ilustrând peisaj din natură și elemente de recuzită (pietre și plante). Pe verso ștampilă rotunda ”Dr. I. Bielz / Sammlung”, ștampilă "Muzeul "Brukenthal" Sibiu / Nr. 23" (cifră scrisă cu cerneală și tăiată). Număr inventar colecție MCPR 1803. | Complexul Național Muzeal Astra, Sibiu                                  | Cimec    |
|      | Femeie în costum popular săsesc de sărbătoare din zona Sibiu                                                            | Datare: sfârșitul secolului XIX Școală: Atelier sibian Dimensiuni: fotografie: L: 25,5 cm, LĂ: 20,3 cm; carton: L: 33,7 cm, LĂ: 25,6 cm, Gr.: 0,1 cm Material: fotografie imprimată pe hârtie fotografică subțire lipită ulterior pe carton                                      | Femeie în costum popular săsesc de sărbătoare din zona Sibiu, așezată pe bancă. Piesele ce constituie portul popular sunt următoarele: batic cu ciucuri, înflorat, legat la spate, cămașă albă încrețită pe piept, cu mâneci lungi și largi, poale lungi, șorț cu motive florale, în talie cordon de care este prins un batic înflorat, la gât mărgele. În mâini ține o pălărie de paie cu boruri mari și dantelă la calotă și flori. Fotografie de atelier cu elemente de recuzită (bancă). Pe verso ștampilă "Direktor Emil Sigerus / Hermannstadt". Număr inventar MCPR 1880. | Complexul Național Muzeal Astra, Sibiu                                  | Cimec    |
|      | Pereche români în port popular de sărbătoare Autor: Roșu, Alexander                                                     | Datare: 1892-1900 Școală: atelier Alexander Roșu Dimensiuni: fotografie: L: 18,8 cm, LĂ: 13,2 cm; carton: L: 21,5 cm, LĂ: 13,7 cm, Gr.: 0,1 cm Material: fotografie realizată pe hârtie fotografică lipită pe carton                                                             | Pereche de tineri în port popular românesc de sărbătoare din zona Bistrița: Femeia: cunună de flori pe cap, cămașă albă cu mâneci largi, terminate cu fodori și brodate peste cot cu motive florale, vestă, brâu, poale albe, catrințe decorate; la gât are salbe de monede. Bărbatul: căciulă ornamentată cu flori, cămașă albă cu poale, mânecile tivite cu motive florale, pieptar alb tivit cu blană neagră, cioareci din pănură, cizme. Fotografie de atelier cu fundal pânză pictată și elemente de recuzită. Toate colțurile fotografiei sunt rupte pe o mică porțiune. Pe cartonul pe care este lipită fotografia sunt menționate marca monogramă, numele fotografului (Roșu) și localitatea unde era situat atelierul fotografic. Pe verso: text de reclamă scris cu culoare roșie: "Atelier fotografic / Alexandru Roșu / Bistriță / Piața mare / Transilvania. Specialitate / Portrete până la mărimea naturală / susceperi originale. / Înmăriri după ori ce portrete mici până la mărimea / naturală. / Ori și ce reproducere e interzisă. / Comande ulterioare se efepluese ori și când prelângă / preț moderat. / Carton tipărit la Kuhlen, Viena". Ștampilă "Muzeul "Brukenthal" Sibiu / Nr. 1541 bis" (cifră scrisă cu cerneală și tăiată). Număr inventar MCPR 2092. | Complexul Național Muzeal Astra, Sibiu                                  | Cimec    |
|      | Familie de țigani cu doi copii                                                                                          | Datare: a doua jumătate a secolului al XIX-lea Școală: Atelier sibian Dimensiuni: fotografie: L: 8,8 cm, LĂ: 5,6 cm Material: fotografie imprimată pe hârtie fotografică subțire lipită ulterior pe carton                                                                       | Familie de țigani cu doi copii îmbrăcați în costume specifice etniei rome. Bărbatul poartă cămașă cu mâneci lungi rupte și cu poale, pantaloni, în talie curea lată din piele. Femeia poartă pe cap cârpă și este îmbrăcată cu cămașă simplă cu mâneci lungi, fustă. În poală are trei fuse din lemn. Copii poartă cămăși cu mâneci lungi, pantaloni. Fotografie realizată lângă un gard din interiorul gospodăriei. Pe verso urme de lipire/dezlipire de pe un alt suport. Număr inventar MCPR 2300. | Complexul Național Muzeal Astra, Sibiu                                  | Cimec    |
|      | Țigan bătrân | Datare: a doua jum. sec. XIX Școală: Atelier sibian Dimensiuni: fotografie: L: 14,5 cm, LĂ: 10,3 cm; carton: L: 15,8 cm, LĂ: 11,7 cm, Gr.: 0,1 cm Material: fotografie imprimată pe hârtie fotografică subțire lipită ulterior pe carton                                         | Portret de țigan așezat pe scaun. Costumul este compus din: haină cu mâneci lungi, largi, ponosită; pantaloni de postav; pe umărul stâng are o bucată de material în carouri; la piept ține o căciulă și bastonul. Fotografie de atelier cu elemente de recuzită. Pe carton apar urme de lipire/dezlipire de pe un alt suport. Pe verso însemnări manuscrise cu creion. Număr de inventar MCPR 2328. | Complexul Național Muzeal Astra, Sibiu                                  | Cimec    |
|      | Tânără țigancă Autor: Adler                                                                                             | Datare: 1900-1920 Școală: Atelier Adler Dimensiuni: fotografie: L: 15,4 cm, LĂ: 11,5 cm, carton: L: 22 cm, LĂ: 16,5 cm, Gr: 0,1 cm Material: hârtia fotografică este lipită pe carton prin presare                                                                               | Tânără țigancă îmbrăcată în port specific etniei rome: cămașă cu mâneci lungi, fustă lungă. Peste piept are traistă, iar pe umăr ține un coș. Pe carton, în partea stângă, jos, marca atelierului prin text pe două rânduri cu culoare verde: ”Adler Fényirda / Szászváros”. Pe verso: însemnare manuscrisă cu culoare creion, ștampilă incomplet vizibilă "Direktor Emil Sigerus / Hermannstadt", ștampilă "Muzeul "Brukenthal" Sibiu / Nr. 7" (cifră scrisă cu cerneală și tăiată). Număr inventar MCPR 2337. | Complexul Național Muzeal Astra, Sibiu                                  | Cimec    |
|      | Pereche de sași în costume de sărbătoare din localitatea Daia, județul Sibiu Autor: Theodor Glatz                       | Datare: 1866-1871 Școală: Atelier sibian Dimensiuni: fotografie: L: 13,8 cm, LĂ: 10,1 cm; carton: L: 16,3 cm, LĂ: 10,8 cm, Gr.: 0,1 cm Material: fotografie imprimată pe hârtie fotografică subțire lipită ulterior pe carton                                                    | Pereche de sași în costume de sărbătoare din localitatea Daia, județul Sibiu. Atât femeia, cât și bărbatul sunt așezați pe scaune lângă masă, bărbatul citind dintr-o carte, iar femeia ascultând. Portul de sărbătoare al femeii este compus din: pe cap vălitură prinsă cu ace, cămașă femeiască (rochie) mcu mâneci lungi și largi terminate la încheietura mâinii cu pumnași, șorț cu dantelă în partea de jos, pieptar; la gât poartă mărgele, iar pe piept are pafta; în talie are prins batic cu motive geometrice; la spate panglici cu motive florale. Portul de sărbătoare al bărbatului este compus din: cămașă cu mâneci lungi și largi, pieptar din blană, înfundat, pantaloni de postav băgați în cizme; la gât are cravată. Fotografie de atelier cu elemente de recuzită (panou, mobilier - masă, scaune, ladă de lemn, textile de interior - față de masă, vas de lemn). Pe carton sunt menționate, în partea de jos, numele fotografului, în stânga [Theodor Glatz], marca monogramă a fotografului și orașul unde a activat atelierul, în dreapta [in Hermannstadt]. Pe verso marca atelierului fotografic cu 6 medalii și text de reclamă în limba germană scris pe cinci rânduri cu culoare albastră. Însemnări manuscrise cu creion. Ștampilă "Direktor Emil Sigerus / Hermannstadt". Număr inventar MCPR 2504. | Complexul Național Muzeal Astra, Sibiu                                  | Cimec    |
|      | Grup de tineri în costume săsești de sărbătoare din zona Sibiu Autor: Theodor Glatz                                     | Datare: 1866-1871 Școală: Atelier sibian Dimensiuni: fotografie: L: 13,5 cm, LĂ: 9,8 cm; carton: L: 16,2 cm, LĂ: 10,4 cm, Gr.: 0,1 cm Material: fotografie imprimată pe hârtie fotografică subțire lipită ulterior pe carton                                                     | Grup de șase tineri în costume săsești de sărbătoare din zona Sibiu. Se evidențiază în compomența portului următoarele piese: pălării cu boruri largi și ornamente cu motive florale prinse de calotă, cămăși cu mâneci lungi și largi, pantaloni din postav de culoare închisă băgați în cizme, pieptare din blană. Atitudinea celor șase tineri este una de veselie fiind așezați de fotograf în jurul și lângă un butoi de lemn, loc unde se ”degustă” vinul pe care îl împarte unul dintre cei prezenți. Fotografie realizată în atelier cu elemente de recuzită (panou, butoi de lemn, plante). Pe verso marca atelierului fotografic cu 6 medalii și text de reclamă în limba germană scris pe cinci rânduri cu culoare albastră. Însemnări manuscrise cu tuș negru. Număr inventar MCPR 2505. | Complexul Național Muzeal Astra, Sibiu                                  | Cimec    |
|      | Bărbați sași în costume populare de sărbătoare din zona Bistrița Autor: Carl Koller                                     | Datare: 1871-1874 Școală: Atelier bistrițean Dimensiuni: fotografie: L: 13,6 cm, LĂ: 9,8 cm; carton: L: 16,2 cm, LĂ: 10,8 cm, Gr.: 0,1 cm Material: fotografie imprimată pe hârtie fotografică subțire lipită ulterior pe carton, pictată manual ulterior                        | Bărbați sași în costume populare de sărbătoare din zona Bistrița stând în jurul mesei. Costumele populare ale celor doi sunt compuse din: căciuli de blană, cămașă, pantaloni din postav băgați în cizme lungi de piele, haină cu mâneci lungi confecționată din blană, ornamentată pe piepți cu motive florale și geometrice. Bărbatul din dreapta imaginii stă în picioare lângă masa. Bărbatul din stânga imaginii este așezat pe un scaun și ține cu ambele mâini o carte. Fotografie de atelier cu decor ilustrând interior tradițional și elemente de recuzită (mobilier de lemn, textile), pictată manual cu nuanțe de roșu, negru piese ce constituie portul popular. Pe cartonul pe care este lipită fotografia sunt menționate, în partea de jos, numele fotografului, în stânga [C. Koller] și orașul unde a activat atelierul, în dreapta [Bistritz]. Pe verso marca atelierului fotografic cu 12 medalii și text de reclamă în limba germană scris pe opt rânduri cu culoare maro. Însemnări manuscrise cu tuș. Pe o laterală este lipită o etichetă cu text în limba germană, dactilografiat. Număr inventar MCPR 2507. | Complexul Național Muzeal Astra, Sibiu                                  | Cimec    |
|      | Femeie în costum popular românesc de sărbătoare din Mărginimea Sibiului Autor: Emil Fischer                             | Datare: 1900-1915 Școală: Atelier sibian Dimensiuni: fotografie: L: 14,8 cm, LĂ: 8,7 cm; carton: L: 16,8 cm, LĂ: 8,9 cm, Gr.: 0,1 cm Material: fotografie imprimată pe hârtie fotografică subțire lipită ulterior pe carton                                                      | Elisabeta Haralai, fiică de notar din Galeș, în costum popular românesc de sărbătoare. Portul românesc este compus din: pahiol, cămașă din pânză cu mânecile terminate cu fodori, bogat decorate cu "ciocănele și șire", poale albe fără ornamentație, catrință având în partea de jos 2 benzi ornamentate, pieptar despicat brodat. Fotografie de atelier cu fundal pictat și elemente de recuzită pentru décor. Pe cartonul pe care este lipită fotografia, în partea de jos, este menționat numele fotografului [Emil Fischer]. Pe verso marca atelierului fotografic, text de reclamă scris în limba germană cu verde. Însemnări manuscrise cu creion. Număr inventar MCPR 2662. | Complexul Național Muzeal Astra, Sibiu                                  | Cimec    |
|      | Patenă Autor: Öham cel Tânăr, Paulus                                                                                    | Datare: SEC. XVII Școală: NÜRNBERG Dimensiuni: Î: 1,5 cm; Dg: 19,7 cm; Db: 10 cm Material: COSITOR | Patenă plană, circular, cu margine orizontală, fără arcuire, corp mic, fund plan, decor realizat prin turnare în tipar metallic gravat în negativ. Pe margine două chenare din volute duble și frunze de laur stilizate între care sunt 12 medalioane circulare cu reprezentările celor 12 apostoli, îmsoțite de attribute și texte: „S. PETRUS / S. ANDREAS / S. IACOBUS / S. IOHANNES / S. PHILLIPPUS / S. BARTOLOMEVS / S. IVDAS THADAE(US) / S. THOMAS / S. IACOBUS MINOR / S. SIMONUS / S. MATTHAEUS / S. MATTIAS”. Între medalione este figurat câte un vrej cu flori. Fondul este granulat. În centru decorul este înscris într-un medallion circular delimitat de frunze de laur, reprezintă scena Învierii: Iisus, în picioare, deasupra pietrei mormântului, drapat într-o pânză ce-I acoperă șoldurile, tine în mână stindardul Învierii și este înconjurat de raze și vălătuci de fum. Jos, în dreapta, este un grup de trei soldați, dintre care unul îngenunchiat; în stânga, al patrulea soldat se îndepărtează fugind. | Muzeul Național Brukenthal, Sibiu                                       | Cimec    |
|      | Cană cu capac Autor: C.Ö.R.                                                                                             | Datare: A DOUA JUMĂTATE A SEC. XVII Școală: SIBIAN Dimensiuni: Î: 20 cm; Db: 9,5 cm Material: COSITOR | Vas în formă de trunchi de piramidă cu opt laturi, cu baza mică jos; talpa plană, octogonală, piciorul scurt și gros, în formă de mosor. Capacul, decorat cu linii în zigzag mărunt și mare, este plan, cu o protuberanță în formă de calotă sferică și buton în formă de disc surmontat de o mică sferă. Șarniera are formă de palmetă ajurată. Toarta este decorată cu un pelican și motive florale și se termină în partea de jos cu un scut decupat pe care sunt gravate inițialele "M.H.". Ciocul de turnare este triunghiular, cu muchia ușor arcuită, decorat pe laturi cu motive vegetale, iar pe suprafața superioară cu o rozetă. Jumătate din gura vasului este acoperită cu o placă decupată în formă de semilună cu profil uman. Corpul vasului este decorat cu motive de meandre, volute, frunze stilizate încadrate în chenare dreptunghiulare. Motivele se repetă din două în două laturi, axa toartă - cioc fiind axă de simetrie. | Muzeul Național Brukenthal, Sibiu                                       | Cimec    |
|      | Patenă Autor: Öham cel Tânăr, Paulus                                                                                    | Datare: A DOUA JUMĂTATE A SEC. XVII Școală: NÜRNBERG Dimensiuni: Dg: 19,8 cm; Db: 11 cm Material: COSITOR | Patenă plană, circulară, cu margine dreaptă, fund plan, marcat pe avers de o adâncitură circulară. Decorul, distribuit de-a lungul marginii și în centru, este realizat prin turnare în tipar metalic gravat în negativ. Pe margine: două chenare din volute duble și frunze de laur stilizate între care sunt 12 medalioane circulare cu reprezentările celor 12 apostoli, însoțite de atribute și texte: "S. PETRUS / S. ANDREAS / S. IACOBUS / S. IOHANNES / S. PHILLIPPUS / S. BARTOLOMEVS / S. IVDAS THADAE(US) / S. THOMAS / S. IACOBUS MINOR / S. SIMONUS / S. MATTHAEUS / S. MATTIAS". Între medalioane este figurat câte un vrej cu flori. Fondul este granulat. În centru: decorul, înscris într-un medalion circular delimitat de frunze de laur, reprezintă scena învierii: Isus, în picioare, deasupra pietrei mormântului, drapat într-o pânză ce-i acoperă șoldurile ține în mână stindardul Învierii și este înconjurat de raze și vălătuci de fum. Jos, în dreapta, este un grup de trei soldați, dintre care unul îngenuncheat; în stânga, al patrulea soldat se îndepărtează fugind. | Muzeul Național Brukenthal, Sibiu                                       | Cimec    |
|      | Patenă Autor: Öham cel Tânăr, Paulus                                                                                    | Datare: 1619 Școală: NÜRNBERG Dimensiuni: Î: 0,2 cm; Dg: 17,5 cm; Db: 9,6 cm Material: COSITOR | Patenă plană, circulară, cu marginea ușor concavă și buza îngroșată; corpul scund, concav, iar fundul plan, ușor înălțat. Decorul este realizat prin turnare în tipar metalic, gravat în negativ. Pe margine: 4 medalioane ovale delimitate de chenare perlate cu scene din vechiul testament: Nașterea Evei, Pomul Făgăduinței, Ispitirea, Izgonirea din Rai. Personajele sunt plasate într-un peisaj cu ierburi, copaci și animale. Între medalioane este câte un vas din care se revarsă vrejuri arcuite, cu frunze zimțate și flori. Fundul vasului este decorat cu un medalion delimitat de un chenar în torsadă în care este reprezentată scena sacrificiului lui noe; dedesubt inscripția: „NOE+GIENG+AVS / DER+ARCH+GETR+ / OST+OPFERDT / 16. GOTT. 19.”. | Muzeul Național Brukenthal, Sibiu                                       | Cimec    |
|      | Matrice sigilară | Datare: Sec. XIX Școală: Necunoscut Dimensiuni: DL: 2,9 cm; DLA: 2,7 cm; Î: 7,1 cm Material: oțel, turnare; strunjire; excizie | Matrice ovală cu mâner din același metal. În câmp un brad pe o terasă. Legenda circular, cu majuscule: SIGILLU PRAEFECTUREI AURARIEI GEMINE (Sigiliul Prefecturii Auraria Gemina). | Muzeul Național Brukenthal, Sibiu                                       | Cimec    |
|      | Doi bărbați în costume populare săsești de sărbătoare Autor: Asbóth, Kamilla                                            | Școală: Atelier foto Sibiu Dimensiuni: Fotografie: L: 14,6 cm; La: 10,5 cm; carton: L: 16,3 cm; La: 11,3 cm; Gr: 0,1 cm Material: hârtie fotografică; carton; fotografiere; lipire; presare                                                                                      | Doi bărbați în costume populare săsești de sărbătoare din Slimnic, stând în jurul mesei pe care este așezată o cruce. Costumele populare ale celor doi sunt compuse din: pe cap căciulă de blană, cămașă largă, pieptar, curea lată din piele, pantaloni din postav băgați în cizme lungi de piele, pe umeri poartă o haină cu mâneci lungi confecționată din postav, ornamentată pe piepți cu motive florale și geometrice. Bărbatul din stânga imaginii este așezat pe un scaun și ține cu ambele mâini o carte. Bărbatul din dreapta imaginii stă în picioare lângă masă și ține cu mâna dreaptă crucea. Fotografie de atelier cu decor ilustrând interior tradițional și elemente de recuzită (mobilier de lemn, textile). Pe cartonul pe care este lipită fotografia sunt menționate, în partea de jos, numele fotografului, în stânga [Kamilla Asboth] și orașul unde a activat atelierul, în dreapta [Hermannstadt]. Pe verso marca atelierului cu 10 medalii și text în limba germană, pe 5 rânduri: "Atelier / Kamilla Asboth / Vormals / Th. Glatz's erben / Hermanstadt". Text de reclamă în limba germană, scris cu cerneală maro: "Vervielfaltigung. Vorbehalten. Die Platten werden zu Nachbestellungen aufbewahrt". Carton tipărit la H. K. Krziwanek, Viena. Ștampilă "Direktor Emil Sigerus / Hermannstadt". Ștampilă "Muzeul "Brukenthal" Sibiu / Nr. 354" (cifră scrisă cu cerneală și tăiată). Însemnări manuscrise în partea stângă sus, cu creion și cu cerneală albastră, "Pr. (s) 354" subliniată cu roșu. Număr inventar MCPR 206. | Complexul Național Muzeal Astra, Sibiu                                  | Cimec    |
|      | Bărbat și copil îmbrăcați în costume populare săsești de sărbătoare Autor: Asbóth, Kamilla                              | Școală: Atelier foto Sibiu Dimensiuni: Fotografie: L: 9,2 cm; La: 5,3 cm; carton: L: 10,5 cm; La: 6,3 cm; Gr: 0,1 cm Material: hârtie fotografică; carton; fotografiere; lipire; presare                                                                                         | Portul celor doi (bărbat și copil) este compus din: cămașă albă cu mâneci largi, pantaloni albi, cojoc decorat și tivit pe margini cu blană de altă culoare (bărbat); în talie curea de piele (tip șerpar); în picioare cizme. Bărbatul, așezat pe scaun, ține în mâna stângă o carte, iar mâna dreaptă o ține pe umărul stâng al băiatului care, sprijinit de o masă, "citește" dintr-o carte. Mâna dreaptă o are pe un teanc de cărți puse pe masă. Fotografie de atelier cu fundal panou pictat și elemente de recuzită (mobilier - masă și scaune, cărți). Pe verso marca atelierului cu 8 medalii și text în limba germană: "Kamilla Asboth / Th. Glatz's erben / Hermanstadt ". Text de reclamă în limba germană, scris cu cerneală maro: "Vervielfaltigung. Vorbehalten. Die Platten werden zu Nachbestellungen aufbewahrt". Două ștampile "Emil Sigerus / Hermannstadt". Ștampilă incomplet vizibilă "Muzeul "Brukenthal" Sibiu / Nr. 356" (cifră scrisă cu cerneală și tăiată). Însemnare manuscrisă în partea stângă, sus: "Pr(s). 356". Număr inventar MCPR 208. | Complexul Național Muzeal Astra, Sibiu                                  | Cimec    |
|      | Sălișteancă în port românesc de sărbătoare Autor: Asbóth, Kamilla                                                       | Școală: Atelier foto Sibiu Dimensiuni: Fotografie: L: 14,4 cm; La: 10,2 cm; carton: L: 15,2 cm; La: 11 cm; Gr: 0,1 cm Material: hârtie fotografică; carton; fotografiere; lipire; presare                                                                                        | Sălișteancă în port românesc de sărbătoare. Costumul este compus din: pe cap pahiol, iie albă strânsă la gât, cu mâneci largi prinse sub guler, ornamentate în lungul mânecilor și a pieptului cu ciocănele și altiță, pieptar încheiat în față, brodat cu lânică neagră, poale lungi albe, șorț negru. În mâna dreaptă, sprijinită pe o coloană de piatră, ține un buchețel de flori. Fotografie de atelier cu elemente de recuzită. Pe marginile imagini urme de lipire/dezlipire de pe un alt suport. Pe verso marca atelierului cu 10 medalii și text în limba germană, pe 5 rânduri: "Atelier / Kamilla Asboth / Vormals / Th. Glatz's erben / Hermanstadt". Text de reclamă în limba germană, scris cu cerneală maro: "Vervielfaltigung. Vorbehalten. Die Platten werden zu Nachbestellungen aufbewahrt". Carton tipărit la H. K. Krziwanek, Viena. Ștampilă incomplet vizibilă "Muzeul "Brukenthal" Sibiu / Nr. 14242" (cifră scrisă cu cerneală și tăiată). Lipită etichetă Museum SKV. Număr inventar MCPR 452. | Complexul Național Muzeal Astra, Sibiu                                  | Cimec    |
|      | Bărbat în costum săsesc din Slimnic Autor: Asbóth, Kamilla                                                              | Școală: Atelier foto Sibiu Dimensiuni: Fotografie: L: 14,7 cm; La: 10,5 cm; carton: L: 16,3 cm; La: 11,2 cm; Gr: 0,1 cm Material: hârtie fotografică; carton; fotografiere; lipire; presare                                                                                      | Bărbat în costum săsesc din Slimnic. Costumul bărbătesc este alcătuit din: cămașă largă, pieptar, curea lată din piele, pantaloni din postav băgați în cizme lungi de piele, la gât are legat un baticuț. Cu mâna dreaptă se sprijină de un scaun cu spătar de lemn. Lângă el sunt așezate cu grijă un hârleț iar pe bancă sunt puse o traistă și o pălărie cu boruri largi. Fotografie de atelier cu decor pictat în fundal și elemente de recuzită (mobilier de lemn, textile, unelte). Pe cartonul pe care este lipită fotografia sunt menționate, în partea de jos, numele fotografului, în stânga [Kamilla Asboth] și orașul unde a activat atelierul, în dreapta [Hermannstadt]. Pe verso marca atelierului cu 10 medalii și text în limba germană, pe 5 rânduri: "Atelier / Kamilla Asboth / Vormals / Th. Glatz's erben / Hermanstadt". Text de reclamă în limba germană, scris cu cerneală maro: "Vervielfaltigung. Vorbehalten. Die Platten werden zu Nachbestellungen aufbewahrt". Carton tipărit la H. K. Krziwanek, Viena. Ștampilă "Direktor Emil Sigerus / Hermannstadt". Ștampilă "Muzeul "Brukenthal" Sibiu / Nr. 14264" (cifră scrisă cu cerneală și tăiată). Număr inventar MCPR 471. | Complexul Național Muzeal Astra, Sibiu                                  | Cimec    |
|      | Bărbat în costum românesc pentru iarnă Autor: Asbóth, Kamilla                                                           | Școală: Atelier foto Sibiu Dimensiuni: Fotografie: L: 14,5 cm; La: 10,5 cm; carton: L: 15,3 cm; La: 11 cm; Gr: 0,1 cm Material: hârtie fotografică; carton; fotografiere; lipire; presare                                                                                        | Bărbat în costum românesc pentru iarnă așezat pe scaun. Costumul specific pentru Mărginimea Sibiului este compus din: pe cap căciulă mare de blană, cămașă bărbătească cu poale și mâneci lungi și largi, ornamentată pe piept și în partea de jos a gurii cu motive geometrice și florale, pantaloni din postav; pe umeri poartă cojoc din blană cu mâneci lungi. Cu mâna stângă pe genunchiul stâng ține o coroniță de flori. Fotografie de atelier cu elemente de recuzită. Pe marginile imagini urme de lipire/dezlipire de pe un alt suport. Pe verso marca atelierului cu 10 medalii și text în limba germană, pe 5 rânduri: "Atelier / Kamilla Asboth / Vormals / Th. Glatz's erben / Hermanstadt". Text de reclamă în limba germană, scris cu cerneală maro: "Vervielfaltigung. Vorbehalten. Die Platten werden zu Nachbestellungen aufbewahrt". Carton tipărit la H. K. Krziwanek, Viena. Ștampilă incomplet vizibilă "Muzeul "Brukenthal" Sibiu / Nr. 14290" (cifră scrisă cu cerneală și tăiată). Lipită etichetă "Museum SKV". Număr inventar MCPR 497. | Complexul Național Muzeal Astra, Sibiu                                  | Cimec    |
|      | Săsoaice în costume orășenești Autor: Asbóth, Kamilla                                                                   | Școală: Atelier foto Sibiu Dimensiuni: Fotografie: L: 14,5 cm; La: 10,3 cm; carton: L: 16,4 cm; La: 11,2 cm; Gr: 0,1 cm Material: hârtie fotografică; carton; fotografiere; lipire; presare                                                                                      | Două săsoaice îmbrăcate în costume orășenești. Se remarcă paftalele de piept și șorțurile albe, brodate. Fotografie de atelier având fundalul ilustrând un interior orășenesc. Pe cartonul pe care este lipită fotografia sunt menționate, în partea de jos, numele fotografului, în stânga [Kamilla Asboth] și orașul unde a activat atelierul, în dreapta [Hermannstadt]. Pe verso marca atelierului cu 10 medalii și text în limba germană, pe 5 rânduri: "Atelier / Kamilla Asboth / Vormals / Th. Glatz's erben / Hermanstadt". Text de reclamă în limba germană, scris cu cerneală maro: "Vervielfaltigung. Vorbehalten. Die Platten werden zu Nachbestellungen aufbewahrt". Carton tipărit la H. K. Krziwanek, Viena. Ștampilă "Direktor Emil Sigerus / Hermannstadt". Ștampilă "Muzeul "Brukenthal" Sibiu / Nr. _". Număr inventar MCPR 654. | Complexul Național Muzeal Astra, Sibiu                                  | Cimec    |
|      | Săsoaică în costum de sărbătoare din Gușterița Autor: Asbóth, Kamilla                                                   | Școală: Atelier foto Sibiu Dimensiuni: Fotografie: L: 14,5 cm; La: 10,6 cm; carton: L: 16,4 cm; La: 11,2 cm; Gr: 0,1 cm Material: hârtie fotografică; carton; fotografiere; lipire; presare                                                                                      | Portul popular săsesc de sărbătoare din Gușterița, județul Sibiu, cuprinde următoarele elemente: pe cap vălitură albă prinsă cu ace și panglici lungi, ornamentate, cămașă albă cu mâneci largi, fustă, șorț alb încrețit în talie, brodat în negru cu motive florale în partea de jos, cordon metalic. Lângă femeie se găsește un scaun de lemn cu spătar pictat și o masă pe care este un ghiveci de flori. Fotografie de atelier cu fundal panou. Pe cartonul pe care este lipită fotografia sunt menționate, în partea de jos, numele fotografului, în stânga [Kamilla Asboth] și orașul unde a activat atelierul, în dreapta [Hermannstadt]. Pe verso marca atelierului cu 10 medalii și text în limba germană, pe 5 rânduri: "Atelier / Kamilla Asboth / Vormals / Th. Glatz's erben / Hermanstadt". Text de reclamă în limba germană, scris cu cerneală maro: "Vervielfaltigung. Vorbehalten. Die Platten werden zu Nachbestellungen aufbewahrt". Carton tipărit la H. K. Krziwanek, Viena. Fotografia prezintă două înțepături prin carton. Număr inventar MCPR 655. | Complexul Național Muzeal Astra, Sibiu                                  | Cimec    |
|      | Săsoaică în costum de sărbătoare din Șelimbăr Autor: Asbóth, Kamilla                                                    | Școală: Atelier foto Sibiu Dimensiuni: Fotografie: L: 14,4 cm; La: 10,2 cm; carton: L: 16,4 cm; La: 11,3 cm; Gr: 0,1 cm Material: hârtie fotografică; carton; fotografiere; lipire; presare                                                                                      | Portul popular săsesc de sărbătoare din Șelimbăr, județul Sibiu, cuprinde următoarele elemente: pe cap vălitură albă prinsă cu ace, cămașă albă cu mâneci largi, brodată la manșete, pieptar bogat decorat cu motive florale, șorț alb încrețit în talie, brodat în negru cu motive florale în partea de jos, cordon metalic, baticuri prinse în talie, pafta de piept. Femeia este așezată pe un scaun. Fotografie de atelier. Pe cartonul pe care este lipită fotografia sunt menționate, în partea de jos, numele fotografului, în stânga [Kamilla Asboth] și orașul unde a activat atelierul, în dreapta [Hermannstadt]. Pe verso marca atelierului cu 10 medalii și text în limba germană, pe 5 rânduri: "Atelier / Kamilla Asboth / Vormals / Th. Glatz's erben / Hermanstadt". Text de reclamă în limba germană, scris cu cerneală maro: "Vervielfaltigung. Vorbehalten. Die Platten werden zu Nachbestellungen aufbewahrt". Carton tipărit la H. K. Krziwanek, Viena. Ștampilă "Direktor Emil Sigerus / Hermannstadt". Număr inventar MCPR 656. | Complexul Național Muzeal Astra, Sibiu                                  | Cimec    |
|      | Femeie cu doi copii în costume săsești din Slimnic Autor: Asbóth, Kamilla                                               | Școală: Atelier foto Sibiu Dimensiuni: Fotografie: L: 13,7 cm; La: 10,1 cm; carton: L: 16,8 cm; La: 11,1 cm; Gr: 0,1 cm Material: hârtie fotografică; carton; fotografiere; lipire; presare                                                                                      | Femeie cu doi copii, îmbrăcați în costume populare săsești din localitatea Slimnic, județul Sibiu. Femeia (pe cap vălitură albă, cămașă cu mâneci lungi si largi, șorț) este așezată pe scaun cu spătar, lângă o masă acoperită cu față de masă învărgată. În partea stângă a femeii, în picioare, este un băiețel (cămașă cu mâneci lungi brodate spre incheietura mâinii, pieptar, pantaloni, cizme), iar în partea dreapta, așezată pe jos, sub masă, o fetiță (căiță, rochiță, sorțuleț). Lângă masă, pe jos, sunt aranjate jucării. Fotografie de atelier cu fundal ilustrând interior de locuință tradițională și obiecte de recuzită (mobilier). Pe cartonul pe care este lipită fotografia sunt menționate, în partea de jos, numele fotografului, în stânga [Kamilla Asboth] și orașul unde a activat atelierul, în dreapta [Hermannstadt]. Pe verso ștampilă "Direktor Emil Sigerus / Hermannstadt" și număr inventar MCPR 658. | Complexul Național Muzeal Astra, Sibiu                                  | Cimec    |
|      | Grup de bărbați îmbrăcați în costume orășenești din Agnita Autor: Asbóth, Kamilla                                       | Școală: Atelier foto Sibiu Dimensiuni: Fotografie: L: 14,5 cm; La: 10,5 cm; carton: L: 16,5 cm; La: 11,4 cm; Gr: 0,1 cm Material: hârtie fotografică; carton; fotografiere; lipire; presare                                                                                      | Grup de bărbați îmbrăcați în costume orășenești săsești. Se evidențiază ca elemente componente ale costumului: căciula, haina cu ornamente pe mâneci, pantalonii, cizmele. Fotografie de atelier cu elemente de recuzită și panou în fundal. Pe cartonul pe care este lipită fotografia sunt menționate, în partea de jos, numele fotografului, în stânga [Kamilla Asboth] și orașul unde a activat atelierul, în dreapta [Hermannstadt]. Pe verso marca atelierului cu 10 medalii și text în limba germană, pe 5 rânduri: "Atelier/ Kamilla Asboth / Vormals / Th. Glatz's erben / Hermanstadt". Text de reclamă în limba germană, scris cu cerneală maro: "Vervielfaltigung. Vorbehalten. Die Platten werden zu Nachbestellungen aufbewahrt". Carton tipărit la H. K. Krziwanek, Viena. Ștampilă rotundă. Însemnare manuscrisă cu cerneală albastră. Număr inventar MCPR 677. | Complexul Național Muzeal Astra, Sibiu                                  | Cimec    |
|      | Săsoaică în costum de sărbătoare din Alțăna Autor: Asbóth, Kamilla                                                      | Școală: Atelier foto Sibiu Dimensiuni: Fotografie: L: 14,4 cm; La: 10 cm; carton: L: 16,4 cm; La: 11,2 cm; Gr: 0,1 cm Material: hârtie fotografică; carton; fotografiere; lipire; presare                                                                                        | Portul popular femeiesc săsesc de sărbătoare din Alțâna, județul Sibiu, cuprinde următoarele elemente: cămașă albă cu mâneci largi, fustă, șorț alb încrețit în talie, brodat în cu motive florale în partea de jos, cordon metalic, pieptar ornamentat, pafta de piept, baticuri înflorate prinse în talie. Lângă femeie se găsește o masă pe care este o carte pe care își ține mâna. Fotografie de atelier cu fundal panou și elemente de recuzită (ladă de lemn pictată, masă, față de masă învărgată). Pe cartonul pe care este lipită fotografia sunt menționate, în partea de jos, numele fotografului, în stânga [Kamilla Asboth] și orașul unde a activat atelierul, în dreapta [Hermannstadt]. Pe verso marca atelierului cu 10 medalii și text în limba germană, pe 5 rânduri: "Atelier/ Kamilla Asboth / Vormals / Th. Glatz's erben / Hermanstadt". Text de reclamă în limba germană, scris cu cerneală maro: "Vervielfaltigung. Vorbehalten. Die Platten werden zu Nachbestellungen aufbewahrt". Carton tipărit la H. K. Krziwanek, Viena. Ștampilă "Direktor Emil Sigerus / Hermannstadt". Număr inventar MCPR 678. | Complexul Național Muzeal Astra, Sibiu                                  | Cimec    |
|      | Pereche în port săsesc de sărbătoare, zona Sibiu Autor: Asbóth, Kamilla                                                 | Școală: Atelier foto Sibiu Dimensiuni: Fotografie: L: 14,6 cm; La: 10,5 cm; carton: L: 15,3 cm; La: 11,2 cm; Gr: 0,1 cm Material: hârtie fotografică; carton; fotografiere; lipire; presare                                                                                      | Pereche în port săsesc de sărbătoare, zona Sibiu. Costumul bărbătesc este compus din: pălărie cu ornamente, cămașă albă, pantaloni strânși pe picior, haină cu două rânduri de nasturi metalici, la gât cravată săsească, în picioare cizme. În mâna dreaptă bărbatul ține o carte, iar mâna stângă o are pe umărul femeii. Costumul femeiesc este compus din: borten cu panglici decorate cu motive florale, cămașă albă cu mâneci largi, șorț alb încrețit în talie, brodat cu motive florale în partea de jos, cordon metalic, pieptar ornamentat, pafta de piept, baticuri înflorate prinse în talie. Fotografie de atelier cu panou în fundal și elemente de recuzită (coloane și bancă din piatră, flori). Pe marginile imaginii sunt vizibile urme de lipire/dezlipire de pe un alt suport. Pe verso marca atelierului cu 10 medalii și text în limba germană, pe 5 rânduri: "Atelier/ Kamilla Asboth / Vormals / Th. Glatz's erben / Hermanstadt". Text de reclamă în limba germană, scris cu cerneală maro: "Vervielfaltigung. Vorbehalten. Die Platten werden zu Nachbestellungen aufbewahrt". Carton tipărit la H. K. Krziwanek, Viena. Lipită etichetă "Museum SKV". Număr inventar MCPR 679. | Complexul Național Muzeal Astra, Sibiu                                  | Cimec    |
|      | Săsoaică în costum de sărbătoare din Daia Autor: Asbóth, Kamilla                                                        | Școală: Atelier foto Sibiu Dimensiuni: Fotografie: L: 14,5 cm; La: 10,3 cm; carton: L: 16,4 cm; La: 11,2 cm; Gr: 0,1 cm Material: hârtie fotografică; carton; fotografiere; lipire; presare                                                                                      | Portul popular săsesc de sărbătoare din Daia, județul Sibiu, cuprinde următoarele elemente: pe cap vălitură albă prinsă cu ace și panglică ornamentată, cămașă albă cu mâneci largi, brodată la manșete, șorț alb încrețit în talie, cordon metalic, baticuri prinse în talie, pafta de piept. Femeia stă lângă o bancă de piatră și tine în mâini un buchețel de flori. Fotografie de atelier. Pe cartonul pe care este lipită fotografia sunt menționate, în partea de jos, numele fotografului, în stânga [Kamilla Asboth] și orașul unde a activat atelierul, în dreapta [Hermannstadt]. Pe verso marca atelierului cu 10 medalii și text în limba germană, pe 5 rânduri: "Atelier / Kamilla Asboth / Vormals / Th. Glatz's erben / Hermanstadt". Text de reclamă în limba germană, scris cu cerneală maro: "Vervielfaltigung. Vorbehalten. Die Platten werden zu Nachbestellungen aufbewahrt". Carton tipărit la H. K. Krziwanek, Viena. Ștampile "Edith Herfurth / Kronstadt - Brașov". Număr inventar MCPR 681. | Complexul Național Muzeal Astra, Sibiu                                  | Cimec    |
|      | Bărbat și copil îmbrăcați în costume săsești de sărbătoare din zona Bistrița Autor: Asbóth, Kamilla                     | Școală: Atelier foto Sibiu Dimensiuni: Fotografie: L: 15 cm; La: 10,2 cm; carton: L: 16,3 cm; La: 11,2 cm; Gr: 0,1 cm Material: hârtie fotografică; carton; fotografiere; lipire; presare                                                                                        | Bărbat și copil îmbrăcați în costume săsești de sărbătoare din zona Bistrița. Portul celor doi este compus din: cămașă albă cu mâneci largi, pantaloni strânși pe picior, cojoc decorat și tivit pe margini cu blană de altă culoare (bărbat), pieptar de piele; în picioare cizme. Atât bărbatul cât și băiatul se sprijină de o masă de lemn. Fotografie de atelier cu fundal panou pictat și elemente de recuzită (mobilier - masă și scaune). Pe cartonul pe care este lipită fotografia sunt menționate, în partea de jos, numele fotografului, în stânga [Kamilla Asboth] și orașul unde a activat atelierul, în dreapta [Hermannstadt]. Pe verso marca atelierului cu 10 medalii și text în limba germană, pe 5 rânduri: "Atelier / Kamilla Asboth / Vormals / Th. Glatz's erben / Hermanstadt". Text de reclamă în limba germană, scris cu cerneală maro: "Vervielfaltigung. Vorbehalten. Die Platten werden zu Nachbestellungen aufbewahrt". Carton tipărit la H. K. Krziwanek, Viena. Ștampilă "Direktor Emil Sigerus / Hermannstadt". Număr inventar MCPR 683. | Complexul Național Muzeal Astra, Sibiu                                  | Cimec    |
|      | Tânără săsoaică în costum de sărbătoare din Gușterița Autor: Asbóth, Kamilla                                            | Școală: Atelier foto Sibiu Dimensiuni: Fotografie: L: 14,5 cm; La: 10,5 cm; carton: L: 16,5 cm; La: 11,3 cm; Gr: 0,1 cm Material: hârtie fotografică; carton; fotografiere; lipire; presare                                                                                      | Portul popular săsesc de sărbătoare din Gușterița, Sibiu, cuprinde următoarele elemente: pe cap borten cu panglici ornamentate cu motive florale, cămașă albă cu mâneci largi, baticuri prinse în talie, mărgele la gât. În mâini ține o carte. Lângă femeie se găsește o coloană din piatră (element de recuzită) pe care este așezat un cordon metalic (piesă de port săsesc). Fotografie de atelier cu fundal și elemente de recuzită. Pe cartonul pe care este lipită fotografia sunt menționate, în partea de jos, numele fotografului, în stânga [Kamilla Asboth] și orașul unde a activat atelierul, în dreapta [Hermannstadt]. Pe verso marca atelierului cu 10 medalii și text în limba germană, pe 5 rânduri: "Atelier / Kamilla Asboth / Vormals / Th. Glatz's erben / Hermanstadt". Text de reclamă în limba germană, scris cu cerneală maro: "Vervielfaltigung. Vorbehalten. Die Platten werden zu Nachbestellungen aufbewahrt". Carton tipărit la H. K. Krziwanek, Viena. Ștampilă "Direktor Emil Sigerus / Hermannstadt". Număr inventar MCPR 684. | Complexul Național Muzeal Astra, Sibiu                                  | Cimec    |
|      | Pereche în port popular săsesc de sărbătoare din Șelimbăr Autor: Asbóth, Kamilla                                        | Școală: Atelier foto Sibiu Dimensiuni: Fotografie: L: 15 cm; La: 10,5 cm; carton: L: 16,4 cm; La: 11,3 cm; Gr: 0,1 cm Material: hârtie fotografică; carton; fotografiere; lipire; presare                                                                                        | Pereche în port popular săsesc de sărbătoare din Șelimbăr, județul Sibiu. Femeia este situată în partea dreaptă a imaginii, iar bărbatul în partea stângă. Piesele care compun costumul femeiesc sunt: vălitură prinsă cu ace, cămașă cu mâneci lungi și largi, fustă lungă, șorț alb brodat, batic înflorat cu ciucuri prins în talie, pieptar, pafta de piept, cordon metalic. În mâini ține o ploscă ornamentată. Piesele costumului bărbătesc sunt: cămașa albă, cravată, haină cu două rânduri de nasturi și mâneci lungi, pantaloni băgați în cizme. Fotografie de atelier cu fundal panou ilustrând peisaj din natură și elemente de recuzită (pietre și plante). Pe cartonul pe care este lipită fotografia sunt menționate, în partea de jos, numele fotografului, în stânga [Kamilla Asboth] și orașul unde a activat atelierul, în dreapta [Hermannstadt]. Pe carton, în partea de jos urme de pete. Colțurile de sus - stânga și jos - dreapta sunt rupte. Pe verso marca atelierului cu 10 medalii și text în limba germană, pe 5 rânduri: "Atelier / Kamilla Asboth / Vormals / Th. Glatz's erben / Hermanstadt". Text de reclamă în limba germană, scris cu cerneală maro: "Vervielfaltigung. Vorbehalten. Die Platten werden zu Nachbestellungen aufbewahrt". Carton tipărit la H. K. Krziwanek, Viena. Ștampilă rotundă "Baron Brukenthal SCNES / Museum in Hermannstadt". Însemnări manuscrise cu cerneală albastră. Număr inventar MCPR 687. | Complexul Național Muzeal Astra, Sibiu                                  | Cimec    |
|      | Săsoaică în costum de sărbătoare din Șura Mare Autor: Asbóth, Kamilla                                                   | Școală: Atelier foto Sibiu Dimensiuni: Fotografie: L: 14,3 cm; La: 10,2 cm; carton: L: 16,4 cm; La: 11,3 cm; Gr: 0,1 cm Material: hârtie fotografică; carton; fotografiere; lipire; presare                                                                                      | Portul popular săsesc de sărbătoare din Șura Mare, județul Sibiu, cuprinde următoarele elemente: pe cap vălitură albă prinsă cu ace, cămașă albă cu mâneci largi, pieptar bogat decorat cu motive florale, fustă, șorț alb încrețit în talie, brodat în negru cu motive florale în partea de jos, cordon metalic, baticuri prinse în talie. Lângă femeie se găsește o ladă de lemn și o masă acoperită cu un ștergar vărgat și panglici ornamentate cu motive florale și geometrice (în partea dreaptă a imaginii). Fotografie de atelier cu fundalul ilustrând interiorul tradițional. Pe cartonul pe care este lipită fotografia sunt menționate, în partea de jos, numele fotografului, în stânga [Kamilla Asboth] și orașul unde a activat atelierul, în dreapta [Hermannstadt]. Însemnare manuscrisă cu tuș negru în limba germană. Pe verso marca atelierului cu 10 medalii și text în limba germană, pe 5 rânduri: "Atelier / Kamilla Asboth / Vormals / Th. Glatz's erben / Hermanstadt". Text de reclamă în limba germană, scris cu cerneală maro: "Vervielfaltigung. Vorbehalten. Die Platten werden zu Nachbestellungen aufbewahrt". Carton tipărit la H. K. Krziwanek, Viena. Etichetă Museum SKV, ruptă. Număr inventar MCPR 690. | Complexul Național Muzeal Astra, Sibiu                                  | Cimec    |
|      | Săsoaică în costum de sărbătoare din Daia Autor: Asbóth, Kamilla                                                        | Școală: Atelier foto Sibiu Dimensiuni: Fotografie: L: 14,3 cm; La: 10,6 cm; carton: L: 16,4 cm; La: 11,2 cm; Gr: 0,1 cm Material: hârtie fotografică; carton; fotografiere; lipire; presare                                                                                      | Portul popular săsesc de sărbătoare din Daia, județul Sibiu, cuprinde următoarele elemente: pe cap vălitură albă prinsă cu ace și panglică ornamentată, cămașă albă cu mâneci largi, brodată la manșete, șorț alb încrețit în talie, cordon metalic, baticuri prinse în talie, pafta de piept. Femeia stă lângă o bancă de piatră și tine în mâini un buchețel de flori. Fotografie de atelier. Pe cartonul pe care este lipită fotografia sunt menționate, în partea de jos, numele fotografului, în stânga [Kamilla Asboth] și orașul unde a activat atelierul, în dreapta [Hermannstadt]. Însemnare manuscrisă cu cerneală albastră, în limba germană. Pe verso marca atelierului cu 10 medalii și text în limba germană, pe 5 rânduri: "Atelier / Kamilla Asboth / Vormals / Th. Glatz's erben / Hermanstadt". Text de reclamă în limba germană, scris cu cerneală maro: "Vervielfaltigung. Vorbehalten. Die Platten werden zu Nachbestellungen aufbewahrt". Carton tipărit la H. K. Krziwanek, Viena. Număr inventar MCPR 694. | Complexul Național Muzeal Astra, Sibiu                                  | Cimec    |
|      | Tânără fată în costum săsesc din Cisnădioara Autor: Asbóth, Kamilla                                                     | Școală: Atelier foto Sibiu Dimensiuni: Fotografie: L: 14,7 cm; La: 10,5 cm; carton: L: 16,5 cm; La: 11,3 cm; Gr: 0,1 cm Material: hârtie fotografică; carton; fotografiere; lipire; presare                                                                                      | Portul popular săsesc din Cisnădioara, județul Sibiu, cuprinde următoarele elemente: cămașă albă cu mâneci largi, pieptar din material cu motive florale, șorț cu motive florale, fustă lungă neagră. Tânăra este așezată pe o buturugă de lemn și ține în mâini paie pe care le împletește. Lângă buturugă este sprijinită o pălărie de paie. Fotografie de atelier cu fundal panou pictat și elemente de recuzită. Pe cartonul pe care este lipită fotografia sunt menționate, în partea de jos, numele fotografului, în stânga [Kamilla Asboth] și orașul unde a activat atelierul, în dreapta [Hermannstadt]. Pe verso marca atelierului cu 10 medalii și text în limba germană, pe 5 rânduri: "Atelier / Kamilla Asboth / Vormals / Th. Glatz's erben / Hermanstadt". Text de reclamă în limba germană, scris cu cerneală maro: "Vervielfaltigung. Vorbehalten. Die Platten werden zu Nachbestellungen aufbewahrt". Carton tipărit la H. K. Krziwanek, Viena. Ștampilă "Direktor Emil Sigerus / Hermannstadt". Număr inventar MCPR 925. | Complexul Național Muzeal Astra, Sibiu                                  | Cimec    |
|      | Tânără fată în costum săsesc de sărbătoare din Gușterița Autor: Asbóth, Kamilla                                         | Școală: Atelier foto Sibiu Dimensiuni: Fotografie: L: 14,5 cm; La: 10,5 cm; carton: L: 16,5 cm; La: 11,3 cm; Gr: 0,1 cm Material: hârtie fotografică; carton; fotografiere; lipire; presare                                                                                      | Portul popular săsesc de sărbătoare din Gușterița, Sibiu, cuprinde următoarele elemente: pe cap borten cu panglici ornamentate cu motive florale, cămașă albă cu mâneci largi, batic prins în talie, șorț alb încrețit în talie, brodat cu motive florale în partea de jos. În mâini tânăra ține un fus cu lână. Lângă femeie se găsește o masă de lemn pe care este așezat fusul. În spatele mesei se găsește o furcă de tors cu scăunel. Fotografie de atelier cu fundal panou pictat și elemente de recuzită (mobilier - masă, scaun, ladă). Pe cartonul pe care este lipită fotografia sunt menționate, în partea de jos, numele fotografului, în stânga [Kamilla Asboth] și orașul unde a activat atelierul, în dreapta [Hermannstadt]. Pe marginea dreaptă sunt urme de pete, pe carton și imagine. Pe verso marca atelierului cu 10 medalii și text în limba germană, pe 5 rânduri: "Atelier / Kamilla Asboth / Vormals / Th. Glatz's erben / Hermanstadt". Text de reclamă în limba germană, scris cu cerneală maro: "Vervielfaltigung. Vorbehalten. Die Platten werden zu Nachbestellungen aufbewahrt". Carton tipărit la H. K. Krziwanek, Viena. Ștampilă rotundă. Număr inventar MCPR 927. | Complexul Național Muzeal Astra, Sibiu                                  | Cimec    |
|      | Două fete în costume săsești de sărbătoare din Gușterița Autor: Asbóth, Kamilla                                         | Școală: Atelier foto Sibiu Dimensiuni: Fotografie: L: 14,5 cm; La: 10 cm; carton: L: 16,5 cm; La: 11,3 cm; Gr: 0,1 cm Material: hârtie fotografică; carton; fotografiere; lipire; presare                                                                                        | Portul popular femeiesc săsesc de sărbătoare din Gușterița, județul Sibiu cuprinde următoarele elemente: pe cap panglică înflorată prinsă la spate, cămașă albă cu mâneci largi, decorată la manșete cu motive florale, fustă, șorț alb încrețit în talie, brodat cu motive florale și inscripție în partea de jos, pieptar cu nasturi, batic înflorat prins în talie, cordon metalic. Femeia din partea dreaptă a fotografiei este așezată pe un scaun și ține în mâini o carte. Fotografie de atelier cu fundal panou și elemente de recuzită (pietre și plante). Pe cartonul pe care este lipită fotografia sunt menționate, în partea de jos, numele fotografului, în stânga [Kamilla Asboth] și orașul unde a activat atelierul, în dreapta [Hermannstadt]. Pe verso marca atelierului cu 10 medalii și text în limba germană, pe 5 rânduri: "Atelier / Kamilla Asboth / Vormals / Th. Glatz's erben / Hermanstadt". Text de reclamă în limba germană, scris cu cerneală maro: "Vervielfaltigung. Vorbehalten. Die Platten werden zu Nachbestellungen aufbewahrt". Carton tipărit la H. K. Krziwanek, Viena. Însemnări manuscrise cu cerneală albastră. Ștampilă rotundă. Număr inventar MCPR 928. | Complexul Național Muzeal Astra, Sibiu                                  | Cimec    |
|      | Grup în costume săsești de sărbătoare din Roșia Autor: Asbóth, Kamilla                                                  | Școală: Atelier foto Sibiu Dimensiuni: Fotografie: L: 14 cm; La: 10,2 cm; carton: L: 16,3 cm; La: 11,2 cm; Gr: 0,1 cm Material: hârtie fotografică; carton; fotografiere; lipire; presare                                                                                        | Grup de doi bărbați și o femeie îmbrăcați în costume săsești de sărbătoare din Roșia, județul Sibiu. Costumul bărbătesc este compus din: cămașă albă, pantaloni deschiși la culoare strânși pe picior, haină cu două rânduri de nasturi metalici, la gât cravată săsească, în picioare cizme. Costumul femeiesc este compus din: vălitură albă, cămașă albă cu mâneci largi, fustă lungă și largă, cordon metalic, panglici decorate cu motive florale. Femeia și bărbatul din partea stângă a fotografiei sunt așezați pe scaune. Fotografie de atelier cu fundal panou pictat și elemente de recuzită (mobilier - masă și scaune, ladă). Pe cartonul pe care este lipită fotografia sunt menționate, în partea de jos, numele fotografului, în stânga [Kamilla Asboth] și orașul unde a activat atelierul, în dreapta [Hermannstadt]. Pe verso marca atelierului cu 10 medalii și text în limba germană, pe 5 rânduri: "Atelier / Kamilla Asboth / Vormals / Th. Glatz's erben / Hermanstadt". Text de reclamă în limba germană, scris cu cerneală maro: "Vervielfaltigung. Vorbehalten. Die Platten werden zu Nachbestellungen aufbewahrt". Carton tipărit la H. K. Krziwanek, Viena. Ștampilă "Direktor Emil Sigerus / Hermannstadt". Număr inventar MCPR 930. | Complexul Național Muzeal Astra, Sibiu                                  | Cimec    |
|      | Pereche în port popular săsesc de sărbătoare din Gușterița Autor: Asbóth, Kamilla                                       | Școală: Atelier foto Sibiu Dimensiuni: Fotografie: L: 15 cm; La: 10,5 cm; carton: L: 16,5 cm; La: 11,2 cm; Gr: 0,1 cm Material: hârtie fotografică; carton; fotografiere; lipire; presare                                                                                        | Pereche în port săsesc de sărbătoare din Gușterița, Sibiu. Costumul bărbătesc este compus din: cămașă albă, pantaloni strânși pe picior, pieptar din blană brodat la gât și la buzunar cu motive florale și geometrice, haină din blană tivită cu blană de altă culoare pe piept și la guler. Portul popular femeiesc săsesc cuprinde următoarele elemente: pe cap vălitură cu panglici ornamentate cu motive florale, cămașă albă cu mâneci largi, șorț alb încrețit în talie, brodat cu motive florale în partea de jos, pieptar ornamentat. În mâini femeia ține o carte. Lângă femeie se găsește o masă pe care sunt așezate două cancee și o farfurie (element de recuzită). Fotografie de atelier cu fundalul ilustrând interior tradițional. Pe cartonul pe care este lipită fotografia sunt menționate, în partea de jos, numele fotografului, în stânga [Kamilla Asboth] și orașul unde a activat atelierul, în dreapta [Hermannstadt]. Pe verso marca atelierului cu 10 medalii și text în limba germană, pe 5 rânduri: "Atelier / Kamilla Asboth / Vormals / Th. Glatz's erben / Hermanstadt". Text de reclamă în limba germană, scris cu cerneală maro: "Vervielfaltigung. Vorbehalten. Die Platten werden zu Nachbestellungen aufbewahrt". Carton tipărit la H. K. Krziwanek, Viena. Însemnare manuscrisă cu cerneală albastră în partea de jos. Număr inventar MCPR 932. | Complexul Național Muzeal Astra, Sibiu                                  | Cimec    |
|      | Două fete în costume săsești de sărbătoare din zona Sibiu Autor: Asbóth, Kamilla                                        | Școală: Atelier foto Sibiu Dimensiuni: Fotografie: L: 14,7 cm; La: 10,2 cm; carton: L: 15,7 cm; La: 11 cm; Gr: 0,1 cm Material: hârtie fotografică; carton; fotografiere; lipire; presare                                                                                        | Portul popular femeiesc săsesc de sărbătoare din zona Sibiu cuprinde următoarele elemente: pe cap borten cu panglici înflorate, cămașă albă cu mâneci largi, fustă, șorț alb încrețit în talie, brodat cu motive florale în partea de jos, pieptar ornamentat, pafta de piept, baticuri înflorate prinse în talie. Fotografie de atelier cu fundal panou și elemente de recuzită (pietre și plante). Pe marginile imaginii sunt vizibile urme de lipire/dezlipire de pe un alt suport. Pe verso marca atelierului cu 10 medalii și text în limba germană, pe 5 rânduri: "Atelier / Kamilla Asboth / Vormals / Th. Glatz's erben / Hermanstadt". Text de reclamă în limba germană, scris cu cerneală maro: "Vervielfaltigung. Vorbehalten. Die Platten werden zu Nachbestellungen aufbewahrt". Carton tipărit la H. K. Krziwanek, Viena. Lipită etichetă "Museum SKV" din care se mai păstrează doar o mică parte. Însemnări manuscrise cu cerneală roșie. Număr inventar MCPR 933. | Complexul Național Muzeal Astra, Sibiu                                  | Cimec    |
|      | Grup în port săsesc de sărbătoare din Gușterița Autor: Asbóth, Kamilla                                                  | Școală: Atelier foto Sibiu Dimensiuni: Fotografie: L: 13,8 cm; La: 10,7 cm; carton: L: 16,4 cm; La: 11,2 cm; Gr: 0,1 cm Material: hârtie fotografică; carton; fotografiere; lipire; presare; pictare                                                                             | Grup compus din femeie, bărbat și doi copii (fată și băiat) în port săsesc din Gușterița, Sibiu. Femeia, așezată pe scaun, este îmbrăcată cu cămașă albă cu mâneci lungi și largi, fustă lungă și largă; pe cap poartă vălitură; în talie are prins batic pictat manual cu nuanțe de roșu și verde. Bărbatul, așezat pe scaun, poartă cămașă albă, pieptar de piele pictat manual cu roșu, pantaloni băgați în cizme; sub brațul drept își ține pălăria cu boruri late. Fata are pe cap borten cu panglici pictate manual, cămașă cu mâneci largi și lungi, pieptar, pafta de piept, șorț strâns în talie și brodat în partea de jos, batic colorat manual cu albastru și roșu pe margini; în mâini ține un buchețel de flori pictate manual cu roșu și alb. Băiatul are cămașă albă, cravată săsească la gât, pantaloni băgați în cizme, curea lată de biele; în mâna stângă își ține pălăria cu boruri late. Fotografie de atelier cu fundal panou și elemente de recuzită. Pe cartonul pe care este lipită fotografia sunt menționate, în partea de jos, numele fotografului, în stânga [Kamilla Asboth] și orașul unde a activat atelierul, în dreapta [Hermannstadt]. Pe verso marca atelierului cu 10 medalii și text în limba germană, pe 5 rânduri: "Atelier / Kamilla Asboth / Vormals / Th. Glatz's erben / Hermanstadt". Text de reclamă în limba germană, scris cu cerneală maro: "Vervielfaltigung. Vorbehalten. Die Platten werden zu Nachbestellungen aufbewahrt". Carton tipărit la H. K. Krziwanek, Viena. Ștampilă "Direktor Emil Sigerus / Hermannstadt". Număr inventar MCPR 935. | Complexul Național Muzeal Astra, Sibiu                                  | Cimec    |
|      | Ancadrament | Datare: sec. XVI Școală: necunoscut Dimensiuni: Î: 175 cm; La: 41 cm Material: piatră; cioplire | Lintelul ușii are blazonul lui Johannes Lulay, primar al Sibiului. Ancadramentul este montat la intrarea în Primăria Veche din Sibiu. | Muzeul Național Brukenthal, Sibiu                                       | Cimec    |
|      | Roland | Datare: sec. XVII Școală: necunoscut Dimensiuni: Î: 105 cm Material: piatră; cioplire; fier, forjare | Statuia reprezintă un cavaler cu coif și spadă în mână, care stă pe un postament. Ea era montată în vârful unui stâlp din Piața Mare din Sbiu. | Muzeul Național Brukenthal, Sibiu                                       | Cimec    |
|      | Blazonul lui Johannes Schwartz (Melas)                                                                                  | Datare: sec. XVII Școală: necunoscut Dimensiuni: L: 33,5 cm; La: 33 cm; Gr: 10 cm Material: alabastru, cioplire | Pe blazon, în scut, un grifon cu sabia în mâna. Deasupra un grifon ce iese dintr-un coif cu coroană. Scutul este mărginit de ghirlandă. În partea de sus inițialele: "I(ohannes) S(chwartz)". | Muzeul Național Brukenthal, Sibiu                                       | Cimec    |
|      | Blazonul lui Stephan Waldhueter von Adlershausen                                                                        | Datare: sec. XVIII Școală: necunoscut Dimensiuni: L: 46 cm; La: 43 cm; GR: 11 cm Material: piatră; cioplire | Blazonul are în partea centrală un scut surmontat de coif cu coroană. Deasupra este o sabie între două frunze. Scutul este împărțit în patru câmpuri și încadrat de vrejuri. Scena alegorică este reprezentată pe o mantie susținută de un pelican în zbor. Piesa provine din Sibiu, strada A. Iancu nr. 11. | Muzeul Național Brukenthal, Sibiu                                       | Cimec    |
|      | Fântână - cap | Datare: sec. XVI Școală: necunoscut Dimensiuni: Î: 19,5 cm; D: 34 cm Material: piatră; cioplire | Cap de fântână cu patru fețe pe care sunt reprezentate chipuri de oameni: doi bărbați și două femei. În mijlocul cubului este un canal vertical legat de alte patru orizontale care sfârșesc în gura deschisă a personajelor. | Muzeul Național Brukenthal, Sibiu                                       | Cimec    |
|      | Minerva | Datare: 1727 Școală: necunoscut Dimensiuni: statuie: Î: 190 cm; La: 90 cm; Gr. 45; soclu: L: 95 cm; La: 95 cm; Î: 95 cm Material: piatră, sculptare | Statuia o reprezintă pe zeița Minerva, seminud, cu coif pe cap. În partea de jos, la picioarele zeiței, este un trunchi de copac și un leu. Soclul este ornamentat cu volute din frunze de acant. Pe el este data: 1727. Piesa provine din grădina de la Poarta Sag din Sibiu. | Muzeul Național Brukenthal, Sibiu                                       | Cimec    |
|      | Marte | Datare: 1727 Școală: necunoscut Dimensiuni: statuie: Î 183 cm; La: 70 cm; Gr: 43 cm; soclul: L: 95 cm; La: 95 cm; Î: 91 cm Material: piatră, sculptare | Statuia îl reprezintă pe zeul Marte cu barbă și coif. Zeul este îmbrăcat cu tunică și pieptar brodat la gât. Peste pieptar este trecută cureaua unei genți. În picioare poartă sandale romane. Soclul este ornamentat cu volute din frunze de acant. Piesa provine din grădina de la Poarta Sag din Sibiu. | Muzeul Național Brukenthal, Sibiu                                       | Cimec    |
|      | Statuie | Datare: prima jumătate a sec. XV Școală: necunoscut Dimensiuni: Î: 120 cm Material: piatră; cioplire | Statuie acefală ce reprezintă un personaj într-o haină cu falduri bogate. Piedestalul este rotunjit. Piesa provine din grădina Casei Parohiale din Turnișor. | Muzeul Național Brukenthal, Sibiu                                       | Cimec    |
|      | Piatră de mormânt | Datare: sec. XVII Școală: necunoscut Dimensiuni: Î: 211 cm; La: 75 cm; Gr: 28 cm Material: piatră, sculptare | Piatră de mormânt cu un blazon în ghirlandă în partea de sus. În colțuri, exterior ghirlandei, se află un decor cu struguri și con de pin. În partea de jos a blazonului este un scut cu cerb în poziție rampantă; deasupra lui un coif cu coroană din care iese un cerb. În partea de jos, un câmp gol, destinat inscripției, mărginit de un chenar format din decor cu motivul vitei de vie. O latură este deteriorată. Blazonul se presupune a fi aparținut lui Kemeny von Geroemonostor. | Muzeul Național Brukenthal, Sibiu                                       | Cimec    |
|      | Blazonul lui Thomas Altemberger Autor: Andreas Lapicida ?                                                               | Datare: a doua jumătate a sec. XV Descoperit: jud. Sibiu, Sibiu, Primăria Veche;strada Mitropoliei,2 Dimensiuni: L: 28 cm; La: 28 cm; Gr: 5 cm Material: marmură, fier, sculptare                                                                                                | Blazonul lui Thomas Altemberger în scut concav. În partea de sus, leu rampant cu sabie în labă. În partea de jos, pe scut, leu rampant și coif deasupra. Scena este încadrată de un ornament cu vrej de viță de vie. Blazonul are în spate un cui de prindere. | Muzeul Național Brukenthal, Sibiu                                       | Cimec    |
|      | Compas cu arc gradat | Datare: a doua jumătate a sec. XVIII Școală: austriac ? Dimensiuni: L: 6,9 cm; La: 2,8 cm Material: alamă aurită; decupare, strunjire, gravare, găurire, aurire | Însemn masonic în formă de compas cu un arc gradat între vârfuri; în partea de sus inel de prindere. | Muzeul Național Brukenthal, Sibiu                                       | Cimec    |
|      | Triunghi echilateral | Datare: a doua jumătate a sec. XVIII Școală: austriac ? Dimensiuni: Î: 4,3 cm; l: 3,95 cm Material: alamă aurită; laminare, decupare, găurire, gravare, aurire | Însemn masonic în formă de triunghi echilateral cu inel de agățare; în interiorul triunghiului sunt înscrise trei inimi/frunze unite în centru prin vârfurile lor. | Muzeul Național Brukenthal, Sibiu                                       | Cimec    |
|      | Compas și triunghi echilateral                                                                                          | Datare: a doua jumătate a sec. XVIII Școală: austriac ? Dimensiuni: L: 6,45 cm; La: 4,6 cm Material: alamă aurită; laminare, decupare, sudare, aurire | Însemn masonic compus dintr-un compas reprezentat ca raze de soare, dispus deasupra unui triunghi echilateral în care este înscris un cerc. | Muzeul Național Brukenthal, Sibiu                                       | Cimec    |
|      | Cunună de laur cu bufniță și carte                                                                                      | Datare: a doua jumătate a sec. XVIII Școală: austriac ? Dimensiuni: L: 5,05 cm; D: 4,3 cm Material: alamă aurită; turnare, sudare, aurire | Însemn masonic sub forma unei cununi de laur în interiorul căreia este reprezentată o bufniță așezată pe o carte deschisă; pe paginile cărții sunt inițialele „PM” și „CV”. | Muzeul Național Brukenthal, Sibiu                                       | Cimec    |
|      | Cruce | Datare: a doua jumătate a sec. XVIII Școală: austriac ? Dimensiuni: L: 6,5 cm; La: 4,8 cm Material: alamă aurită, sticlă; laminare, decupare, sudare, aurire, gravare | Însemn masonic în formă de cruce malteză; brațele lucrate separat în casetă adâncită și unite în centru. În brațele crucii este montată sticlă; pe spatele fiecărui braț este gravat câte un simbol/monogramă. Brațul de sus are la capăt un inel fix și un altul pentru agățare. | Muzeul Național Brukenthal, Sibiu                                       | Cimec    |
|      | Targă de zidar | Datare: a doua jumătate a sec. XVIII Școală: austriac ? Dimensiuni: L: 3,8 cm; La: 2,1 cm Material: mătase, alamă aurită; laminare, decupare, sudare, găurire, aurire | Însemn masonic reprezentând o targă de zidar dreptunghiulară, cu șase bare; la capete este legat câte un șnur din mătase împletită de care este agățat un inel. | Muzeul Național Brukenthal, Sibiu                                       | Cimec    |
|      | Scară | Datare: a doua jumătate a sec. XVIII Școală: austriac ? Dimensiuni: L: 5,2 cm; La: 1 cm Material: alamă aurită; laminare, decupare, aurire | Însemn masonic reprezentând o scară cu șapte trepte, de prima este prins un inel pentru agățare. | Muzeul Național Brukenthal, Sibiu                                       | Cimec    |
|      | Matrice sigilară | Datare: sec. XVII Școală: Atelier transilvănean Dimensiuni: L: 2,85 cm; LA: 2,85 cm; I: 6,8 cm Material: alamă | Matrice sigilară octogonală, din alamă, cu mâner din același metal, deteriorat la capăt prin batere, prevăzut cu un orificiu pentru agățare. În câmp, pe o terasă, mielul pascal cu steag, înconjurat de șapte steluțe. Inscripția sus și jos, pe două rânduri: CAPITVLVM/TEKKENSE. | Muzeul Național Brukenthal, Sibiu                                       | Cimec    |
|      | Matrice sigilară | Datare: 1792 ? Școală: Atelier brașovean Dimensiuni: D: 2,8 cm; I: 5 cm Material: alamă | Matrice sigilară rotundă din alamă, mâner cilindric care face corp comun cu rondela sigilară, îngroșat în partea de jos. În partea superioară are o perforație pentru atașare de inel. În câmp pe un postament stau alăturați arhanghelii Mihail și Gavril, susținând între ei cu câte o mână globul crucifer. Unul ține în mână sabia, iar celălalt balanța. Deasupra lor o stea cu raze. Inscripția circular, spre exterior un cerc liniar: PETSETUL BISZER. N. U. DELA SZATULUNG. | Muzeul Național Brukenthal, Sibiu                                       | Cimec    |
|      | Roabă | Datare: a doua jumătate a sec. XVIII Școală: austriac ? Dimensiuni: L: 4,9 cm; La: 1,2 cm Material: alamă aurită, ciment alb, sticlă; decupare, sudare, aurire | Însemn masonic în formă de roabă a cărei încărcătură e reprezentată prin cioburi de sticlă colorată fixate în ciment alb. De roata prevăzută cu perforații dispuse circular este prins un inel pentru agățare. | Muzeul Național Brukenthal, Sibiu                                       | Cimec    |
|      | Frecător | Datare: a doua jumătate a sec. XVIII Școală: austriac ? Dimensiuni: Î: 0,6 cm; L cu inel: 2,3 cm; La: 1,5 cm Material: alamă aurită; laminare, decupare, sudare, aurire | Însemn masonic în formă de unealtă de zidar -frecător-, cu mâner din bandă, fixat transversal; printr-unul din vârfurile plăcii trece un inel de prindere. | Muzeul Național Brukenthal, Sibiu                                       | Cimec    |
|      | Lingură dublă | Datare: a doua jumătate a sec. XVIII Școală: austriac ? Dimensiuni: L: 5 cm; La: 0,5 cm Material: alamă aurită; decupare, strunjire, găurire, aurire | Însemn masonic în formă de lingură dublă, cu spatule inegale; mâner fusiform cu un bulb și două inele strunjite în partea de mijloc; prin capătul spatulei mai mari este trecut un inel de prindere. | Muzeul Național Brukenthal, Sibiu                                       | Cimec    |
|      | Sfeșnic | Datare: a doua jumătate a sec. XVIII Școală: austriac ? Dimensiuni: Î: 1,5 cm; Db: 1,3 cm Material: tablă alamă aurită; ambutisare, decupare, sudare, aurire | Însemn masonic în formă de sfeșnic; farfurioara adâncă, picior cilindric; mâner în formă de bandă îngustată în partea de jos. | Muzeul Național Brukenthal, Sibiu                                       | Cimec    |
|      | Riglă | Datare: 1767-1790 Școală: austriac ? Dimensiuni: L: 3,3 cm; La: 0,3 cm Material: alamă aurită; laminare, decupare, găurire, gravare, aurire | Însemn masonic în formă de riglă cu două tipuri de gradații; la unul din capete este prins un inel. | Muzeul Național Brukenthal, Sibiu                                       | Cimec    |
|      | Ciocan de zidar | Datare: a doua jumătate a sec. XVIII Școală: austriac ? Dimensiuni: L: 3,7 cm; La: 1,8 cm Material: alamă aurită, fildeș; debitare, pilire, găurire, aurire, strunjire | Însemn masonic în formă de ciocan de zidar; prin capătul mânerului decorat cu un inel strunjit este trecut un inel. | Muzeul Național Brukenthal, Sibiu                                       | Cimec    |
|      | Spadă | Datare: a doua jumătate a sec. XVIII Școală: austriac ? Dimensiuni: L: 5,7 cm; La: 1,2 cm Material: alamă aurită; alamă argintată, decupare, strunjire, găurire, aurire, argintare                                                                                               | Însemn masonic în formă de spadă; la capătul mânerului are un inel de agățare. | Muzeul Național Brukenthal, Sibiu                                       | Cimec    |
|      | Daltă | Datare: a doua jumătate a sec. XVIII Școală: austriac ? Dimensiuni: L: 2,6 cm; La: 0,6 cm Material: alamă aurită; decupare, pilire, găurire, aurire | Însemn masonic în formă de daltă cu inel la capătul mânerului. | Muzeul Național Brukenthal, Sibiu                                       | Cimec    |
|      | Roabă | Datare: a doua jumătate a sec. XVIII Școală: austriac ? Dimensiuni: L: 2,7 cm; La: 0,9 cm; Î: 1,3 cm Material: alamă aurită; decupare, sudare, aurire | Însemn masonic în formă de roabă a cărei roată are patru spițe. | Muzeul Național Brukenthal, Sibiu                                       | Cimec    |
|      | Ciubăr | Datare: a doua jumătate a sec. XVIII Școală: austriac ? Dimensiuni: Î: 1,5 cm; Dg: 1,5 cm; Db: 1,3 cm Material: alamă aurită, ciment alb, sticlă; decupare, găurire, strunjire, aurire                                                                                           | Însemn masonic reprezentând un ciubăr cilindric cu două toarte, prin una fiind trecut un inel; pe corpul vasului sunt strunjite patru linii dispuse două câte două; interiorul este umplut cu fragmente de sticlă colorată prinse în ciment alb. | Muzeul Național Brukenthal, Sibiu                                       | Cimec    |
|      | Mai | Datare: a doua jumătate a sec. XVIII Școală: austriac ? Dimensiuni: Î: 2,4 cm; Db: 0,9 cm; Dg: 0,7 cm; Dmax: 1,7 cm Material: alamă aurită; debitare, pilire, sudare, aurire | Însemn masonic în formă de mai; corp tronconic, cu două mânere orizontale, la capăt cu inel fix de care este agățat un inel de prindere. | Muzeul Național Brukenthal, Sibiu                                       | Cimec    |
|      | Lopată | Datare: 1767-1790 Școală: austriac ? Dimensiuni: L: 4,8 cm; La: 1,3 cm Material: alamă aurită; laminare, decupare, strunjire, sudare, aurire | Însemn masonic în formă de lopată cu un inel de agățare la capătul cozii. | Muzeul Național Brukenthal, Sibiu                                       | Cimec    |
|      | Mistrie | Datare: a doua jumătate a sec. XVIII Școală: austriac (?) Dimensiuni: L: 19,2 cm; La: 7,5 cm Material: alamă aurită, lemn abanos, fildeș; laminare, decupare, gravare, finisare, aurire                                                                                          | Mistrie bogat decorată pe ambele fețe: pe avers este reprezentat, pe un soclu, un mason ce poartă tricorn, un șorț cu însemnele lojii, iar în mâna stângă un fir cu plumb; deasupra soarele, iar pe margini cornul abundenței și ornamente vegetale. Pe revers este reprezentat un triunghi ținut de o mână ieșită din nori; în interiorul lui este reprezentat semnul lojii brașovene „Cele trei coloane”, iar pe margini instrumente simbolice (fir cu plumb, echer, compas, raportor, ciocan) și un bogat decor vegetal. Mânerul este fixat cu o tijă curbată în formă de „S”, la capete având un buton și, respectiv, un inel din fildeș. | Muzeul Național Brukenthal, Sibiu                                       | Cimec    |
|      | Triunghi echilateral | Datare: a doua jumătate a sec. XVIII Școală: austriac (?) Dimensiuni: L: 4,1 cm; La: 3,5 cm Material: alamă aurită; laminare, decupare, găurire, gravare, aurire | Însemn masonic în formă de triunghi echilateral cu inel de agățare. În interiorul triunghiului sunt înscrise trei frunze/inimi unite în centru. | Muzeul Național Brukenthal, Sibiu                                       | Cimec    |
|      | Cornul abundenței | Datare: a doua jumătate a sec. XVIII Școală: austriac (?) Dimensiuni: L: 7,65 cm; Lcu inel: 8,5 cm; La: 4,8 cm Material: alamă aurită; turnare, aurire | Însemn masonic reprezentând cornul abundenței din care se revarsă flori; în centrul lor este semnul lojii masonice din Brașov „Cele trei coloane”. | Muzeul Național Brukenthal, Sibiu                                       | Cimec    |
|      | Pene de scris legate cu panglică                                                                                        | Datare: a doua jumătate a sec. XVIII Școală: austriac (?) Dimensiuni: L: 8,75 cm; La: 7,3 cm Material: alamă aurită; laminare, pilire, sudare, gravare, aurire | Însemn masonic reprezentând două pene de scris încrucișate, legate cu o panglică înnodată în partea de sus într-o fundă cu trei bucle, prin cea din mijloc fiind trecut inelul de prindere; în partea de jos funda are două bucle. | Muzeul Național Brukenthal, Sibiu                                       | Cimec    |
|      | Spadă | Datare: a doua jumătate a sec. XVIII Școală: austriac (?) Dimensiuni: L: 8 cm; La: 1,85 cm Material: alamă aurită, fier; laminare, decupare, aurire | Însemn masonic în formă de spadă cu lama dreaptă, din fier, iar garda și mânerul din alamă aurită. | Muzeul Național Brukenthal, Sibiu                                       | Cimec    |
|      | Stilet | Datare: 1767 - 1790 Școală: austriac (?) Dimensiuni: L: 12,9 cm; La: 3,9 cm Material: alamă aurită, lemn; laminare, decupare, aurire, băițuire | Însemn masonic în formă de stilet cu lama șerpuită, fațetată, garda în linie sinuoasă, răsucită. Mânerul are la capăt o capsulă emisferică, cu caneluri, de care este fixat un inel prins cu șarnieră. | Muzeul Național Brukenthal, Sibiu                                       | Cimec    |
|      | Matriță de medalie | Datare: 1869 Școală: Atelier sibian Dimensiuni: D: 6 cm (conf. reg. inventar) Material: oțel | În câmp, pe un postament, o figură feminină într-o rochie cu falduri bogate, șezând spre stânga, ține mâna dreaptă pe o coroană deschisă cu trei fleuroane și două perle ce timbrează un scut, cu armele Sibiului, care se sprijină cu vârful pe același postament. Mâna stângă ține în poală o carte deschisă. La marginea câmpului, mărginit de un cerc liniar simplu, inscripția: EHRENPREIS VON ARBEITER BINDUNGS VEREIN IN HERMANNSTADT (Premiu de onoare din partea Asociației de Educare a Muncitorilor din Sibiu) | Muzeul Național Brukenthal, Sibiu                                       | Cimec    |
|      | Româncă îmbrăcată în port popular de sărbătoare Autor: Asbóth, Kamilla                                                  | Datare: 1882-1897 Dimensiuni: fotografie: L: 13,8 cm, LĂ: 9,8 cm; carton: L: 16,5 cm, LĂ: 11,4 cm, Gr.: 0,1 cm Material: fotografie realizată pe hârtie fotografică subțire lipită pe carton, pictată manual                                                                     | Româncă îmbrăcată în costum de sărbătoare din zona Sibiu. Piesele care compun portul popular sunt: pe cap batic înflorat cu ciucuri, legat într-o parte, pictat manual cu roșu, galben și albastru; cămașă albă cu mâneci lungi, largi; pieptar bogat ornamentat cu motive florale pictat cu galben și roșu; pe umeri haină cu mâneci lungi, ornamentată și pictată la mâneci cu puncte albastre și roșii; poale albe și lungi; șorț cu ciucuri în partea de jos, pictați cu roșu și albastru. În mâna dreaptă ține un coșuleț împletit. Trăsăturile feței sunt pictate cu roz. Fotografie de atelier având elemente de recuzită (crengi de copac pictate în nuanțe de verde, piatră, vas de lemn) și fundal panou. Pe cartonul pe care este lipită fotografia sunt menționate, în partea de jos, numele fotografului, în stânga [Kamilla Asbóth] și orașul unde a activat atelierul, în dreapta [Hermannstadt]. Pe verso marca atelierului cu 10 medalii și text în limba germană, pe 5 rânduri: "Atelier / Kamilla Asboth / Vormals / Th. Glatz's erben / Hermanstadt". Text de reclamă în limba germană, scris cu culoare maro: "Vervielfaltigung. Vorbehalten. Die Platten werden zu Nachbestellungen aufbewahrt". Carton tipărit la H. K. Krziwanek, Viena. Două ștampile "Direktor Emil Sigerus / Hermannstadt". Însemnare manuscrisă în partea stângă, sus, "Pr. 329" subliniată cu roșu. Număr inventar MCPR 185. | Complexul Național Muzeal Astra, Sibiu                                  | Cimec    |
|      | Doi bărbați îmbrăcați în costume populare de sărbătoare Autor: Asbóth, Kamilla                                          | Datare: 1882-1897 Dimensiuni: fotografie: L: 14,6 cm, LĂ: 10,5 cm; carton: L: 16,5 cm, LĂ: 11,4 cm, Gr.: 0,1 cm Material: fotografie realizată pe hârtie fotografică subțire lipită pe carton                                                                                    | Cei doi bărbați îmbrăcați în costume populare de sărbătoare stau așezați în jurul unei mese acoperite cu o față de masă învărgată. Bărbatul din partea stângă a imaginii este îmbrăcat cu: cămașă cu poale și mâneci largi, curea lată din piele, pantaloni de postav strânși pe picior, opinci; pe umeri ține o haină de blană cu mâneci lungi, ornamentată pe piepți cu aplicații din blană neagră. Bărbatul din partea dreaptă a imaginii are pe cap căciulă de blană neagră, cămașă cu poale, haină din blană, curea lată din piele, pantaloni, cizme. Fotografie de atelier având elemente de recuzită. Pe cartonul pe care este lipită fotografia sunt menționate, în partea de jos, numele fotografului, în stânga [Kamilla Asbóth] și orașul unde a activat atelierul, în dreapta [Hermannstadt]. Pe verso marca atelierului cu 10 medalii și text în limba germană, pe 5 rânduri: "Atelier / Kamilla Asboth / Vormals / Th. Glatz's erben / Hermanstadt". Text de reclamă în limba germană, scris cu culoare maro: "Vervielfaltigung. Vorbehalten. Die Platten werden zu Nachbestellungen aufbewahrt". Carton tipărit la H. K. Krziwanek, Viena. Două ștampile "Direktor Emil Sigerus / Hermannstadt". Ștampilă incomplet vizibilă "Muzeul "Brukenthal" Sibiu / Nr. 331" (cifră scrisă cu cerneală și tăiată). Însemnare manuscrisă în partea stângă, sus, "Pr. 331" subliniată cu roșu. Număr inventar MCPR 186. | Complexul Național Muzeal Astra, Sibiu                                  | Cimec    |
|      | Româncă îmbrăcată în port popular de sărbătoare Autor: Asbóth, Kamilla                                                  | Datare: 1882-1897 Dimensiuni: fotografie: L: 15,3 cm, LĂ: 10,6 cm; carton: L: 16,6 cm, LĂ: 11,2 cm, Gr.: 0,1 cm Material: fotografie realizată pe hârtie fotografică subțire lipită pe carton, pictată manual                                                                    | Româncă îmbrăcată în costum de sărbătoare. Piesele care compun portul popular sunt: pe cap vălitură pictată cu puncte roșii; cămașă cu mâneci lungi și largi bogat ornamentată cu motive florale și geometrice, pictate manual cu nuanțe de maro și portocaliu; pieptar descheiat cu motive florale pictate cu portocaliu; brâu pictat cu roșu deschis; poale albe și lungi; fotă de jur-împrejurul trupului decorată cu motive geometrice pictate cu nuanțe de maro și galben; în picioare are cizme. Trăsăturile feței sunt pictate cu roz. Fotografie de atelier având elemente de recuzită pictate manual (coloană de piatră pe care se află o vază cu flori pictate cu albastru, portocaliu, galben și verde, plante, scaun de lemn pe spătar fiind pus un șal) și fundal panou pictat. Pe cartonul pe care este lipită fotografia sunt menționate, în partea de jos, numele fotografului, în stânga [Kamilla Asbóth] și orașul unde a activat atelierul, în dreapta [Hermannstadt]. Pe verso marca atelierului cu 10 medalii și text în limba germană, pe 5 rânduri: "Atelier / Kamilla Asboth / Vormals / Th. Glatz's erben / Hermanstadt". Text de reclamă în limba germană, scris cu culoare maro: "Vervielfaltigung. Vorbehalten. Die Platten werden zu Nachbestellungen aufbewahrt". Carton tipărit la H. K. Krziwanek, Viena. Două ștampile "Direktor Emil Sigerus / Hermannstadt". Ștampilă incomplet vizibilă "Muzeul "Brukenthal" Sibiu / Nr. 333" (cifră scrisă cu cerneală și tăiată). Însemnare manuscrisă în partea stângă, sus, "Pr. 333" subliniată cu roșu. Număr inventar MCPR 188. | Complexul Național Muzeal Astra, Sibiu                                  | Cimec    |
|      | Româncă îmbrăcată în port popular de sărbătoare Autor: Asbóth, Kamilla                                                  | Datare: 1882-1897 Dimensiuni: fotografie: L: 15,2 cm, LĂ: 10,2 cm; carton: L: 16,6 cm, LĂ: 11,2 cm, Gr.: 0,1 cm Material: fotografie realizată pe hârtie fotografică subțire lipită pe carton, pictată manual                                                                    | Româncă îmbrăcată în port popular de sărbătoare. Piesele care compun portul popular sunt: pe cap batic înflorat legat la spate, pictată cu galben, portocaliu și negru; cămașă albă brodată pe piept, cu mâneci lungi și largi ornamentate pe umăr cu „șire”, pieptar decorat pe piept cu motive geometrice, pictat cu portocaliu și galben; brâu pictat cu portocaliu; șorț pictat din loc în loc cu negru. În mâna stângă ține o floare pictată manual cu verde și portocaliu. Trăsăturile feței sunt pictate cu roz. Fotografie de atelier având elemente de recuzită pictate manual (coloană de piatră pictată cu maro, pe care este așezat un ghiveci, plante pictate cu verde, coș împletit din paie, ulcior pictat cu galben deschis) și fundal panou pictat. Pe cartonul pe care este lipită fotografia sunt menționate, în partea de jos, numele fotografului, în stânga [Kamilla Asbóth] și orașul unde a activat atelierul, în dreapta [Hermannstadt]. Pe verso marca atelierului cu 10 medalii și text în limba germană, pe 5 rânduri: "Atelier / Kamilla Asboth / Vormals / Th. Glatz's erben / Hermanstadt". Text de reclamă în limba germană, scris cu culoare maro: "Vervielfaltigung. Vorbehalten. Die Platten werden zu Nachbestellungen aufbewahrt". Carton tipărit la H. K. Krziwanek, Viena. Două ștampile "Direktor Emil Sigerus / Hermannstadt". Ștampilă incomplet vizibilă "Muzeul "Brukenthal" Sibiu / Nr. 334" (cifră scrisă cu cerneală și tăiată). Însemnare manuscrisă în partea stângă, sus, "Pr. 334" subliniată cu roșu și alb. Număr inventar MCPR 189. | Complexul Național Muzeal Astra, Sibiu                                  | Cimec    |
|      | Româncă îmbrăcată în port popular de sărbătoare Autor: Asbóth, Kamilla                                                  | Datare: 1882-1897 Dimensiuni: fotografie: L: 14,6 cm, LĂ: 10,5 cm; carton: L: 16,4 cm, LĂ: 11,3 cm, Gr.: 0,1 cm Material: fotografie realizată pe hârtie fotografică subțire lipită pe carton                                                                                    | Româncă îmbrăcată în port popular de sărbătoare, din localitatea Mohu. Piesele care compun portul popular sunt: pe cap batic înflorat cu ciucuri legat la spate; cămașă albă brodată, cu mâneci lungi și largi ornamentate pe umăr cu „șire”; pieptar înfundat decorat pe piept și la buzunar cu motive geometrice; poale; șorț în față și catrință învărgată în spate; la gât poartă șiraguri de mărgele. În mâini ține niște floricele. Fotografie de atelier având elemente de recuzită (vase de lemn, crengi de copac). Pe cartonul pe care este lipită fotografia sunt menționate, în partea de jos, numele fotografului, în stânga [Kamilla Asbóth] și orașul unde a activat atelierul, în dreapta [Hermannstadt]. Pe verso marca atelierului cu 10 medalii și text în limba germană, pe 5 rânduri: "Atelier / Kamilla Asboth / Vormals / Th. Glatz's erben / Hermanstadt". Text de reclamă în limba germană, scris cu culoare maro: "Vervielfaltigung. Vorbehalten. Die Platten werden zu Nachbestellungen aufbewahrt". Carton tipărit la H. K. Krziwanek, Viena. O ștampilă "Direktor Emil Sigerus / Hermannstadt". Ștampilă incomplet vizibilă "Muzeul "Brukenthal" Sibiu / Nr. 336" (cifră scrisă cu cerneală și tăiată). Însemnare manuscrisă în partea stângă, sus, "Pr. 336" subliniată cu roșu și albastru. Număr inventar MCPR 191. | Complexul Național Muzeal Astra, Sibiu                                  | Cimec    |
|      | Româncă îmbrăcată în port popular de sărbătoare, torcând Autor: Asbóth, Kamilla                                         | Datare: 1882-1897 Dimensiuni: fotografie: L: 14,9 cm, LĂ: 10,4 cm; carton: L: 16,3 cm, LĂ: 11,2 cm, Gr.: 0,1 cm Material: fotografie realizată pe hârtie fotografică subțire lipită pe carton                                                                                    | Româncă îmbrăcată în port popular de sărbătoare, așezată pe scaun, torcând, din localitatea Mohu. Piesele care compun portul popular sunt: pe cap batic înflorat legat la spate; cămașă albă brodată, cu mâneci lungi și largi ornamentate pe umăr cu „șire”; pieptar înfundat din piele decorat pe piept și la buzunar cu motive geometrice; poale albe lungi; șorț în față terminat cu ciucuri în partea de jos, în picioare ghete. În mâna stângă ține furca iar în mâna dreaptă ține fusul. Fotografie de atelier având elemente de recuzită (vase de lemn, paie, pălărie împletită din paie). Pe cartonul pe care este lipită fotografia sunt menționate, în partea de jos, numele fotografului, în stânga [Kamilla Asbóth] și orașul unde a activat atelierul, în dreapta [Hermannstadt]. Pe verso marca atelierului cu 10 medalii și text în limba germană, pe 5 rânduri: "Atelier / Kamilla Asboth / Vormals / Th. Glatz's erben / Hermanstadt". Text de reclamă în limba germană, scris cu culoare maro: "Vervielfaltigung. Vorbehalten. Die Platten werden zu Nachbestellungen aufbewahrt". Carton tipărit la H. K. Krziwanek, Viena. Două ștampile "Direktor Emil Sigerus / Hermannstadt". Ștampilă incomplet vizibilă "Muzeul "Brukenthal" Sibiu / Nr. 337" (cifră scrisă cu cerneală și tăiată). Însemnare manuscrisă în partea stângă, sus, "Pr. 337" subliniată cu roșu. Număr inventar MCPR 192. | Complexul Național Muzeal Astra, Sibiu                                  | Cimec    |
|      | Pereche în port popular săsesc de sărbătoare Autor: Asbóth, Kamilla                                                     | Datare: 1882-1897 Dimensiuni: fotografie: L: 14,2 cm, LĂ: 10,3 cm; carton: L: 16,4 cm, LĂ: 11,3 cm, Gr.: 0,1 cm Material: fotografie realizată pe hârtie fotografică subțire lipită pe carton                                                                                    | Pereche în port popular săsesc de sărbătoare, din Cisnădioara, județul Sibiu. Femeia este situată în partea stângă a imaginii, iar bărbatul în partea dreaptă. Piesele care compun costumul femeiesc sunt: vălitură prinsă cu ace, haină cu mâneci lungi, fustă lungă, șorț alb brodat și batic înflorat cu ciucuri prins în talie, în picioare ghete. Piesele costumului bărbătesc sunt: cămașa albă, cravată înflorată, haină cu două rânduri de nasturi și mâneci lungi, pantaloni ornamentați băgați în cizme. Cei doi se țin de mână. Fotografie de atelier cu fundal panou ilustrând interior de locuință și elemente de recuzită (masă, scaun cu spătar sculptat). Pe cartonul pe care este lipită fotografia sunt menționate, în partea de jos, numele fotografului, în stânga [Kamilla Asbóth] și orașul unde a activat atelierul, în dreapta [Hermannstadt]. Pe verso marca atelierului cu 10 medalii și text în limba germană, pe 5 rânduri: "Atelier / Kamilla Asboth / Vormals / Th. Glatz's erben / Hermanstadt". Text de reclamă în limba germană, scris cu culoare maro: "Vervielfaltigung. Vorbehalten. Die Platten werden zu Nachbestellungen aufbewahrt". Carton tipărit la H. K. Krziwanek, Viena. Ștampilă rotundă "Baron Brukenthal SCNES / Museum in Hermannstadt". Ștampilă incomplet vizibilă "Muzeul "Brukenthal" Sibiu / Nr. 349" (cifră scrisă cu cerneală și tăiată). Număr inventar MCPR 201. | Complexul Național Muzeal Astra, Sibiu                                  | Cimec    |
|      | Doi bărbați îmbrăcați în costume populare săsești Autor: Asbóth, Kamilla                                                | Datare: 1882-1897 Dimensiuni: fotografie: L: 14,9 cm, LĂ: 10 cm; carton: L: 16,5 cm, LĂ: 11,2 cm, Gr.: 0,1 cm Material: fotografie realizată pe hârtie fotografică subțire lipită pe carton                                                                                      | Cei doi bărbați stau așezați pe scaune lângă o masă, „cinstindu-se cu un păhărel”. Piesele care compun costumele sunt: cămașa cu mâneci lungi și largi, pieptar din piele, pantaloni băgați în cizme. Fotografie de atelier cu fundal panou ilustrând interior de locuință și elemente de recuzită (masă, scaune, ladă, față de masă). Pe verso marca atelierului cu 8 medalii și text de reclamă în limba germană: "Atelier Camilla / Th. Glatz's erben / Hermanstadt / Vervielfaltigung vorbehalten / Die Platten werden zu nach / cbestellungen aufbewahrt". Număr inventar MCPR 203. | Complexul Național Muzeal Astra, Sibiu                                  | Cimec    |
|      | Perechi de miri în costume săsești de sărbătoare Autor: Asbóth, Kamilla                                                 | Datare: 1882-1897 Dimensiuni: fotografie: L: 13,6 cm, LĂ: 9,7 cm; carton: L: 16,4 cm, LĂ: 11,3 cm, Gr.: 0,1 cm Material: fotografie realizată pe hârtie fotografică subțire lipită pe carton                                                                                     | Perechi de miri în costume populare săsești de sărbătoare din Slimnic, județul Sibiu. Piesele care compun costumele femeiești sunt: borten cu panglici, cămăși albe cu mâneci lungi și foarte largi, fustă lungă, șorț alb brodat cu motive florare, batic prins în talie; pe umeri poartă pelerine lungi. Femeia din stânga imaginii ține în mâini căciula împodobită a mirelui; femeia din partea dreaptă a imaginii este așezată pe o ladă și ține în mâini un buchețel de flori. Portul celor doi bărbați este identic și este compus din: căciulă din blană împodobită, cămașă, pantaloni strânși pe picior băgați în cizme; pe umeri poartă haine decorate cu motive florale și inscripție [18 48]. Bărbatul din stânga imaginii este așezat pe un scaun iar cel din dreapta stă sprijinit pe cotul mâinii drepte pe două cărți puse pe o masă. Fotografie de atelier cu fundal panou ilustrând interior de locuință și elemente de recuzită (masă, scaun cu spătar sculptat). Pe cartonul pe care este lipită fotografia sunt menționate, în partea de jos, numele fotografului, în stânga [Kamilla Asbóth] și orașul unde a activat atelierul, în dreapta [Hermannstadt]. Pe cartonul pe care este lipită fotografia sunt menționate, în partea de jos, numele fotografului, în stânga [Kamilla Asbóth] și orașul unde a activat atelierul, în dreapta [Hermannstadt]. Pe verso marca atelierului cu 10 medalii și text în limba germană, pe 5 rânduri: "Atelier / Kamilla Asboth / Vormals / Th. Glatz's erben / Hermanstadt". Text de reclamă în limba germană, scris cu culoare maro: "Vervielfaltigung. Vorbehalten. Die Platten werden zu Nachbestellungen aufbewahrt". Carton tipărit la H. K. Krziwanek, Viena. Număr inventar MCPR 202. | Complexul Național Muzeal Astra, Sibiu                                  | Cimec    |
|      | Tineri în costume populare săsești de sărbătoare Autor: Asbóth, Kamilla                                                 | Datare: 1882-1897 Dimensiuni: fotografie: L: 13,7 cm, LĂ: 10,2 cm; carton: L: 16,4 cm, LĂ: 11,2 cm, Gr.: 0,1 cm Material: fotografie realizată pe hârtie fotografică subțire lipită pe carton                                                                                    | Cei trei tineri stau pe scaune în jurul mesei pe care sunt puse cănile pentru băutură. Piesele componente ale portului sunt: cămașa albă lungă cu mâneci largi și lungi, pantaloni de culoare închisă, ornamentați; în talie curea lată din piele decorată. Fotografie de atelier cu fundal panou ilustrând interior de locuință și elemente de recuzită (masă, scaune). Pe cartonul pe care este lipită fotografia sunt menționate, în partea de jos, numele fotografului, în stânga [Kamilla Asbóth] și orașul unde a activat atelierul, în dreapta [Hermannstadt]. Pe verso marca atelierului cu 10 medalii și text în limba germană, pe 5 rânduri: "Atelier / Kamilla Asboth / Vormals / Th. Glatz's erben / Hermanstadt". Text de reclamă în limba germană, scris cu culoare maro: "Vervielfaltigung. Vorbehalten. Die Platten werden zu Nachbestellungen aufbewahrt". Carton tipărit la H. K. Krziwanek, Viena. Număr inventar MCPR 204. | Complexul Național Muzeal Astra, Sibiu                                  | Cimec    |
|      | Spadă de călău | Datare: secolul al XVI -lea Școală: Atelier german? Dimensiuni: L = 110 cm , L lamă = 85 cm, l lamă = 7,5 cm, L garda = 19,5 cm; L mâner = 20 cm, D buton = 5 cm; L teacă = 113 cm Material: oțel turnat și bătut, mânerul din lemn este îmbrăcat în piele și înfășurat cu sârmă | Spada de călău are aspectul consacrat al spadelor de execuție, având lama lată care își păstrează aceeași lățime de la vârful rotunjit și până sub gardă, încadrându-se în limitele între care oscilează în general o astfel de spadă. Spre deosebire de majoritatea spadelor de acest fel, spada în discuție nu prezintă acele șențuiri mediane pentru scurgerea sângelui denumite în literatura germană de specialitate "Blutrinne". Ea se îmbină în mod armonios cu teaca din piele maro terminată într-o buterolă de metal. De altfel, una din caracteristicile armelor de execuție este chiar vârful rotunjit (în patru laturi, teșit sau semicircular) neîntâlnit în general la spadele de luptă la care acesta era ascuțit. Garda dublă este formată dintr-una dreaptă de secțiune pătrată în partea centrală evazată spre capetele care se prezintă sub forma unui trunchi de con cu baza mare ca extremitate, și o altă gardă destinată protecției mâinii. Tija mânerului este astfel realizată pentru a putea fi cuprinsă cu două mâini, în așa fel încât lovitura să fie atât de puternică ca să reteze din prima încercare capul condamnatului. Mânerul din lemn este înfășurat cu o sârmă din cupru împletită și se termină într-un buton plin, piriform. Tipul de buton plin echilibra foarte bine spada centrul de greutate căzând pe mijlocul lamei spre vârf. | Muzeul Național Brukenthal, Sibiu                                       | Cimec    |
|      | Măieriță în costum popular de sărbătoare Autor: Asbóth, Kamilla                                                         | Datare: 4/4 sec. XIX Școală: Atelier foto sibian Dimensiuni: L: 9,8 cm; La: 5,7 cm; carton: L: 10,5 cm; La: 6,3 cm Material: fotografie realizată pe hârtie subțire lipită pe carton                                                                                             | Măieriță în port popular de sărbătoare din Sibiu. Costumul este compus din: batic înflorat, cu ciucuri, legat la spate, cămașă cu mâneci largi, ornamentată cu "ciocănele", pieptar înfundat de blană cu broderie motive florale pe piept și pe buzunar, șorț învărgat. La gât poartă șiraguri de mărgele. Fotografie lipită pe carton de culoare crem. Pe verso marca atelierului cu 10 medalii și text în limba germană, pe 5 rânduri: "Atelier / Kamilla Asboth / Vormals / Th. Glatz's erben / Hermanstadt". Text de reclamă în limba germană, scris cu culoare maro: "Vervielfaltigung. Vorbehalten. Die Platten werden zu Nachbestellungen aufbewahrt". Carton tipărit la H. K. Krzuwanek, Viena. Ștampilă Muzeul "Brukenthal" Sibiu / Nr. 288 (cifră scrisă cu cerneală și tăiată). Număr inventar MCPR 145. | Complexul Național Muzeal Astra, Sibiu                                  | Cimec    |
|      | Tânără româncă în costum popular de sărbătoare Autor: Asbóth, Kamilla                                                   | Datare: 4/4 sec. XIX Școală: Atelier foto sibian Dimensiuni: L: 14,6 cm; La: 10,5 cm; carton: L: 16,6 cm; La: 11 cm; Gr: 0,2 cm Material: fotografie realizată pe hârtie subțire lipită pe carton                                                                                | Tânără româncă în costum popular de sărbătoare. Piesele costumului sunt: pe cap pahiol, cămașă cu mâneci lungi foarte largi, terminate cu fodori cu dantelă, ornamentată cu "ciocănele" și "șire", pieptar încheiat, bogat decorat pe piept, poale albe, catrință mărginită cu dantelă. Mâna stângă o ține pe talie, iar în mâna dreaptă are un buchețel de flori. Fotografie de atelier având elemente de recuzită. Imaginea a fost lipită pe carton de culoare neagră. În partea de jos, pe carton, sunt menționate, cu culoare aurie, în limba germană, numele fotografului [Kamilla Asboth] și numele orașului unde a activat atelierul fotografic [Hermannstadt]. Marginile cartonului sunt de culoare aurie. Verso negru, fără însemne de atelier. Lipită hârtie ruptă cu ștampilă incomplet vizibilă "Muzeul "Brukenthal" Sibiu / Nr. 308" (cifră scrisă cu pix și tăiată). Număr inventar MCPR 160. | Complexul Național Muzeal Astra, Sibiu                                  | Cimec    |
|      | Româncă și săsoaică în costume populare de sărbătoare Autor: Asbóth, Kamilla                                            | Datare: 4/4 sec. XIX Școală: Atelier foto sibian Dimensiuni: L: 15,2 cm; La: 10,4 cm; carton: L: 16,5 cm; La: 11,2 cm; Gr: 0,1 cm Material: fotografie realizată pe hârtie subțire lipită pe carton                                                                              | Cele două femei sunt surprinse într-o ipostază tipică pentru fotografia din a doua jumătate a secolul al XIX-lea: au privirea senină, distinsă și ochii plecați. Ambele poartă haine „de duminica” și sunt postate în fața unui panou pictat ce creează iluzia de exterior. Se disting elemente specifice unei atmosfere țărănești: împletituri de paie și vase de ceramică. Săsoaica, așezată pe scaun, este gătită cu vălitură, pieptar împodobit cu motive florale, năframă înflorată prinsă în brâu. Românca poartă pieptar despicat bogat ornamentat, poale albe și lungi, catrințe învărgate. În mană ține un buchețel de flori. Pe cartonul pe care este lipită fotografia sunt menționate, în partea de jos, numele fotografului, în stânga [Kamilla Asbóth] și orașul unde a activat atelierul, în dreapta [Hermannstadt (Sibiu)]. Pe verso: marca atelierului fotografic cu 10 medalioane și text de reclamă în limba germană scris cu culoare maro: [traducere] „Atelier Kamilla Asbóth. Moștenitoarea lui Th. Glatz. Drepturi de multiplicare rezervate. Plăcile se păstrează în scopul unor comenzi ulterioare”. Carton comandat la Lith. K. Krziwanek – Viena. Două ștampile "Director Emil Sigerus"; Ștampilă incomplet vizibilă "Muzeul Brukenthal Sibiu / nr. 316" (cifră scrisă cu cerneală, tăiată); Număr inventar MCPR 169. | Complexul Național Muzeal Astra, Sibiu                                  | Cimec    |
|      | Româncă în port popular de sărbătoare Autor: Asbóth, Kamilla                                                            | Datare: 4/4 sec. XIX Școală: Atelier foto sibian Dimensiuni: L: 15,2 cm; La: 10,2 cm; carton: L: 16,5 cm; La: 11,2 cm; Gr: 0,1 cm Material: fotografie realizată pe hârtie subțire lipită pe carton, pictată ulterior manual                                                     | Româncă în port popular de sărbătoare. Piesele componente ale costumului sunt: pe cap batic înflorat pictat cu albastru, portocaliu și alb; cămașă cu mâneci lungi, terminate cu fodori, decorată cu "ciocănele" și "șire", poale albe lungi, șort înflorat pictat cu roșu; în picioare cizme; la gât poartă șiraguri de mărgele; în mâna stângă ține un pieptar decorat cu motive florale, pictat cu portocaliu deschis, iar în mâna dreaptă ține un buchețel de flori pictate cu portocaliu și albastru și un batic pictat cu roșu închis. Fotografie realizată în atelier având fundal pictat cu nuanțe de galben și portocaliu deschis. Pe cartonul pe care este lipită fotografia sunt menționate, în partea de jos, numele fotografului, în stânga [Kamilla Asbóth] și orașul unde a activat atelierul, în dreapta [Hermannstadt (Sibiu)]. Pe verso marca atelierului cu 10 medalii și text în limba germană, pe 5 rânduri: "Atelier / Kamilla Asboth / Vormals / Th. Glatz's erben / Hermanstadt". Text de reclamă în limba germană, scris cu culoare maro: "Vervielfaltigung. Vorbehalten. Die Platten werden zu Nachbestellungen aufbewahrt". Carton tipărit la H. K. Krziwanek, Viena. Două ștampile "Direktor Emil Sigerus / Hermannstadt". Ștampilă "Muzeul "Brukenthal" Sibiu / Nr. 318/a" (cifră scrisă cu cerneală și tăiată). Număr inventar MCPR 171. | Complexul Național Muzeal Astra, Sibiu                                  | Cimec    |
|      | Româncă în port popular de sărbătoare Autor: Asbóth, Kamilla                                                            | Datare: 4/4 sec. XIX Școală: Atelier foto sibian Dimensiuni: L: 14,4 cm; La: 10,4 cm; carton: L: 16,4 cm; La: 11,2 cm; Gr: 0,1 cm Material: fotografie realizată pe hârtie subțire lipită pe carton                                                                              | Româncă în port popular de sărbătoare. Piesele componente ale costumului sunt: pe cap batic înflorat; cămașă cu mâneci lungi, terminate cu fodori, decorată cu "ciocănele" și "șire", poale albe lungi, șort înflorat; în picioare cizme; la gât poartă șiraguri de mărgele; în mâna stângă ține un pieptar decorat cu motive florale iar în mâna dreaptă ține un buchețel de flori și un batic. Fotografie realizată în atelier având fundal panou și elemente de recuzită. Pe cartonul pe care este lipită fotografia sunt menționate, în partea de jos, numele fotografului, în stânga [Kamilla Asbóth] și orașul unde a activat atelierul, în dreapta [Hermannstadt]. Pe verso marca atelierului cu 10 medalii și text în limba germană, pe 5 rânduri: "Atelier / Kamilla Asboth / Vormals / Th. Glatz's erben / Hermanstadt". Text de reclamă în limba germană, scris cu culoare maro: "Vervielfaltigung. Vorbehalten. Die Platten werden zu Nachbestellungen aufbewahrt". Carton tipărit la H. K. Krziwanek, Viena. Ștampilă "Direktor Emil Sigerus / Hermannstadt". Ștampilă "Muzeul "Brukenthal" Sibiu / Nr. 318/b" (cifră scrisă cu cerneală și tăiată). Număr inventar MCPR 172. | Complexul Național Muzeal Astra, Sibiu                                  | Cimec    |
|      | Preot român salutat de copii Autor: Asbóth, Kamilla                                                                     | Datare: 4/4 sec. XIX Școală: Atelier foto sibian Dimensiuni: L: 13,9 cm; La: 10,2 cm; carton: L: 16,5 cm; La: 11,2 cm; Gr: 0,1 cm Material: fotografie realizată pe hârtie subțire lipită pe carton                                                                              | Preot român salutat de copii. Piesele ce compun costumele celor trei sunt: pălării negre cu boruri largi (pe cap la preot, cei doi copii le țin în mâini), cămăși cu poale, haine cu mâneci lungi, pantaloni din postav, strânși pe picior. Preotul este încălțat cu ghete iar copii sunt desculți. Fotografie realizată în fața troiței din Galeș, județul Sibiu. Pe cartonul crem pe care este lipită fotografia sunt menționate, în partea de jos, numele fotografului, în stânga [Kamilla Asbóth] și orașul unde a activat atelierul, în dreapta [Hermannstadt]. Pe verso marca atelierului cu 10 medalii și text în limba germană, pe 5 rânduri: "Atelier / Kamilla Asboth / Vormals / Th. Glatz's erben / Hermanstadt". Text de reclamă în limba germană, scris cu culoare maro: "Vervielfaltigung. Vorbehalten. Die Platten werden zu Nachbestellungen aufbewahrt". Carton tipărit la H. K. Krziwanek, Viena. Două ștampile "Direktor Emil Sigerus / Hermannstadt". Ștampilă incomplet vizibilă "Muzeul "Brukenthal" Sibiu / Nr. 317" (cifră scrisă cu cerneală și tăiată). Număr inventar MCPR 170. | Complexul Național Muzeal Astra, Sibiu                                  | Cimec    |
|      | Cioban Autor: Asbóth, Kamilla                                                                                           | Datare: 4/4 sec. XIX Școală: Atelier foto sibian Dimensiuni: L: 14,4 cm; La: 10,3 cm; carton: L: 16,4 cm; La: 11,2 cm; Gr: 0,1 cm Material: fotografie realizată pe hârtie subțire lipită pe carton                                                                              | Cioban din Poiana Sibiului îmbrăcat cu cămașă bărbătească, pieptar înfundat din piele și cojoc de blană. Pe cartonul crem pe care este lipită fotografia sunt menționate, în partea de jos, numele fotografului, în stânga [Kamilla Asbóth] și orașul unde a activat atelierul, în dreapta [Hermannstadt]. Pe verso marca atelierului cu 10 medalii și text în limba germană, pe 5 rânduri: "Atelier / Kamilla Asboth / Vormals / Th. Glatz's erben / Hermanstadt". Text de reclamă în limba germană, scris cu culoare maro: "Vervielfaltigung. Vorbehalten. Die Platten werden zu Nachbestellungen aufbewahrt". Carton tipărit la H. K. Krziwanek, Viena. Două ștampile "Direktor Emil Sigerus / Hermannstadt". Ștampilă incomplet vizibilă "Muzeul "Brukenthal" Sibiu / Nr. 320/b" (cifră scrisă cu cerneală și tăiată). Număr inventar MCPR 174. | Complexul Național Muzeal Astra, Sibiu                                  | Cimec    |
|      | Două românce în costume populare de sărbătoare Autor: Asbóth, Kamilla                                                   | Datare: 4/4 sec. XIX Școală: Atelier foto sibian Dimensiuni: L: 15,2 cm; La: 10,5 cm; carton: L: 16,4 cm; La: 11,2 cm; Gr: 0,1 cm Material: fotografie realizată pe hârtie subțire lipită pe carton                                                                              | Două românce în costume populare de sărbătoare. Costumele celor două femei sunt compuse din: pe cap pahiol; cămașă albă cu mâneci lungi terminate cu fodori, brodate cu "ciocănele" și "șire", poale lungi albe, șorț cu vărguțe în partea de jos și terminat cu ciucuri, la mijloc cordon. Femeia din dreapta imaginii poartă pieptar de blană ornamentat cu motive florale; în mâna stângă ține un buchețel de flori, iar mâna dreaptă o ține pe umărul celeilalte femei. Femeia din partea stângă a imaginii poartă pe umeri o haină cu mâneci lungi; în mâna stângă ține o traistă (?) rulată. Fotografie realizată în atelier având elemente de recuzită. Pe cartonul crem pe care este lipită fotografia sunt menționate, în partea de jos, numele fotografului, în stânga [Kamilla Asbóth] și orașul unde a activat atelierul, în dreapta [Hermannstadt]. Pe verso marca atelierului cu 10 medalii și text în limba germană, pe 5 rânduri: "Atelier / Kamilla Asboth / Vormals / Th. Glatz's erben / Hermanstadt". Text de reclamă în limba germană, scris cu culoare maro: "Vervielfaltigung. Vorbehalten. Die Platten werden zu Nachbestellungen aufbewahrt". Carton tipărit la H. K. Krziwanek, Viena. Două ștampile "Direktor Emil Sigerus / Hermannstadt". Număr inventar MCPR 175. | Complexul Național Muzeal Astra, Sibiu                                  | Cimec    |
|      | Cioban și copil cântând din fluier Autor: Asbóth, Kamilla                                                               | Datare: 4/4 sec. XIX Școală: Atelier foto sibian Dimensiuni: L: 13,2 cm; La: 9,8 cm; carton: L: 16,6 cm; La: 11,2 cm; Gr: 0,1 cm Material: fotografie realizată pe hârtie subțire lipită pe carton                                                                               | Cioban și copil îmbrăcați în costume specifice: căciulă de blană, cămăși albe cu mâneci largi și lungi, vestă din blană (bărbat) și cojoc din blană cu mâneci lungi (copil), pantaloni din postav, strânși pe picior, opinci (bărbat). Copilul stă pe jos, lângă un câine de culoare albă, cântând din fluier. Bărbatul se sprijină pe o bâtă de lemn. Fotografie realizată în atelier având elemente de recuzită. Pe cartonul crem pe care este lipită fotografia sunt menționate, în partea de jos, numele fotografului, în stânga [Kamilla Asbóth] și orașul unde a activat atelierul, în dreapta [Hermannstadt]. Pe verso marca atelierului cu 10 medalii și text în limba germană, pe 5 rânduri: "Atelier / Kamilla Asboth / Vormals / Th. Glatz's erben / Hermanstadt". Text de reclamă în limba germană, scris cu culoare maro: "Vervielfaltigung. Vorbehalten. Die Platten werden zu Nachbestellungen aufbewahrt". Carton tipărit la H. K. Krziwanek, Viena. Ștampilă "Direktor Emil Sigerus / Hermannstadt". Ștampilă incomplet vizibilă "Muzeul "Brukenthal" Sibiu / Nr. 323/a" (cifră scrisă cu cerneală și tăiată). Număr inventar MCPR 177. | Complexul Național Muzeal Astra, Sibiu                                  | Cimec    |
|      | Româncă îmbrăcată în port popular de sărbătoare Autor: Asbóth, Kamilla                                                  | Datare: 4/4 sec. XIX Școală: Atelier foto sibian Dimensiuni: L: 14,2 cm; La: 10 cm; carton: L: 16,3 cm; La: 11,2 cm; Gr: 0,1 cm Material: fotografie realizată pe hârtie subțire lipită pe carton                                                                                | Româncă îmbrăcată în costum de sărbătoare din zona Sibiu. Piesele care compun portul popular sunt: pe cap batic înflorat cu ciucuri, legat la spate; cămașă albă cu mâneci lungi, largi; pieptar bogat ornamentat cu motive florale; poale albe și lungi; șorț cu ciucuri în partea de jos; cizme negre. Sub brațul drept ține un mănunchi de spice iar în mână are o secere și un coșuleț împletit. Mâna stângă o ține în talie. Fotografie de atelier având elemente de recuzită (trunchi de copac, urcior, mătură de curte, scaun) și fundal panou. Pe cartonul pe care este lipită fotografia sunt menționate, în partea de jos, numele fotografului, în stânga [Kamilla Asbóth] și orașul unde a activat atelierul, în dreapta [Hermannstadt]. Pe verso marca atelierului cu 10 medalii și text în limba germană, pe 5 rânduri: "Atelier / Kamilla Asboth / Vormals / Th. Glatz's erben / Hermanstadt". Text de reclamă în limba germană, scris cu culoare maro: "Vervielfaltigung. Vorbehalten. Die Platten werden zu Nachbestellungen aufbewahrt". Carton tipărit la H. K. Krziwanek, Viena. Două ștampile "Direktor Emil Sigerus / Hermannstadt". Ștampilă incomplet vizibilă "Muzeul "Brukenthal" Sibiu / Nr. 329" (cifră scrisă cu cerneală și tăiată). Însemnare manuscrisă în partea stângă, sus, "Pr. 329" subliniată cu albastru și roșu. Număr inventar MCPR 184. | Complexul Național Muzeal Astra, Sibiu                                  | Cimec    |
|      | Doi copii în costume specifice Autor: Asbóth, Kamilla                                                                   | Datare: 4/4 sec. XIX Școală: Atelier foto sibian Dimensiuni: L: 14,4 cm; La: 10 cm; carton: L: 16,6 cm; La: 11,1 cm; Gr: 0,1 cm Material: fotografie realizată pe hârtie subțire lipită pe carton                                                                                | Cei doi copii stau așezați pe o bancă de lemn, în fața intrării în casă. Băiatul din stânga imaginii poartă pe cap pălărie cu boruri largi întoarse, cămașă cu mâneci lungi și largi, pieptar înfundat de piele, pantaloni din postav strânși pe picior, opinci. Băiatul din dreapta imaginii are pe cap căciulă de blană, cojoc de blană cu mâneci lungi, pantaloni din postav, ghete; sub brațul drept ține o bâtă de lemn; în mâini are un fluier din care cântă. Fotografie realizată în curtea casei având elemente de recuzită: bancă, vas de lemn. Pe cartonul pe care este lipită fotografia sunt menționate, în partea de jos, numele fotografului, în stânga [Kamilla Asbóth] și orașul unde a activat atelierul, în dreapta [Hermannstadt]. Pe verso marca atelierului cu 10 medalii și text în limba germană, pe 5 rânduri: "Atelier / Kamilla Asboth / Vormals / Th. Glatz's erben / Hermanstadt". Text de reclamă în limba germană, scris cu culoare maro: "Vervielfaltigung. Vorbehalten. Die Platten werden zu Nachbestellungen aufbewahrt". Carton tipărit la H. K. Krziwanek, Viena. Două ștampile "Direktor Emil Sigerus / Hermannstadt". Ștampilă incomplet vizibilă "Muzeul "Brukenthal" Sibiu / Nr. 324" (cifră scrisă cu cerneală și tăiată). Număr inventar MCPR 179. | Complexul Național Muzeal Astra, Sibiu                                  | Cimec    |
|      | Tânără în costum românesc de sărbătoare Autor: Asbóth, Kamilla                                                          | Datare: 4/4 sec. XIX Școală: Atelier foto sibian Dimensiuni: L: 14,5 cm; La: 10,4 cm; carton: L: 16,5 cm; La: 11,3 cm; Gr: 0,1 cm Material: fotografie realizată pe hârtie subțire lipită pe carton, pictată ulterior manual                                                     | Româncă îmbrăcată în port popular de sărbătoare. Costumul este compus din: batic înflorat legat la spate, cu ciucuri pe margini, pictat ulterior cu albastru închis, cămașă albă cu mâneci lungi și largi, ornamentate cu "ciocănele" și "șire", pieptar de piele, bogat decorat pe piepți, poale albe și lungi, șorț cu dantelă pe margini; la gât poartă șiraguri de mărgele. Femeia este așezată pe un soclu de piatră acoperit cu o textilă de interior, învărgată. În mâini ține un buchet de floricele. Fotografie realizată în interiorul atelierului având elemente de recuzită. Pe cartonul crem pe care este lipită fotografia sunt menționate, în partea de jos, numele fotografului, în stânga [Kamilla Asbóth] și orașul unde a activat atelierul, în dreapta [Hermannstadt]; la mijloc apare ștampila pe două rânduri "Emil Sigerus / Hermannstadt". Pe verso marca atelierului cu 10 medalii și text în limba germană, pe 5 rânduri: "Atelier / Kamilla Asboth / Vormals / Th. Glatz's erben / Hermanstadt". Text de reclamă în limba germană, scris cu culoare maro: "Vervielfaltigung. Vorbehalten. Die Platten werden zu Nachbestellungen aufbewahrt". Carton tipărit la H. K. Krziwanek, Viena. Ștampilă "Emil Sigerus / Hermannstadt". Două ștampile "Direktor Emil Sigerus / Hermannstadt". Ștampilă incomplet vizibilă "Muzeul "Brukenthal" Sibiu / Nr. 325" (cifră scrisă cu cerneală și tăiată). Număr imprimat cu negru la mijlocul cartonului: 230897. Însemnare manuscrisă cu cerneală albastră în colțul din stânga, sus, "Pr. 325" subliniată cu albastru și roșu. Număr inventar MCPR 180. | Complexul Național Muzeal Astra, Sibiu                                  | Cimec    |
|      | Trei ciobani stând de vorbă Autor: Asbóth, Kamilla                                                                      | Datare: 4/4 sec. XIX Școală: Atelier foto sibian Dimensiuni: L: 14 cm; La: 9,5 cm; carton: L: 16,2 cm; La: 11,2 cm; Gr: 0,1 cm Material: fotografie realizată pe hârtie subțire lipită pe carton                                                                                 | Cei trei ciobani stau de vorbă lângă o casă din lemn. Toți sunt îmbrăcați în costume specifice ciobanilor. Fotografia a fost realizată în exteriorul atelierului fotografic. Pe cartonul pe care este lipită fotografia sunt menționate, în partea de jos, cu maro închis, numele fotografului, în stânga [Kamilla Asbóth] și orașul unde a activat atelierul, în dreapta [Hermannstadt]. Pe verso marca atelierului cu 10 medalii și text în limba germană, pe 5 rânduri: "Atelier / Kamilla Asboth / Vormals / Th. Glatz's erben / Hermanstadt". Text de reclamă în limba germană, scris cu culoare maro: "Vervielfaltigung. Vorbehalten. Die Platten werden zu Nachbestellungen aufbewahrt". Carton tipărit la H. K. Krziwanek, Viena. Ștampilă "Direktor Emil Sigerus / Hermannstadt". Ștampilă incomplet vizibilă "Muzeul "Brukenthal" Sibiu / Nr. 326" (cifră scrisă cu cerneală și tăiată). Însemnare manuscrisă în colțul din stânga sus, "Pr. 326" subliniat cu culoare roșie. Număr inventar MCPR 181. | Complexul Național Muzeal Astra, Sibiu                                  | Cimec    |
|      | Vânzătoare de fragi Autor: Asbóth, Kamilla                                                                              | Datare: 4/4 sec. XIX Școală: Atelier foto sibian Dimensiuni: L: 14 cm; La: 10,2 cm; carton: L: 16,7 cm; La: 11,2 cm; Gr: 0,1 cm Material: fotografie realizată pe hârtie subțire lipită pe carton, pictată ulterior manual                                                       | Vânzătoare de fragi îmbrăcată în haine de lucru: pălărie cu boruri largi, batic pictat manual cu albastru închis, cămașă albă, haină cu mâneci lungi, ruptă în câteva locuri, șorț; pe mâna stângă ține un coș împletit din nuiele în care se văd frunze ce acoperă coșul. Trăsăturile feței sunt pictate manual cu nuanțe de roz. Pe cartonul pe care este lipită fotografia sunt menționate, în partea de jos, numele fotografului, în stânga [Kamilla Asbóth] și orașul unde a activat atelierul, în dreapta [Hermannstadt]. Pe verso marca atelierului cu 10 medalii și text în limba germană, pe 5 rânduri: "Atelier / Kamilla Asboth / Vormals / Th. Glatz's erben / Hermanstadt". Text de reclamă în limba germană, scris cu culoare maro: "Vervielfaltigung. Vorbehalten. Die Platten werden zu Nachbestellungen aufbewahrt". Carton tipărit la H. K. Krziwanek, Viena. Două ștampile "Direktor Emil Sigerus / Hermannstadt". Ștampilă incomplet vizibilă "Muzeul "Brukenthal" Sibiu / Nr. 327" (cifră scrisă cu cerneală și tăiată). Însemnare manuscrisă în partea stângă, sus, "Pr. 327" subliniată cu culoare roșie. Număr inventar MCPR 182. | Complexul Național Muzeal Astra, Sibiu                                  | Cimec    |
|      | Matriță de medalie | Datare: 1903 Școală: Atelier sibian Dimensiuni: D: 4,5 cm; I: 4,1 cm Material: oțel | Matriță rotundă din oțel pentru medalie (revers) de premiere la expoziția industrială a meseriașilor din 1903 din Sibiu. În câmp textul și data pe șase rânduri orizontale, unul din ele la mijloc pe o bandă ce trece deasupra unei ramuri de laur: PREIS / VON DER / LOKALASSTELLUNG / HERMANNSTAEDTER / GEWERBETREIBENDER / 1903 (Premiu de la expoziția locală a meseriașilor sibieni 1903). | Muzeul Național Brukenthal, Sibiu                                       | Cimec    |
|      | Matriță de medalie | Datare: 1903 Școală: Atelier sibian Dimensiuni: D: 4,5 cm; I: 3,5 cm Material: oțel | Matriță rotundă din oțel pentru medalie (avers) de premiere la expoziția industrială a meseriașilor din 1903, din Sibiu. În câmp, pe un postament, o figură feminină într-o rochie cu falduri bogate, șezând spre stânga, ține mâna dreaptă pe coroana cu trei fleuroane și două perle ce timbrează scutul cu armele Sibiului, iar în mâna stîngă ține o carte deschisă. Circular inscripția: VOM BÜRGER UND GEWERBEVEREIN ZU HERMANNSTADT (De la cetățenii și Asociația meseriașilor din Sibiu). | Muzeul Național Brukenthal, Sibiu                                       | Cimec    |
|      | Matriță de medalie | Datare: 1869 Școală: Atelier sibian Dimensiuni: D: 4,5 cm; I: 3,2 cm Material: oțel | Matriță rotundă din oțel pentru medalia (revers) de premiere de la prima expoziție industrială a meseriașilor din Sibiu, din 1869. În câmp o cunună de lauri, circular inscripția între două cercuri liniare: * PREISS ZU ERKENNUNG VON DER GEWERBE AUSSTELLUNG 1869 (Premiere la expoziția industrială 1869). | Muzeul Național Brukenthal, Sibiu                                       | Cimec    |
|      | Matriță de medalie Autor: Bernsee                                                                                       | Datare: sec.XIX Școală: Atelier sibian Dimensiuni: D: 5,6 cm; I: 2,8 cm Material: oțel | Matriță rotundă pentru medalie (avers) de premiere la o expoziție industrială a meseriașilor din Sibiu. Pe o terasă, un soclu în trunchi de piramidă pe care e deviza asociației meseriașilor, deasupra un stup de albine cu un roi în zbor. În stânga soclului un arbust, în dreapta o floare. La baza soclului un opaiț, iar în în stânga numele gravorului. Pe soclu:FLEISS UND BETRIEBSAMKEIT, iar sub terasă VOM BÜRG: GEWERBSVEREIN / ZU / HERMANNSTADT (Dew la asociația cetățenilor și meseriașilor din Sibiu). | Muzeul Național Brukenthal, Sibiu                                       | Cimec    |
|      | Bătrân în port popular românesc Autor: Fischer, Emil                                                                    | Datare: 1897-1900 Școală: Fischer Dimensiuni: fotografie: L: 8,8cm; LĂ: 6,3 cm; carton: L:10,4 cm; LĂ: 6,7cm; Gr: 8,1 cm Material: Fotografie realizată pe hârtie subțire lipită pe carton                                                                                       | Bătrân îmbrăcat în port popular de sărbătoare din Marginimea Sibiului. Costumul este compus din: cămașă bărbătească, pieptar descheiat, bogat decorat pe piept, haină din piele cu mâneci lungi; pe cap poartă căciulă de blană neagră. Pe cartonul pe care a fost lipită fotografia este menționat, pe mijloc, cu culoare aurie numele fotografului (Emil Fischer). Pe verso apar marca atelierului și text de reclamă în limba germană. "Fotografisches Atelieri Emil Fischer, Hermannstadt, Grosser Ring no. 16. Specialitat in Kinder-und Gruppenautnahmen. Vergrosserungen nach jedem Blide nach in Platinausfuhrung. Die Platten bleiben fur Nachbestellungen aufbewahrt. No…" Însemnare manuscrisă în colțul din stânga sus "309"; Ștampilă "Muzeul Brukenthal, nr. 309"; număr inventar MCPR 161. | Complexul Național Muzeal Astra, Sibiu                                  | Cimec    |
|      | Tânără în port popular săsesc de sărbătoare din zona Sibiu Autor: Fischer, Emil                                         | Datare: 1897-1900 Școală: Fischer Dimensiuni: fotografie: L: 14,6 cm, LĂ: 10,5 cm; carton: L: 16,4 cm, LĂ: 11 cm, Gr.: 0,1 cm Material: fotografie imprimată pe hârtie subțire lipită pe carton                                                                                  | Tânără în port popular săsesc de sărbătoare din zona Sibiu. Costumul este compus din: pe cap panglică brodată cu motive florale, cămașă albă cu mâneci lungi și largi, ornamentată pe piept cu două linii verticale de motive florale, cordon cu aplicații metalice, la gât poartă șiraguri de mărgele, pe piept are pafta prinsă cu ajutorul unor panglici ornamentate bogat cu motive florale; în talie se observă baticul prins la brâu. Pe carton, la mijloc, în partea de jos, cu culoare aurie este imprimat numele fotografului [Emil Fischer]. Pe verso apare text de reclamă scris cu culoare verde, în limba germană: "Fotografisches Atelieri Emil Fischer, Hermannstadt, Grosser Ring no. 16. Specialitat in Kinder-und Gruppenautnahmen. Vergrosserungen nach jedem Bilde nach in Platinausfuhrung. Die Platten bleiben fur Nachbestellungen aufbewahrt. No…"] Ștampilă cu text de reclamă, pe trei rânduri: ["Vom 1 September 1900 im neuerbauten atelier Heltauerg sse. No 5. Transilvania Gebaund (vis a vis Hotel Romischer Kaiser)"]. Îștampilă "Muzeul "Brukenthal" Sibiu, Nr…" Număr inventar MCPR 1169. | Complexul Național Muzeal Astra, Sibiu                                  | Cimec    |
|      | Grup de țărani îmbrăcați în costume populare din zona Mărginimii Sibiului Autor: Fischer, Emil (atribuit)               | Datare: 1897-1900 Școală: Fischer Dimensiuni: fotografie: L: 14,7 cm, LĂ: 10,2 cm; carton: L: 16,5 cm, LĂ: 11,8 cm, Gr.: 0,1 cm. Material: fotografie imprimată pe hârtie subțire lipită pe carton                                                                               | Grup compus din 6 bărbați și 7 tinere îmbrăcați în costume populare de sărbătoare din Mărginimea Sibiului. Fotografie de atelier cu elemente de recuzită și panou pictat. Pe verso însemnare manuscrisă în colțul din stânga jos, cu cerneală albastră și număr subliniat cu roșu "Pr. 298"; Ștampilă "Direktor Emil Sigerus. Hermannstadt". Ștampilă Muzeul Brukenthal nr. 298. Număr inventar MCPR 154. | Complexul Național Muzeal Astra, Sibiu                                  | Cimec    |
|      | Româncă în port popular de sărbătoare Autor: Fischer, Emil                                                              | Datare: 1897-1900 Școală: Fischer Dimensiuni: fotografie: L: 14,5 cm, LĂ: 10,4 cm; carton: L: 16,5 cm, LĂ: 10,8 cm, Gr.: 0,1 cm. Material: fotografie imprimată pe hârtie subțire lipită pe carton                                                                               | Româncă în port popular de sărbătoare din Săliște. Costumul este compus din: pe cap are pahiol; iie albă cu beată brodată pe piept, cu mâneci lungi decorate cu altițe peste umăr, iar în lungul mânecilor cu rânduri de ciocănele, pieptar din piele descheiat ornamentat cu broderie și aplicații cu ciucuri de mătase la guler, poale, catrință cu dantelă pe margini. În mâna stângă ține o batistă brodată cu motive florale. Fotografie de atelier cu elemente de recuzită - plante cățărătoare și gard confecționat din lemn. Pe carton, în partea de jos, cu culoare aurie sunt menționate, în partea stângă, numele fotografului [Emil Fischer] și în partea dreaptă numele german al orașului unde a activat atelierul fotografic [Hermannstadt]. Pe verso apare marca atelierului și text de reclamă în limba germană. "Fotografisches Atelieri Emil Fischer, Hermannstadt, Grosser Ring no. 16. Specialitat in Kinder-und Gruppenautnahmen. Vergrosserungen nach jedem Bilde nach in Platinausfuhrung. Die Platten bleiben fur Nachbestellungen aufbewahrt. No…". Însemnare manuscrisă în colțul din stânga jos, cu cerneală albastră Pr. 304; Ștampilă "Direktor Emil Sigerus. Hermannstadt". Număr inventar MCPR 157. | Complexul Național Muzeal Astra, Sibiu                                  | Cimec    |
|      | Româncă în port popular de sărbătoare Autor: Fischer, Emil                                                              | Datare: 1897-1900 Școală: Fischer Dimensiuni: fotografie: L: 14,7 cm, LĂ: 10,2 cm; carton: L: 16,4 cm, LĂ: 10,8 cm, Gr.: 0,1 cm Material: fotografie imprimată pe hârtie subțire lipită pe carton                                                                                | Româncă în port popular de sărbătoare din Săliște. Costumul este compus din: pe cap are pahiol; iie albă cu beată brodată pe piept, cu mâneci lungi decorate cu altițe peste umăr, pieptar din piele descheiat ornamentat cu broderie și aplicații cu ciucuri de mătase la guler. Pe carton, în partea de jos, cu culoare aurie este menționat, în partea centrală, numele fotografului [Emil Fischer]. Pe verso apare marca atelierului și text de reclamă în limba germană. "Fotografisches Atelieri Emil Fischer, Hermannstadt, Grosser Ring no. 16. Specialitat in Kinder-und Gruppenautnahmen. Vergrosserungen nach jedem Bilde nach in Platinausfuhrung. Die Platten bleiben fur Nachbestellungen aufbewahrt. No…" Însemnare manuscrisă în colțul din stânga jos, cu cerneală albastră "Pr. 305"; Ștampilă "Direktor Emil Sigerus. Hermannstadt". Număr inventar MCPR 159. | Complexul Național Muzeal Astra, Sibiu                                  | Cimec    |
|      | Tânără în costum popular maghiar de sărbătoare Autor: Fischer, Emil (atribuit)                                          | Datare: 1900-1918 Școală: Fischer Dimensiuni: fotografie: L: 15 cm, LĂ: 9,3 cm; carton: L: 16 cm, LĂ: 10,2 cm, Gr: 0,1 cm. Material: fotografie realizată pe hârtie subțire lipita pe carton                                                                                     | Tânără fată în port popular maghiar de sărbătoare (zona Calata?): pe cap poartă "parta", bogat ornamentată cu mărgele și paiete strălucitoare, la spate cu panglici, cămașă încrețită la gât având gulerul și manșetele mânecilor ornamentate, cămașa este brodată pe umeri, fusta plisată mărunt, șorț plisat legat în față, bogat decorat cu motive florale și geometrice; la gât are mărgele; pe mână are o podoabă în formă de ciucuri mari (numită "coadă de cal") făcută din mătase și mărgele. Fotografie de atelier redând un interior de locuință; elemente de recuzită pentru decor: scaun. Pe verso: ștampilă "Direktor Emil Sigerus / Hermannstadt"; Număr de inventar MCPR 647. Imagine identică - nr. inv. 57 | Complexul Național Muzeal Astra, Sibiu                                  | Cimec    |
|      | Tânără în port popular săsesc de sărbătoare din zona Sibiu Autor: Fischer, Emil                                         | Datare: 1897-1900 Școală: Fischer Dimensiuni: fotografie: L: 14,8 cm, LĂ: 10,5 cm; carton: L: 16,5 cm, LĂ: 10,8 cm, Gr.: 0,1 cm. Material: fotografie imprimată pe hârtie subțire lipită pe carton                                                                               | Portul popular săsesc de sărbătoare din zona Sibiu cuprinde următoarele elemente: pe cap poartă borten, un cilindru de catifea neagră cu panglici lungi până la glesne, ornamentate bogat cu motive florale, cămașă albă cu mâneci largi, pieptar, fustă de culoare neagră, șorț alb încrețit în talie, brodat în negru cu motive florale în partea de jos, în picioare are ghete negre. Lângă tânăra fată se găsește un scaun cu spătar ornamentat (în partea dreaptă a imaginii) și o masă acoperită cu un ștergar vărgat, ornamentat cu motive geometrice (în partea dreaptă a imaginii). Pe carton, în partea de jos, cu culoare aurie sunt menționate, în partea stângă, numele fotografului [Emil Fischer] și în partea dreaptă numele german al orașului unde a activat atelierul fotografic [Hermannstadt]. Pe verso apar marca atelierului și text de reclamă în limba germană. "Fotografisches Atelieri Emil Fischer, Hermannstadt, Grosser Ring no. 16. Specialitat in Kinder-und Gruppenautnahmen. Vergrosserungen nach jedem Bilde nach in Platinausfuhrung. Die Platten bleiben fur Nachbestellungen aufbewahrt. No..." Ștampilă cu text pe două rânduri "Emil Sigerus, Hermannstat". Număr de inventar MCPR 662. | Complexul Național Muzeal Astra, Sibiu                                  | Cimec    |
|      | Două fetițe îmbrăcate în costume de lucru Autor: Fischer, Emil                                                          | Datare: 1906 - 1925 Școală: Fischer Dimensiuni: fotografie: L: 17,2 cm, LĂ: 12,2 cm; carton: L: 28 cm, LĂ: 21,9 cm, Gr.: 0,1 cm Material: fotografie imprimată pe hârtie subțire lipită pe carton                                                                                | Două fetițe îmbrăcate, la fel, în costume de lucru compuse din: rochiță tip sarafan, încrețită în talie, cămașă decorată pe umăr, cu mâneci largi, treisfert, strânse la cot cu fodori terminați cu dantelă; în picioare au ghete. Cele două fetițe se țin de mâini și au fost surprinse de fotograf în mediu natural. Fotografia a fost lipită pe carton de culoare verde închis fiind încadrată de jur împrejur de două linii subțiri de culoare albă. Tot pe carton, în partea stângă, sub fotografie este lipit timbru: "Emil Fischer / Hoffotograf / Hermannstadt". Versoul fotografiei este fără însemnări sau mărci. Număr de inventar MCPR 1413. | Complexul Național Muzeal Astra, Sibiu                                  | Cimec    |
|      | Grup de români în costume populare de sărbătoare Autor: Fischer, Emil                                                   | Datare: 1897-1900 Școală: Fischer Dimensiuni: fotografie: L: 13,7 cm, LĂ: 9,5 cm; carton: L: 16,6 cm, LĂ: 10,7 cm, Gr.: 0,1 cm. Material: fotografie imprimată pe hârtie subțire lipită pe carton                                                                                | Grup compus din trei femei și doi bărbați îmbrăcați în costume populare de sărbătoare din localitatea Săliște, județul Sibiu. Cele trei femei stau așezate pe scaune și au costumele compuse din următoarele piese: pe cap pahiol, cămașă albă cu mâneci largi terminate cu fodori, ornamentate pe umeri cu "râuri" negre și în lungimea lor cu "ciocănele" și "râuri" negre, pieptare spintecate ornamentate cu motive florale și piele subțire, la gură cu ciucuri, poale albe cu tiv din dantelă, șorțuri închise la culoare cu margini împodobite cu dantelă neagră, terminate la marginea de jos cu ciucuri, în picioare pantofi negri. Femeile așezate în centru și în partea stângă a imaginii se țin de mâini iar cea din partea dreaptă este așezată în profil având în mâini trei flori. Costumele celor doi bărbați sunt compuse din: cămăși cu "barbi" așezați sub gură și mâneci largi, pantaloni din pănură albă, strânși pe picior, curea lată de pilele (la bărbatul din partea dreaptă), vestă (la bărbatul din partea stângă). Fotografie realizată în interiorul atelierului fotografic având fundal pictat și elemente de recuzită. Imaginea a fost lipită pe passe-partout de culoare verde închis. În partea de jos, pe carton, apar marca monogramă a atelierului, numele atelierului și adresa unde a funcționat atelierul, scrisă cu culoare aurie în limba germană. Pe verso urme de lipire/dezlipire de pe un alt suport. Ștampilă Muzeul "Brukenthal" Sibiu, Nr. 547 (cifră scrisă în creion). Număr inventar MCPR 1660. | Complexul Național Muzeal Astra, Sibiu                                  | Cimec    |
|      | Grup de români îmbrăcați în costume populare de sărbătoare Autor: Fischer, Emil                                         | Datare: 1897-1900 Școală: Atelier Fischer; atelier sibian Dimensiuni: fotografie: L: 13,7 cm, LĂ: 9,5 cm; carton: L: 16,7 cm, LĂ: 10,7 cm, Gr.: 0,1 cm. Material: fotografie imprimată pe hârtie subțire lipită pe carton                                                        | Grup compus din doi bărbați, o femeie și un băiețel îmbrăcați în costume populare de sărbătoare din Mărginimea Sibiului. Femeia este așezată pe scaun, în partea dreaptă a imaginii și are costumul compuse din următoarele piese: pe cap cârpă neagră, cămașă albă cu mâneci largi terminate cu fodori, ornamentate pe umeri, pieptar ornamentat cu motive florale, poale albe, șorț terminat la marginea de jos cu ciucuri, în picioare pantofi negri. Femeia îl are lângă ea pe băiețel, portul său fiind compus din: pălărie cu boruri late pe cap, cămașă lungă albă, vestă cu nasturi, ghete. Băiețelul îl ține de mână pe unu dintre cei doi bărbați. Costumele bărbaților sunt aproximativ identice și se compun din: căciuli înalte de blană pe cap, cămăși cu mâneci lungi și largi, pantaloni din pănură albă, strânși pe picior, veste cu două rânduri de nasturi, cizme. Fotografie realizată în interiorul atelierului fotografic având fundal pictat și elemente de recuzită. Imaginea a fost lipită pe passe-partout de culoare verde închis. În partea de jos, pe carton, apar marca monogramă a atelierului, numele atelierului și adresa unde a funcționat atelierul, scrisă cu culoare aurie în limba germană. Pe verso urme de lipire/dezlipire de pe un alt suport. Ștampilă Muzeul "Brukenthal" Sibiu, Nr. 548 (cifră scrisă cu pix și tăiată). Număr inventar MCPR 1661. | Complexul Național Muzeal Astra, Sibiu                                  | Cimec    |
|      | Grup de țărani îmbrăcați în costume populare din zona Mărginimii Sibiului Autor: Fischer, Emil                          | Datare: 1897-1900 Școală: Fischer Dimensiuni: fotografie: L: 14,7 cm, LĂ: 10,2 cm; carton: L: 16,3 cm, LĂ: 11 cm, Gr.: 0,1 cm. Material: fotografie imprimată pe hârtie subțire lipită pe carton                                                                                 | Grup compus din 6 bărbați și 7 tinere îmbrăcați în costume populare de sărbătoare din Mărginimea Sibiului. Fotografie de atelier cu elemente de recuzită și panou pictat. Pe carton, în partea de jos, cu culoare aurie este menționat, în partea centrală, numele fotografului [Emil Fischer]. Pe verso apare marca atelierului și text de reclamă în limba germană. "Fotografisches Atelieri Emil Fischer, Hermannstadt, Grosser Ring no. 16. Specialitat in Kinder-und Gruppenautnahmen. Vergrosserungen nach jedem Bilde nach in Platinausfuhrung. Die Platten bleiben fur Nachbestellungen aufbewahrt. No…" Ștampilă pe trei rânduri incomplet vizibilă din cauza lipirii/dezlipirii de pe un alt suport: "Vom 1 September 1900 im neuerbaut… / …auerg sse No 5 Tran… / … a vis Hotel Romisch… ". Ștampilă Muzeul Brukenthal nr. 549 (cifră scrisă cu pix și tăiată). Număr inventar MCPR 1662. idem 154 | Complexul Național Muzeal Astra, Sibiu                                  | Cimec    |
|      | Româncă în port popular de sărbătoare Autor: Fischer, Emil                                                              | Datare: 1897-1900 Școală: Atelier Fischer; atelier sibian Dimensiuni: fotografie: L: 13,8 cm, LĂ: 9,5 cm; carton: L: 16,6 cm, LĂ: 10,6 cm, Gr.: 0,1 cm Material: fotografie imprimată pe hârtie subțire lipită pe carton                                                         | Româncă îmbrăcată în port popular de sărbătoare compus din: pahiol pe cap, cămașă femeiască albă ornamentată pe umăr și pe mânecă cu "râuri" și "ciocănele de culoare neagră, la gât șiraguri de mărgele. Imaginea a fost lipită pe passe-partout de culoare verde închis. În partea de jos, pe carton, apar marca monogramă a atelierului, numele atelierului și adresa unde a funcționat atelierul, scrisă cu culoare aurie în limba germană. Pe verso urme de lipire/dezlipire de pe un alt suport. Ștampilă Muzeul "Brukenthal" Sibiu, Nr. 555 (cifră scrisă cu pix și tăiată). Număr inventar MCPR 1664. | Complexul Național Muzeal Astra, Sibiu                                  | Cimec    |
|      | Târg de vite în Transilvania Autor: Fischer, Emil                                                                       | Datare: Primul sfert al sec. XX Dimensiuni: fotografie: L: 17,2 cm, LĂ: 12,7 cm; carton: L: 19,3 cm, LĂ: 14,8 cm, Gr.: 0,1 cm Material: fotografie imprimată pe hârtie subțire lipită pe carton                                                                                  | Târg de vite în Transilvania. Se disting în fotografie bărbați îmbrăcați în costume obișnuite de muncă și bărbați în costume orășenești, căruțe cu roți de lemn, animale de tracțiune (cai, boi). În fundalul imaginii se pot vedea case tradiționale cu acoperișuri din țiglă. Pe cartonul de culoare crem pe care este lipită fotografia, sub imagine, la mijloc, sunt menționate pe două rânduri numele fotografului și numele german al localității unde a activat atelierul: "Emil Fischer / Hermannstadt". Pe verso ștampilă "Muzeul "Brukenthal" Sibiu, Nr. 161" (cifră scrisă în creion). Număr inventar MCPR 1723. | Complexul Național Muzeal Astra, Sibiu                                  | Cimec    |
|      | Târg de vite în Transilvania Autor: Fischer, Emil                                                                       | Datare: Primul sfert al sec. XX Dimensiuni: fotografie: L: 17,3 cm, LĂ: 12,7 cm; carton: L: 20 cm, LĂ: 15,2 cm, Gr.: 0,1 cm Material: fotografie imprimată pe hârtie subțire lipită pe carton                                                                                    | Târg de vite în Transilvania. Se disting în fotografie femei și bărbați îmbrăcați în costume obișnuite de muncă, căruțe pentru transport cu roți de lemn, animale de tracțiune (cai, bivoli). În fundalul imaginii se pot vedea case tradiționale cu acoperișuri din șiță. Pe cartonul de culoare crem pe care este lipită fotografia, sub imagine, la mijloc, sunt menționate pe două rânduri numele fotografului ți numele german al localității unde a activat atelierul: "Emil Fischer / Hermannstadt". Pe verso ștampilă "Muzeul "Brukenthal" Sibiu, Nr…". Ștampilă "Direktor Emil Sigerus / Hermannstadt". Număr inventar MCPR 1724. | Complexul Național Muzeal Astra, Sibiu                                  | Cimec    |
|      | Târg de vite în Transilvania Autor: Fischer, Emil                                                                       | Datare: Primul sfert al sec. XX Dimensiuni: fotografie: L: 17,4 cm, LĂ: 12,6 cm; carton: L: 19,8 cm, LĂ: 15,5 cm, Gr.: 0,1 cm Material: fotografie imprimată pe hârtie subțire lipită pe carton                                                                                  | Târg de vite în Transilvania. Se disting în fotografie femei și bărbați îmbrăcați în costume obișnuite de muncă, căruțe cu roți de lemn, animale de tracțiune (cai, boi), juguri pentru înhămatul animalelor. În fundalul imaginii se pot vedea case tradiționale cu acoperișuri din țiglă. Pe cartonul de culoare crem pe care este lipită fotografia, sub imagine, la mijloc, sunt menționate pe două rânduri numele fotografului și numele german al localității unde a activat atelierul: "Emil Fischer / Hermannstadt". Pe verso ștampilă "Muzeul "Brukenthal" Sibiu, Nr…". Număr inventar MCPR 1733. | Complexul Național Muzeal Astra, Sibiu                                  | Cimec    |
|      | Țărani bătrâni din Poiana Sibiului Autor: Fischer, Emil                                                                 | Datare: 1908 Dimensiuni: fotografie: L: 14,3 cm, LĂ: 10,3 cm; carton: L: 25 cm, LĂ: 20 cm, Gr: 0,1 cm Material: fotografie realizată pe hârtie subțire lipită pe carton | Grup de bătrâni din Poiana Sibiului îmbrăcați în costume populare de iarnă. Se evidențiază următoarele piese de port: pe cap au căciuli de blană, pălării cu boruri întoarse; cămăși albe cu poale și mâneci lungi și largi; pe umeri haine din blană cu mâneci lungi tivite pe piept și pe mâneci cu blană neagră; pantaloni din postav strânși pe picior; în picioare opinci și ghete. Fotografie realizată în interiorul unei gospodării tradiționale, în spatele celor șase țărani se află o poartă mare de lemn iar doi dintre bătrâni sunt așezați pe o laviță lungă cu spătar, cel din partea stângă sprijinindu-se de o bâtă din lemn. Fotografia a fost lipită inițial pe o altă hârtie de culoare crem, având un cm lățime de jur-împrejurul imaginii, apoi pe un carton de culoare gri pe care se pot vedea mici pete gălbui. În partea stângă, sub imagine, timbru sec cu numele fotografului și numele german al orașului unde a activat atelierul: "Emil Fischer / Hermannstadt”. Verso fără însemne de atelier; Ștampilă puțin vizibilă: Muzeul "Brukenthal" Sibiu, Nr 586 (cifră scrisă cu pixul și tăiată). Număr inventar MCPR 1792. | Complexul Național Muzeal Astra, Sibiu                                  | Cimec    |
|      | Băieți în costume populare Autor: Fischer, Emil                                                                         | Datare: 1906-1915 Dimensiuni: fotografie: L: 17,3 cm, LĂ: 12,2 cm; carton: L: 28 cm, LĂ: 22 cm, Gr: 0,1 cm Material: fotografie realizată pe hârtie fotografică subțire lipită pe carton                                                                                         | Doi băieți îmbrăcați în costume populare din Mărginimea Sibiului. Piesele componente ale costumului sunt: cămașă decorată la gât, pantalon din postav strânși pe picior, haină cu nasturi și mâneci lungi, ornamentată în partea de jos a mânecii, în picioare ghete. Băiatul din partea stângă a imaginii îl ține pe după umerii pe celălalt băiat. În mâini (stânga respectiv dreapta) își țin pălăriile cu boruri înguste și întoarse. Fotografie realizată în mediu natural. Imaginea a fost lipită pe un carton de culoare verde închis și are la 0,5 cm, de jur-împrejur, două linii subțiri de culoare albă. Pe carton, în partea stângă, sub fotografie, este lipit timbru cu numele fotografului, titlul de fotograf al curții, numele german al orașului unde a activat atelierul fotografic: "Emil Fischer / Hoffotograf / Hermannstadt". Colțul timbrului din stânga sus lipsește. Pe verso nu sunt însemnări ale fotografului. Ștampilă "Muzeul "Brukenthal" Sibiu / Nr. 591" (cifră scrisă cu pixul și tăiată). Număr inventar MCPR 1820. | Complexul Național Muzeal Astra, Sibiu                                  | Cimec    |
|      | Băieți în costume populare Autor: Fischer, Emil                                                                         | Datare: 1906-1915 Dimensiuni: fotografie: L: 17,4 cm, LĂ: 12,1 cm; carton: L: 28 cm, LĂ: 22 cm, Gr: 0,1 cm Material: fotografie realizată pe hârtie fotografică subțire lipită pe carton                                                                                         | Doi băieți îmbrăcați în costume populare din Mărginimea Sibiului. Piesele componente ale costumului sunt: cămașă decorată la gât, pantalon din postav strânși pe picior, haină cu nasturi și mâneci lungi, ornamentată în partea de jos a mânecii, în picioare ghete. Băiatul din partea stângă a imaginii îl ține pe după umerii pe celălalt băiat. În mâini (stânga respectiv dreapta) își țin pălăriile cu boruri înguste și întoarse. Fotografie realizată în mediu natural. Imaginea a fost lipită pe un carton de culoare verde închis și are la 0,5 cm, de jur-împrejur, două linii subțiri de culoare albă. Pe carton, în partea stângă, sub fotografie, este lipit timbru cu numele fotografului, titlul de fotograf al curții, numele german al orașului unde a activat atelierul fotografic: "Emil Fischer / Hoffotograf / Hermannstadt". Pe verso nu sunt însemnări ale fotografului. Ștampilă "Muzeul "Brukenthal" Sibiu / Nr. 592" (cifră scrisă cu pixul și tăiată). Număr inventar MCPR 1821. | Complexul Național Muzeal Astra, Sibiu                                  | Cimec    |
|      | Femeie în port popular cu un copilaș în brațe Autor: Fischer, Emil                                                      | Datare: 1906-1915 Dimensiuni: fotografie: L: 17,4 cm, LĂ: 12,2 cm; carton: L: 28 cm, LĂ: 22 cm, Gr: 0,1 cm Material: fotografie realizată pe hârtie fotografică subțire lipită pe carton                                                                                         | Tânără mamă în port popular din Mărginimea Sibiului cu un copilaș în brațe. Costumul femeiesc are următoarele piese componente: pe cap cârpă neagră cu ciucuri, legată la spate, iie cu "ciocănele" negre pe umăr, mâneci cu fodori mărginiți cu dantelă și ornamentație realizată cu negru, pieptar înfundat decorat la gât și pe piept, șorț. Copilașul, ținut în brațe de mamă într-o păturică, are cămășuță albă cu mâneci lungi și largi ornamentate, vestuță cu nasturi. Fotografie realizată în mediu natural. Imaginea a fost lipită pe un carton de culoare verde închis și are la 0,5 cm, de jur-împrejur, două linii subțiri de culoare albă. Pe verso nu sunt însemnări ale fotografului. Ștampilă: Muzeul "Brukenthal" Sibiu / Nr. 593" (cifră scrisă cu pixul și tăiată). Număr inventar MCPR 1822. | Complexul Național Muzeal Astra, Sibiu                                  | Cimec    |
|      | Femeie în port popular cu un copilaș în brațe Autor: Fischer, Emil                                                      | Datare: 1906-1915 Dimensiuni: fotografie: L: 17,3 cm, LĂ: 12,2 cm; carton: L: 28 cm, LĂ: 22 cm, Gr: 0,1 cm Material: fotografie realizată pe hârtie fotografică subțire lipită pe carton                                                                                         | Tânără mamă în port popular din Mărginimea Sibiului cu un copilaș în brațe. Costumul femeiesc are următoarele piese componente: pe cap cârpă neagră cu ciucuri, legată la spate, iie cu "ciocănele" negre pe umăr, mâneci cu fodori mărginiți cu dantelă și ornamentație realizată cu negru, pieptar înfundat decorat la gât și pe piept, șorț. Copilașul, ținut în brațe de mamă într-o păturică, are cămășuță albă cu mâneci lungi și largi ornamentate, vestuță cu nasturi. Fotografie realizată în mediu natural. Imaginea a fost lipită pe un carton de culoare verde închis și are la 0,5 cm, de jur-împrejur, două linii subțiri de culoare albă. Pe carton, în partea stângă, sub fotografie, este lipit timbru cu numele fotografului, titlul de fotograf al curții, numele german al orașului unde a activat atelierul fotografic: "Emil Fischer / Hoffotograf / Hermannstadt". Pe verso nu sunt însemnări ale fotografului. Număr inventar MCPR 1823. | Complexul Național Muzeal Astra, Sibiu                                  | Cimec    |
|      | Doi băieți în costume populare românești din Poiana Sibiului Autor: Fischer, Emil                                       | Datare: 1908 Dimensiuni: fotografie: L: 14,2 cm, LĂ: 10,3 cm; carton: L: 25 cm, LĂ: 20 cm, Gr: 0,1 cm Material: fotografie realizată pe hârtie subțire lipită pe carton | Doi băieți în costume populare românești din Poiana Sibiului, premianți la Expoziția de copii de la Poiana. Cei doi sunt așezați pe o masă acoperită cu o față de masă învărgată, cu ciucuri pe două laturi. Piesele componente ale costumelor sunt: cămăși lungă cu "barbi" ornamentate în jurul gurilor și a barbilor, ciorapi învărgați, în picioare ghete, vestă cu două rânduri de nasturi la băiatul din partea dreaptă a imaginii. Fotografia a fost mai întâi lipită pe o altă hârtie de culoare crem, având un cm lățime de jur-împrejurul imaginii, apoi pe un carton de culoare gri pe care se pot vedea mici pete gălbui. În partea stângă, sub imagine, timbru sec cu numele fotografului și numele german al orașului unde a activat atelierul: "Emil Fischer / Hermannstadt". Verso fără însemne de atelier. Însemnare nanuscrisă cu tuș negru "copii premiați". Ștampilă incomplet vizibilă: Muzeul "Brukenthal" Sibiu / Nr. 588 (cifră scrisă cu pixul și tăiată). Număr inventar MCPR 1790. | Complexul Național Muzeal Astra, Sibiu                                  | Cimec    |
|      | Fetiță și băiețel în costume populare românești din Poiana Sibiului Autor: Fischer, Emil                                | Datare: 1908 Dimensiuni: fotografie: L: 14,2 cm, LĂ: 10,3 cm; carton: L: 25 cm, LĂ: 20 cm, Gr: 0,1 cm Material: fotografie realizată pe hârtie subțire lipită pe carton | Fetiță și băiețel în costume populare românești de sărbătoare din Poiana Sibiului. Piesele componente ale costumului de fetițe sunt: pe cap cârpă neagră legată la spate, iie albă brodată pe umăr, cu mâneci largi ornamentate cu "ciocănele" și "șire", terminate cu fodori mărginiți cu dantelă neagră, brâu, poale albe lungi, catrință cu două vărguțe în partea de jos, cu ciucuri și dantelă neagră pe laturi, în picioare ghete. Piesele componente ale costumului de băiat sunt: cămașă cu "barbi" și ornamentație plasată în jurul gurii și a barbilor, pantaloni strânși pe picior, în picioare opinci. Cei doi copii se țin de mâini. Stau în picioare pe două scaune cu spătar. În spatele scaunelor este o masă acoperită cu o față de masă învărgată, cu ciucuri pe două laturi. Fotografia a fost mai întâi lipită pe o altă hârtie de culoare crem, având un cm lățime de jur-împrejurul imaginii, apoi pe un carton de culoare gri pe care se pot vedea mici pete gălbui. În partea stângă, sub imagine, timbru sec cu numele fotografului și numele german al orașului unde a activat atelierul: "Emil Fischer / Hermannstadt". Verso fără însemne de atelier. Se observă îndoitură a cartonului. Ștampilă incomplet vizibilă: Muzeul "Brukenthal" Sibiu / Nr. 556 (cifră scrisă cu pixul și tăiată). Număr inventar MCPR 1810. | Complexul Național Muzeal Astra, Sibiu                                  | Cimec    |
|      | Două femei și doi copii în costume populare românești de sărbătoare Autor: Fischer, Emil                                | Datare: 1908 Dimensiuni: fotografie: L: 14,2 cm, LĂ: 10,3 cm; carton: L: 25 cm, LĂ: 20 cm, Gr: 0,2 cm Material: fotografie realizată pe hârtie subțire lipită pe carton | Două femei și doi copii în costume populare românești de sărbătoare din Poiana Sibiului, așezate pe scaune. Femeia din partea dreaptă a imaginii ține în brațe o fetiță. Piesele ce compun portul femeiesc sunt următoarele: pe cap velitoare, cămașă cu mâneci lungi și largi ornamentată cu "ciocănele" și "șire", pieptar descheiat bogat decorat pe piept, poale albe, catrințe. Fetița are pe cap cârpă neagră, cămașă cu mâneci cu fodor lungi și largi, poale albe, catrința din față cu ciucuri decorată, în picioare opincuțe. Femeia din partea stângă a imaginii ține în brațe un băiețel. Costumul său are aceleași piese componente amintite anterior, în plus are pe umeri un cojoc femeiesc cu mâneci lungi, ornamentat pe cei doi piepți cu cusături și aplicații. Băiețelul poartă o cămașă lungă cu "barbi", curea din piele, în picioare ghetuțe. Cele două femei sunt așezate pe scaune în fața unei mese. Fotografia a fost mai întâi lipită pe o altă hârtie de culoare crem, având un cm lățime de jur-împrejurul imaginii, apoi pe un carton de culoare gri pe care se pot vedea mici pete gălbui. În partea stângă, sub imagine, timbru sec cu numele fotografului și numele german al orașului unde a activat atelierul: "Emil Fischer / Hermannstadt". În colțul din stânga se vede urmă de îndoitură a cartonului. Verso fără însemne de atelier. Ștampilă incomplet vizibilă: Muzeul "Brukenthal" Sibiu / Nr. 557 (cifră scrisă cu pixul și tăiată). Număr inventar MCPR 1811. | Complexul Național Muzeal Astra, Sibiu                                  | Cimec    |
|      | Familie de români cu șapte copii din Poiana Sibiului Autor: Fischer, Emil                                               | Datare: 1908 Dimensiuni: fotografie: L: 17,3 cm, LĂ: 11,8 cm; carton: L: 28 cm, LĂ: 22 cm, Gr: 0,2 cm Material: fotografie realizată pe hârtie subțire lipită pe carton | Familia cojocarului I. Șerb Duduman (?), președintele Societății Comercianților și Meseriașilor din localitate. Toți cei șapte copii ai săi sunt prezenți în fotografie. Cei șase băieți sunt încadrați de părinți fiind așezați de maestrul fotograf în ordinea vârstei, cel mai mic fiind așezat în brațele mamei. Singura fată a familiei este situată în partea stângă a tatălui fiind îmbrăcată în port popular românesc la fel ca mama sa, dar având în locul cojocului de piele, cum poartă mama, o vestă neagră încheiată cu năsturei. Cojoacele specifice, poienărești înfundate, cu frumoase motive dispuse în dreptul buzunarului, în jurul deschizăturii de la gât, erau probabil realizate de tatăl lor. Privind fotografia se poate vedea că dispunerea modelelor este aceeași indiferent de vârsta celor care le poartă. Pe cap se observă pălării de postav cu boruri mai late. Fotografia a fost mai întâi lipită pe o altă hârtie de culoare crem, având un cm lățime de jur-împrejurul imaginii, apoi pe un carton de culoare gri pe care se pot vedea mici pete gălbui. În partea stângă, sub imagine, timbru sec cu numele fotografului și numele german al orașului unde a activat atelierul: "Emil Fischer / Hermannstadt". În toate cele patru colțuri ale fotografiei lipsesc bucățele mici din primul strat al cartonului. Verso fără însemne de atelier; Ștampilă incomplet vizibilă: Muzeul "Brukenthal" Sibiu / Nr. 590 (cifră scrisă cu pixul și tăiată). Număr inventar MCPR 1818. | Complexul Național Muzeal Astra, Sibiu                                  | Cimec    |
|      | Grup în port popular pe ulița satului Lancrăm Autor: Fischer, Emil                                                      | Datare: 1897-1905 Dimensiuni: fotografie: L: 22 cm, LĂ: 17 cm; carton: L: 36,5 cm, LĂ: 30 cm, Gr: 0,2 cm Material: fotografie realizată pe hârtie subțire lipită pe carton | Mulțime în port popular pe ulița satului Lancrăm. Se evidențiază în imagine căruța cu bivoli, casele cu acoperiș de țiglă. Fotografia are passe-partout de culoare verde închis. La un cm de imagine, de jur-împrejur se află o linie de culoare albă. În colțul din partea stângă, sus, este lipit numărul ASTRA, incomplet vizibil [2048]. Tot în partea de sus apare însemnarea manuscrisă cu tuș negru: "Espusă prin despărțământul Sebeș al "Astrei". În partea de jos, în stânga imaginii, ștampilă dreptunghiulară: "E. Fischer / Hermannstadt" iar la mijloc însemnarea manuscrisă cu tuș negru: "Lancrăm, comună română in comitatul Sibiu, Transilvania". Colțul din dreapta, jos, urmă de îndoitură. În colțul din partea stângă se observă două pete mici de culoare închisă. Verso fără însemne de atelier. Ștampilă incomplet vizibilă: Muzeul "Brukenthal" Sibiu / Nr. 282 (cifră scrisă cu creion și tăiată). Număr inventar MCPR 1997. | Complexul Național Muzeal Astra, Sibiu                                  | Cimec    |
|      | Țigancă împreună cu fiica sa Autor: Asbóth, Kamilla                                                                     | Datare: 1882-1897 Dimensiuni: fotografie: L: 9,8 cm, LĂ: 5,9 cm; carton: L: 10,6 cm, LĂ: 6,4 cm, Gr.: 0,1 cm. Material: fotografie realizată pe hârtie subțire lipită pe carton                                                                                                  | R: Țigancă împreună cu fiica sa îmbrăcate în port specific etniei rome. Femeia are batic, cămașă femeiască cu mâneci lungi, șorț înflorat. Este surprinsă de fotograf cu pipa în colțul gurii. Pe spate are traistă. Fetița este îmbrăcată cu o rochiță ruptă. În mâini ține un băț. Fotografie de atelier cu fundal pânză pictată. V: Marca atelierului cu 10 medalioane și text de reclamă în limba germană scris cu culoare maro: [traducere] „Atelier Kamilla Asbóth. Moștenitoarea lui Th. Glatz. Drepturile de multiplicare rezervate. Plăcile se păstrează în scopul unor comenzi ulterioare”. Ștampilă colecția director Emil Sigerus; Ștampilă Muzeul Brukenthal nr. 271/b; Număr inventar MCPR 130. Fotografie identică cu GD 129 și 2318. | Complexul Național Muzeal Astra, Sibiu                                  | Cimec    |
|      | Țigan Autor: Asbóth, Kamilla                                                                                            | Datare: 1882-1897 Dimensiuni: fotografie: L: 14,4 cm, LĂ: 10,5 cm; carton: L: 16,3 cm, LĂ: 11,2 cm, Gr.: 0,1 cm. Material: fotografie realizată pe hârtie subțire lipită pe carton prin presare                                                                                  | R: Țigan îmbrăcat în costum specific etniei rrome. Pe cap poartă pălărie cu boruri foarte mari. Are cămașă albă cu mâneci lungi, ruptă; pe umărul drept are o haină; în colțul gurii are o pipă; în mâna dreaptă i s-a desenat ulterior o sticlă. Pe cartonul pe care este lipită fotografia sunt menționate: numele fotografului - în stânga [Kamilla Asbóth] și orașul unde era situat atelierul fotografic [Sibiu]. V: Marca atelierului cu 10 medalioane; text de reclamă în limba germană scris cu culoare maro: „Atelier Kamilla Asbóth. Moștenitoarea lui Th. Glatz. Drepturile de multiplicare rezervate. Plăcile se păstrează în scopul unor comenzi ulterioare”. Carton comandat la Lith. K. Krziwanek, Viena. Ștampilă colecția Emil Sigerus; Număr inventar MCPR 131. | Complexul Național Muzeal Astra, Sibiu                                  | Cimec    |
|      | Țigan Autor: Asbóth, Kamilla                                                                                            | Datare: 1882-1897 Dimensiuni: fotografie: L: 14,6 cm, LĂ: 10,6 cm; carton: L: 16,4 cm, LĂ: 11,2 cm, Gr.: 0,1 cm Material: fotografie realizată pe hârtie subțire lipită pe carton                                                                                                | R: Țigan îmbrăcat în costum specific etniei rome. Pe cap are pălărie cu boruri foarte mari. Poartă cămașă și haină cusută la rupturi. În mâna stângă ține un pahar de sticlă, iar de umărul stâng are sprijinit un băț. Pe cartonul pe care este lipită fotografia sunt menționate: numele fotografului - în stânga [Kamilla Asbóth] și orașul unde era situat atelierul fotografic - în dreapta [Sibiu]. V: Marca atelierului cu 10 medalioane; text de reclamă în limba germană scris cu culoare maro: „Atelier Kamilla Asbóth. Moștenitoarea lui Th. Glatz. Drepturile de multiplicare rezervate. Plăcile se păstrează în scopul unor comenzi ulterioare”. Carton comandat la Lith. K. Krziwanek, Viena. Ștampilă Colecția Sigerus; Ștampilă Muzeul Brukenthal; Nr. Inv. MCPR 132. | Complexul Național Muzeal Astra, Sibiu                                  | Cimec    |
|      | Pereche de țigani în fața bordeiului Autor: Asbóth, Kamilla                                                             | Datare: 1882-1897 Dimensiuni: fotografie: L: 14 cm, LĂ: 10,2 cm; carton: L: 16,4 cm, LĂ: 11,2 cm, Gr.: 0,1 cm Material: fotografie realizată pe hârtie subțire lipită pe carton                                                                                                  | R: Pereche de țigani îmbrăcați în costume specifice etniei rome în fața bordeiului. Femeia are pe cap batic; poartă cămașă cu mâneci lungi și largi, fustă lungă și largă. Bărbatul este îmbrăcat cu cămașă, pantaloni și curea lată de piele. În colțul gurii ține o pipă iar lângă el, pe pâmânt, este așezată o pălărie cu boruri largi. Bărbatul imită activitatea de prelucrare a metalelor. Pe cartonul pe care este lipită fotografia sunt menționate: numele fotografului - în stânga [Kamilla Asbóth] și orașul unde era situat atelierul fotografic - în dreapta [Sibiu]. V: Marca atelierului cu 10 medalioane; text de reclamă în limba germană scris cu culoare maro: „Atelier Kamilla Asbóth. Moștenitoarea lui Th. Glatz. Drepturile de multiplicare rezervate. Plăcile se păstrează în scopul unor comenzi ulterioare”. Carton comandat la Lith. K. Krziwanek, Viena. Ștampilă director Emil Sigerus; Nr. Inv. MCPR 133. | Complexul Național Muzeal Astra, Sibiu                                  | Cimec    |
|      | Țigancă Autor: Glatz, Theodor; Koller, Carl                                                                             | Datare: 1862-1866 Dimensiuni: fotografie: L: 9,5 cm, LĂ: 5,6 cm; carton: L: 10,7 cm, LĂ: 6,4 cm, Gr.: 0,1 cm Material: fotografie realizată pe hârtie subțire lipită pe carton                                                                                                   | R: Țigancă. Pe cap poartă batic. Este îmbrăcată cu cămașă, haină cu mâneci lungi, poale albe, șorț rupt cu modele florale, fotă decorată în partea de jos cu motive geometrice, cizme. În mâini ține un vas de lemn. Fotografie de atelier cu panou pictat și elemente de recuzită și decor: crengi, trunchi de copac, iarbă uscată. Pe cartonul pe care este lipită fotografia sunt menționate, în partea de jos, numele fotografului [PHOTO.v. C. KOLLER] și localitatea unde a activat atelierul [Bistrița]. V: Marca heraldică "Transilvania" a fotografilor Glatz Th., Koller, C. (din colaborarea celor doi au rezultat o serie de imagini despre porturi populare din Transilvania) și text de reclamă scris cu negru în limba germană. Ștampilă Colecția Sigerus. Nr. Inv. MCPR 138. | Complexul Național Muzeal Astra, Sibiu                                  | Cimec    |
|      | Țigan Autor: Glatz, Theodor; Koller, Carl                                                                               | Datare: 1882-1897 Dimensiuni: fotografie: L: 12,7 cm, LĂ: 9,7 cm; carton: L: 12,7 cm, LĂ: 9,7 cm, Gr.: 0,1 cm Material: fotografie realizată pe hârtie subțire lipită pe carton                                                                                                  | Țigan îmbrăcat în port specific etniei rome, așezat pe un scaun. Pe cap are căciulă de blană. Este îmbrăcat cu cămașă ruptă, haină cu mâneci largi, pantaloni strânși pe picior. În picioare poartă opinci. Pe umăr ține o bâtă de lemn, de care sunt agățate coșuri împletite din nuiele. În mâini ține trei pui de găină . Fotografie de atelier, cu fundal de pânză pictată și elemenete de decor. Pe verso marca atelierului fotografic cu 10 medalii și text de reclamă scris cu culoare maro, în limba germană: [traducere] "Atelier Kamilla Asbóth. Moștenitoarea lui Th. Glatz. Drepturile de multiplicare rezervate. Plăcile se păstrează în scopul unor comenzi ulterioare”. Carton comandat la Lith. K. Krziwanek, Viena. Ștampilă Muzeul Brukenthal, nr. 340; Nr. Inv. MCPR 194. Cartonul prezintă urme de degradare reyultate în urma dezlipirii de pe un alt suport. | Complexul Național Muzeal Astra, Sibiu                                  | Cimec    |
|      | Grup de țigani (bărbați, femei, copii) în fața bordeielor Autor: Fischer, Emil (atribuit)                               | Datare: 1897-1907 Școală: Atelier sibian Dimensiuni: fotografie: L: 22,7 cm, LĂ: 16,9 cm; carton: L: 22,7 cm, LĂ: 16,9 cm, Gr.: 0,1 cm Material: fotografie realizată pe hârtie subțire lipită pe carton                                                                         | Grup de țigani (8 bărbați, 9 femei, 17 copii) îmbrăcați în costume tradiționale specifice etniei rome, în fața bordeielor. Fotografia a fost realizată în mediu natural în spatele celor imortalizați putându-se observa construcții specifice utilizate pentru depozitare și grajduri pentru animale. Lângă perechea din partea stângă a imaginii se află un măgar. Pe versoul fotografiei lipită pe carton de culoare crem nu apar însemne ale fotografului. Ștampilă Muzeul Brukenthal, nr. 10; Număr inventar MCPR 1775. | Complexul Național Muzeal Astra, Sibiu                                  | Cimec    |
|      | Familie de țigani cu doi copii Autor: Glatz, Theodor; Koller, Carl                                                      | Datare: 1862-1866 Școală: Atelier sibian; Atelier bistrițean Dimensiuni: fotografie: L: 9,2 cm, LĂ: 5,5 cm; carton: L: 10 cm, LĂ: 6 cm, Gr.: 0,1 cm Material: fotografie realizată pe hârtie subțire lipită pe carton                                                            | Familie de țigani îmbrăcați în port specific etniei rome. Bărbatul, imortalizat de fotograf în poziție șezândă, poartă un cojoc din blană cu mâneci lungi. Femeia are pe cap batic și e îmbrăcată cu cămașă cu mâneci lungi și fustă. Ea ține în brațe un copilaș pe care îl alăptează. Între cei doi adulți, în spate, se află un băiat ce se sprijină într-o bâtă, îmbrăcat cu o cămașă cu mâneci lungi, ruptă în partea de jos și cu o vestă de blană. Fotografie de atelier având fundalul un cort realizat de retușor; lipită pe un passe-partout ce prezintă urme de pătare în partea de jos (mai pronunțate) și de sus (mai puțin vizibile). Pe versoul fotografiei sunt tipărite marca Transilvania a fotografilor Th. Glatz și C. Koller, un text de reclamă în limba germană [traducere]: "Fotografie de Th. Glatz, C. Koller. Până la mărimea naturală. Drepturi de multiplicare rezervate." Număr inventar MCPR 2301. Pe carton se găsesc lipite bucăți de ziar. | Complexul Național Muzeal Astra, Sibiu                                  | Cimec    |
|      | Grup de țigani Autor: Glatz, Theodor; Koller, Carl                                                                      | Datare: 1862-1866 Școală: Atelier sibian; Atelier bistrițean Dimensiuni: fotografie: L: 9 cm, LĂ: 5,5 cm; carton: L: 9,7 cm, LĂ: 6 cm, Gr.: 0,1 cm Material: fotografie realizată pe hârtie subțire lipită pe carton                                                             | Grup de țigani (2 bărbați, 1 femeie, 2 copii) îmbrăcați în costume specifice etniei rome. Cei 2 bărbați, așezați pe o bancă (?) poartă cămăși cu mâneci lungi și pantaloni rupți; cel din partea stângă are în gură o pipă. În fața lor sunt aranjate de fotograf două pălării cu boruri mari. Femeia, stând în picioare, poartă pe cap cârpă și este îmbrăcată cu cămașă simplă cu mâneci lungi, fustă ruptă și șorț. Copii, cel mic așezat în brațele celuilalt, sunt îmbrăcați cu cămăși rupte și pantaloni rupți (băiatul cel mare). Fotografie de atelier cu fundal pânză pictată și elemente de decor (copac). Pe verso sunt imprimate marca Transilvania a fotografilor Th. Glatz și C. Koller, un text de reclamă în limba germană [traducere]: "Fotografie de Th. Glatz, C. Koller. Până la mărimea naturală. Drepturi de multiplicare rezervate." Număr inventar MCPR 2302. | Complexul Național Muzeal Astra, Sibiu                                  | Cimec    |
|      | Grup de trei țigani Autor: Glatz, Theodor; Koller, Carl                                                                 | Datare: 1862-1866 Școală: Atelier sibian; Atelier bistrițean Dimensiuni: fotografie: L: 8,8 cm, LĂ: 5,6 cm; carton: L: 9,6 cm, LĂ: 7 cm, Gr.: 0,1 cm Material: fotografie realizată pe hârtie subțire lipită pe carton                                                           | Grup de trei țigani îmbrăcați în costume specifice etniei rome; costumele sunt compuse din cămăși cu mâneci lungi și largi, veste, pantaloni, în picioare au opinci; doi dintre bărbați (cel din stânga și cel din mijloc) poartă genți. Fotografie de atelier cu fundal din pânză (cortină) pictată cu arbori și elemente de recuzită bolovani și trunchiuri de copac. Pe verso sunt imprimate marca Transilvania a fotografilor Th. Glatz și C. Koller, un text de reclamă în limba germană [traducere]: "Fotografie de Th. Glatz, C. Koller. Fotografie după natură." Număr inventar MCPR 2303. Pe marginile fotografiei sunt urme ale lipirii pe ziar. | Complexul Național Muzeal Astra, Sibiu                                  | Cimec    |
|      | Țigan Autor: Adler, Leopold                                                                                             | Datare: 1870-1900 Școală: Atelier brașovean Dimensiuni: fotografie: L: 14,4 cm, LĂ: 9,8 cm; carton: L: 15,3 cm, LĂ: 10,5 cm, Gr.: 0,1 cm Material: fotografie realizată pe hârtie subțire lipită pe carton                                                                       | Țigan îmbrăcat în costum specific etniei rome compus din: cămașă lungă, cu mânecile lungi (rupte în cot), vestă înfundată peticită din piele, pantaloni. Pe umărul drept are o haină din piele cu mâneci lungi și o traistă din piele. Pe cap poartă căciulă de blană. În gură ține o pipă. Bărbatul stă sprijinit de un gard de lemn (element de recuzită din atelierul fotografic). Fotografie lipită pe carton crem pe care se disting urme de lipire/dezlipire de pe alt suport. În partea dreaptă, sus, însemnare manuscrisă cu tuș negru. Pe verso sunt imprimate marca monogramă a atelierului fotografic condus de Leopold Adler, un text de reclamă tipărit cu culoare verde. Carton tipărit la Kuhle și Miksche, Viena. Număr de inventar MCPR 2313. | Complexul Național Muzeal Astra, Sibiu                                  | Cimec    |
|      | Țigancă Autor: Asbóth, Kamilla                                                                                          | Datare: 1882-1897 Dimensiuni: fotografie: L: 14,8 cm, LĂ: 10,5 cm; carton: L: 16 cm, LĂ: 11,2 cm, Gr.: 0,1 cm. Material: fotografie imprimată pe hârtie subțire lipită pe carton                                                                                                 | R: Țigancă în costum specific etniei rome: pe cap are batic înflorat; poartă cămașă cu mâneci lungi, ruptă pe piept, fotă învărgată cu linii orizontale înguste. Pe umărul drept ține o bâtă de lemn cu ajutorul căreia transportă coșuri împletite. Pe fața cartonului crem pe care este lipită fotografia sunt urme datorate lipirii/dezlipiri de pe un alt suport. În partea dreaptă, jos, se distinge numele orașul unde a activat. V: Marca atelierului cu 10 medalioane și text de reclamă în limba germană scris cu culoare maro: [traducere] „Atelier Kamilla Asbóth. Moștenitoarea lui Th. Glatz. Drepturi de multiplicare rezervate. Plăcile se păstrează în scopul unor comenzi ulterioare”. Carton tipărit la Lith. K. Krziwanek – Viena. Număr inventar MCPR 2326. Fotografie identică cu GD 127. | Complexul Național Muzeal Astra, Sibiu                                  | Cimec    |
|      | Pereche în port popular românesc de sărbătoare Autor: Fischer, Emil                                                     | Datare: 1901-1918 Dimensiuni: fotografie: L: 13,8 cm, Lă: 9,6 cm; carton: L: 16,6 cm, Lă: 10,6 cm, Gr: 0,1 cm Material: fotografie realizată pe hârtie subțire lipită pe carton                                                                                                  | R: Pereche în port popular din Mărginimea Sibiului. Femeia are: vălitură, cămașă albă cu mâneci lungi și largi, decorată pe umeri; poale albe și lungi; șorț terminat cu o bandă de ornamente geometrice și ciucuri; în picioare poartă cizme. Bărbatul poartă: cămașă albă cu poale; pantaloni din postav strânși pe picior; curea lată de piele; pieptar înfundat decorat; haină cu nasturi și guler de blană; în picioare cizme; în mâna stângă ține o pălărie neagră. Fotografie de atelier cu panou pictat în fundal și elemente de recuzită. Fotografia este lipită pe carton de culoare verde. În partea de jos, pe carton sunt imprimate marca monogramă a fotografului și adresa atelierului [Atelier Fischer / Hermannstadt / Heltauergasse 5]. Verso deteriorat în urma lipirii/dezlipirii de pe un alt suport. Ștampilă Muzeul Brukenthal Sibiu, nr. 277; Număr inventar MCPR 136. | Complexul Național Muzeal Astra, Sibiu                                  | Cimec    |
|      | Călugăriță și femeie în port popular românesc Autor: Fischer, Emil                                                      | Datare: 1900 - 1918 Școală: Atelier Emil Fischer Dimensiuni: fotografie: L: 14,8 cm, Lă: 10,2 cm; carton: L: 16,3 cm, Lă: 11 cm, Gr: 0,1 cm Material: fotografie realizată pe hârtie subțire lipită pe carton                                                                    | R: Călugăriță și femeie în port popular românesc de sărbătoare din zona Mărginimii Sibiului. Costumul popular este compus din: batic negru, cămașă albă cu mâneci lungi și largi, ornamentată pe umeri și mâneci, vestă neagră cu nasturi, poale albe și lungi, șorț decorat și terminat cu ciucuri. Călugărița ține în mâna dreaptă o carte, cealaltă femeie este așezată pe scaun. Fotografie de atelier cu elemente de recuzită și decor. Pe carton, la mijloc, în partea de jos, cu auriu este semnătura fotografului [Emil Fischer]. V: Marca atelierului și text în limba germană. Ștampilă cu text în limba germană: "Fotografisches Atelieri Emil Fischer, Hermannstadt, Grosser Ring no. 16. Specialitat in Kinder-und Gruppenautnahmen. Vergrosserungen nach jedem Bilde nach in Platinausfuhrung. Die Platten bleiben fur Nachbestellungen aufbewahrt". Ștampilă cu text în limba germană, pe trei rânduri: "Vom 1 September 1900 im neuerbauten Atelier Helauergasse No. 5. Transilvania Gebaude (vis a vis Romischen Kaiser). Ștampilă Emil Sigerus. Însemnare manuscrisă în colțul din stânga jos, cu cerneală albastră și subliniere cu roșu Pr. 278; Ștampilă Muzeul Brukenthal Sibiu nr. 278; Număr inventar MCPR 137. | Complexul Național Muzeal Astra, Sibiu                                  | Cimec    |
|      | Bărbat îmbrăcat în port popular românesc de sărbătoare, cântând din fluier Autor: Fischer, Emil                         | Datare: 1897-1900 Școală: Fischer Dimensiuni: fotografie: L: 14,7 cm, LĂ: 10,5 cm; carton: L: 16,5 cm, LĂ: 10,8 cm, Gr.: 0,1 cm. Material: fotografie imprimată pe hârtie subțire lipită pe carton                                                                               | Bărbat îmbrăcat în port popular românesc de sărbătoare, cântând din fluier. Costumul este compus din: cămașă albă cu poale și mâneci lungi și largi, vestă descheiată, pantaloni strânși pe picior, pe umeri are haină cu mâneci lungi; în picioare poartă opinci; pe cap are pălărie cu boruri largi întoarse. Fotografie de atelier cu elemente de decor vegetale și din piatră. Pe carton, în partea de jos, cu culoare aurie sunt menționate, în partea stângă, numele fotografului [Emil Fischer] și în partea dreaptă numele german al orașului unde a activat atelierul fotografic [Hermannstadt]. Pe verso apar marca atelierului și text de reclamă în limba germană. "Fotografisches Atelieri Emil Fischer, Hermannstadt, Grosser Ring no. 16. Specialitat in Kinder-und Gruppenautnahmen. Vergrosserungen nach jedem Bilde nach in Platinausfuhrung. Die Platten bleiben fur Nachbestellungen aufbewahrt. No..." Însemnare manuscrisă în colțul din stânga jos. | Complexul Național Muzeal Astra, Sibiu                                  | Cimec    |
|      | Bărbat și băiat în port popular românesc de sărbătoare Autor: Kröpfel, Friedrich                                        | Datare: 1871-1885 Dimensiuni: L: 9 cm; LA: 5,7 cm; carton: L: 10,2 cm; LA: 6,5 cm; Gr: 0,1 cm Material: hârtie fotografică subțire; carton; fotografiere; lipire; presare | V: Bărbat și băiat îmbrăcați în costume populare românești de sărbătoare, din zona Sibiu. Bărbatul, așezat pe scaun, are portul compus din cămașă cu poale și mâneci largi, pieptar despicat ornamentat, pantaloni de postav; la brâu poartă chimir; pe umeri haină cu mâneci lungi; în picioare este încălțat cu cizme. Băiatul își sprijină mâna stângă pe umărul tatălui: costumul său este compus din cămașă albă cu poale, cioareci, haină cu mâneci lungi încheiată la nasturi; este încălțat cu cizme; în mâna dreaptă ține o carte. Fotografie cu fundal pictat. Pe carton, în partea de jos sunt menționate numele fotografului [Friedr. Kröpfel] și localitatea unde a activat acesta [in Hermannstadt]. R: Marcă simplă a autorului, scrisă pe trei rânduri, cu culoare albastră, în limba germană: (traducere în limba română) „Friedrich Kröpfel. Fotograf în Sibiu”. Număr inventar MCPR 39. Însemnare manuscrisă număr 305. | Complexul Național Muzeal Astra, Sibiu                                  | Cimec    |
|      | Pereche în port popular românesc Autor: Kröpfel, Friedrich                                                              | Datare: 1871-1885 Dimensiuni: L: 9 cm; LA: 6 cm; carton: L: 10 cm; LA: 6,5 cm; Gr: 0,1 cm Material: hârtie fotografică subțire; carton; fotografiere; lipire; presare | R: Pereche în port popular românesc, de lucru, din zona Sibiului, așezați pe scaune. Bărbatul are pe cap căciulă de blană, cămașă cu poale, pieptar înfundat, haină cu mâneci lungi, ițari din postav, cizme; în mâna dreaptă ține o sticlă. Femeia are pe cap un batic înflorat, cămașă, pieptar înfundat, haină cu mâneci lungi, șorț, în picioare poartă cizme; în mâna stângă ține furca de tors iar în mâna dreaptă fusul. Jos, pe carton, cu culoare albastră sunt menționate în partea stângă numele fotografului [Friedrich Kröpfel] iar în partea dreaptă, în limba germană, localitatea în care a activat atelierul [Hermannstadt]. V: Marcă simplă a autorului, scrisă pe trei rânduri, cu culoare albastră, în limba germană: (traducere în limba română) „Friedrich Kröpfel. Fotograf în Sibiu”. Număr inventar MCPR 40. Însemnare manuscrisă cu tuș număr 311 și culoare roșie P.V. 86. | Complexul Național Muzeal Astra, Sibiu                                  | Cimec    |
|      | Femeie (măieriță) în port popular românesc de sărbătoare Autor: Kröpfel, Friedrich                                      | Datare: 1871-1885 Dimensiuni: L: 8,8 cm; LA: 5,4 cm; carton: L: 10,5 cm; LA: 6,3 cm; Gr: 0,1 cm Material: hârtie fotografică subțire; carton; fotografiere; lipire; presare | R: Femeie (măieriță) în port popular de sărbătoare din zona Sibiu: pe cap are batic înflorat cu ciucuri, cămașă albă cu mâneci largi, pieptar de blană înfundat și decorat, poale albe lungi, șorț cu vărguțe și ciucuri în partea de jos; este încălțară cu ghete. În mâna stângă ține o batistă (?) decorată cu motive vegetale (frunzulițe). Lângă femeie se găsește o masă pe care sunt așezate ghivece cu flori. Fotografie de atelier cu fundalul pictat. V: Marca „Transilvania” și un text de reclamă scris în limba germană: (traducere) „Fotografie de Friedrich Kröpfel din Sibiu. Fotografie după natură”. Număr inventar MCPR 41. Însemnare manuscrisă cu tuș număr 316 și culoare roșie P.V. 87. | Complexul Național Muzeal Astra, Sibiu                                  | Cimec    |
|      | Femeie în port popular românesc de sărbătoare Autor: Maierhofer, Alex.                                                  | Datare: 1860-1871 Școală: Maierhofer Alex. Dimensiuni: L: 9,3 cm; LA: 5,5 cm; carton: L: 10,5 cm; LA: 6,1 cm; Gr: 0,1 cm Material: hârtie fotografică subțire; carton; fotografiere; lipire; presare                                                                             | R: Femeie în port popular românesc de sărbătoare din zona Sibiului. Costumul este alcătuit din: batic înflorat pe cap, ie albă cu mâneci largi decorată, pieptar de blană înfundat decorat, șorț cu vărguțe și ciucuri în partea de jos, brâu; este încălțată cu ghete. În mâna dreaptă ține o floare iar mâna stângă o sprijină de un scaun. Lângă femeie se găsește o masă pe care este așezată o vază cu flori și un scaun. Fotografie de atelier. Jos, pe carton, în partea dreaptă este menționat numele fotografului [A. Maierhofer]. V: Marca „Transilvania” cu 2 putti a atelierului fotografic și un text de reclamă scris în limba germană, cu culoare maro: (traducere) „Fotografie de A. Maierhofer din Sibiu. Reproducerile se pot face pe cont propriu”. Număr inventar MCPR 42. Însemnare manuscrisă cu tuș număr 318 și culoare roșie P.V. 88. | Complexul Național Muzeal Astra, Sibiu                                  | Cimec    |
|      | Femeie în port popular românesc de sărbătoare Autor: Maierhofer, Alex.                                                  | Datare: 1860-1871 Școală: Maierhofer Alex. Dimensiuni: L: 9 cm; LA: 5,6 cm; carton: L: 10,5 cm; LA: 6,1 cm; Gr: 0,1 cm Material: hârtie fotografică subțire; carton; fotografiere; lipire; presare                                                                               | R: Femeie în port popular românesc de sărbătoare din jurul Sibiului: pe cap are batic înflorat, cămașă albă cu decorații pe umăr și pe mâneci, poale albe largi, șorț; la gât are podoabe; este încălțată cu ghete. În mâna dreaptă ține un buchet de flori; este așezată pe un scaun acoperit cu un ștergar învărgat. Jos, pe carton, în partea dreaptă este menționat numele fotografului [A. Maierhofer]. V: Marca „Transilvania” cu 2 putti a atelierului fotografic și un text de reclamă scris în limba germană, cu culoare maro: (traducere) „Fotografie de A. Maierhofer din Sibiu. Reproducerile se pot face pe cont propriu”. Număr inventar MCPR 43. Însemnare manuscrisă cu tuș număr 321 și culoare roșie P.V. 89. | Complexul Național Muzeal Astra, Sibiu                                  | Cimec    |
|      | Două femei în port popular românesc de sărbătoare Autor: Maierhofer, Alex.                                              | Datare: 1860-1871 Școală: Maierhofer Alex. Dimensiuni: L: 9,3 cm; LA: 5,8 cm; carton: L: 10,5 cm; LA: 6,3 cm; Gr: 0,1 cm Material: hârtie fotografică subțire; carton; fotografiere; lipire; presare                                                                             | R: Două femei în port popular românesc de sărbătoare: [în dreapta] femeia poartă pe cap batic înflorat cu ciucuri, ie încrețită la gât, haină cu mâneci lungi, șorț cu ciucuri în partea de jos; în mâna stângă ține un batic înflorat; [în stânga] femeia poartă pe cap batic, ie încrețită la gât, haină cu mâneci lungi tivită cu un material de culoare mai închisă, poale albe lungi, șorț cu ciucuri în partea de jos, în picioare au ghete; mâna dreaptă o ține pe o carte așezată pe o măsuță de formă rotundă pe care este așezată o vază cu flori. Pe carton, în partea dreaptă, jos, este menționat numele fotografului [A. Maierhofer]. V: Text de reclamă, scris cu culoare aurie, în limba germană: (traducere) „A. Maierhofer, Heltauergasse, nr. 176, în Sibiu. Reproducerile se pot face pe cont propriu”. Număr inventar MCPR 45. Însemnare manuscrisă cu tuș număr 336 și culoare roșie P.v. 91. | Complexul Național Muzeal Astra, Sibiu                                  | Cimec    |
|      | Femeie îmbrăcată în port popular românesc de sărbătoare Autor: Maierhofer, Alex.                                        | Datare: 1860-1871 Școală: Maierhofer Alex. Dimensiuni: L: 9,3 cm; LA: 5,8 cm; carton: L: 10,5 cm; LA: 6,3 cm; Gr: 0,1 cm Material: hârtie fotografică subțire; carton; fotografiere; lipire; presare                                                                             | R: „Măieriță” îmbrăcată în port popular românesc de sărbătoare. Pe cap poartă batic înflorat, pe margini cu ciucuri; cămașă albă cu mâneci largi, brodată pe umeri; șorț învărgat, tivit în partea de jos cu ciucuri; la gât poartă șiraguri de mărgele; în mâna stângă ține un buchet de flori; în picioare are ghete; pentru decor au fost folosite 2 pietre de râu. Fotografie de atelier cu fundal pictat. În partea de jos, pe carton, este menționat numele fotografului [A. Maierhofer]. V: Marca heraldică „Transilvania” încadrată de 2 putti; text de reclamă scris în limba germană, cu culoare aurie: (traducere) „Fotografie de A. Maierhofer, din Sibiu. Pentru comenzi ulterioare se păstrează placa originală”. Număr inventar MCPR .46. | Complexul Național Muzeal Astra, Sibiu                                  | Cimec    |
|      | Pereche de țărani în port popular românesc de sărbătoare Autor: Czeck, Rudolf                                           | Datare: 1909-1917 Școală: Atelier Rudolf Czeck Dimensiuni: L: 9 cm; LA: 6 cm; carton: L: 10,5 cm; LA: 6,7 cm; Gr: 0,1 cm Material: hârtie fotografică; carton; fotografiere; lipire; presare                                                                                     | R: Pereche de țărani în port popular românesc de sărbătoare din zona Sibiu. Bărbatul poartă pe cap căciulă de blană neagră, cămașă cu poale, pieptar de piele brodat cu motive florale, cioareci din pănură albă; în picioare are ghete; pe umeri cojoc de piele cu mâneci lungi, brodat și tivit în partea din față și la gât cu bordură de blăniță neagră. Femeia poartă pe cap batic legat la spate, cămașă, pieptar înfundat, brodat cu motive florale, poale albe lungi, șorț; în picioare are ghete; pe umeri are cojoc cu mâneci lungi, brodat și tivit în partea din față și la gât. Fotografie de atelier cu fundal pictat. Marca monogramă, numele fotografului și localitatea sunt menționate pe cartonul de culoare gri, în partea de jos. V: Marca heraldică a atelierului și texte de reclamă bilingv în limbile germană și maghiară, scrise cu albastru: (traducere în limba română) „Rudolf Czeck. Fotograf și pictor. Sibiu. Imagini pe suport de platină, acuarelă și ulei. Măriri după orice fotografie până la mărimea naturală”. Carton comandat la Riglev, Budapesta. Număr inventar MCPR 48. | Complexul Național Muzeal Astra, Sibiu                                  | Cimec    |
|      | Doamnele Roșca și Matei îmbrăcate în port țărănesc de sărbătoare Autor: Meinhardt, August                               | Datare: 1872-1875 Dimensiuni: L: 9,8 cm; LA: 5,6 cm; carton: L: 10,7 cm; LA: 6,3 cm; Gr: 0,1 cm Material: hârtie fotografică subțire; carton; fotografiere; lipire; presare | R: „Doamnele Roșca și Matei” îmbrăcate în costume populare țărănești de sărbătoare de Săliște. Cele două femei portă pe cap pahiol, cămăși cu mâneci largi ornamentate cu „ciocănele”, poale albe lungi, nedecorate, catrințe ornamentate, pieptare despicate, bogat brodate cu motive florale, ghete. Pe carton, în partea dreaptă este menționat numele fotografului [Aug. Meinhardt]. Fotografie de atelier cu fundal pictat. V: Marca fotografului și un text de reclamă scris în limba germană, cu culoare maro: (traducere) „Fotografie de August Meinhardt. Sibiu. Multiplicare rezervată”. Însemnare manuscrisă cu tuș negru: „Port țărănesc din jurul Sibiului. Doamnele Roșca și Matei pe la 1875. Colecția lui E. Hodoș”. Colecția Astra. Număr inventar MCPR 52. | Complexul Național Muzeal Astra, Sibiu                                  | Cimec    |
|      | Femei în port popular românesc de sărbătoare Autor: Glatz, Theodor; Koller Carl                                         | Datare: 1862-1866 Dimensiuni: L: 8,9 cm; LA: 5,4 cm; carton: L: 9,7 cm; LA: 6,1 cm; Gr: 0,1 cm Material: hârtie fotografică subțire; carton; fotografiere; lipire; presare | R: Femeie în port românesc de sărbătoare din zona Sibiu. Costumul este compus din: batic înflorat, cămașă ornamentată, încrețită sub guler, cu mâneci lungi și largi cu „altiță”, poale lungi de culoare închisă, șorț de culoare închisă, brâu. Podoabe: cercei, șiraguri de mărgele. Fotografie de atelier cu fundal pictat și elemente pentru decor. V: Marca „Transilvania” și un text de reclamă scris în limba germană: (traducere) „Fotografie de Theod. Glatz / Carl Koller. Multiplicare rezervată”. Număr inventar MCPR 53. | Complexul Național Muzeal Astra, Sibiu                                  | Cimec    |
|      | Tânără în costum popular maghiar de sărbătoare Autor: Fischer, Emil                                                     | Datare: 1900-1918 Școală: Emil Fisher Dimensiuni: L: 13,8 cm; LA: 9,6 cm; carton: L: 16,7 cm; LA: 10,6 cm; Gr: 0,1 cm Material: hârtie fotografică subțire; carton; fotografiere; lipire; presare                                                                                | R: Tânără fată în port popular maghiar de sărbătoare (zona Calata?): pe cap poartă „parta”, bogat ornamentată cu mărgele și paiete strălucitoare, la spate cu panglici, cămașă încrețită la gât având gulerul și manșetele mânecilor ornamentate, cămașa este brodată pe umeri, fusta plisată mărunt, șorț plisat legat în față, bogat decorat cu motive florale și geometrice; la gât are mărgele; pe mână are o podoabă în formă de ciucuri mari (numită „coadă de cal”) făcută din mătase și mărgele. Fotografie de atelier redând un interior de locuință; elemente de recuzită pentru decor: scaun. Sub fotografie, pe carton, marca monogramă a fotografului, numele atelierului și adresa [traducere în limba română - “Sibiu, str. N. Bălcescu 5”]. V: Versoul este deteriorat datorirtă lipirii/dezlipirii de pe un alt suport. Număr inventar MCPR 57. | Complexul Național Muzeal Astra, Sibiu                                  | Cimec    |
|      | Tânără în costum popular maghiar de sărbătoare Autor: Fischer, Emil                                                     | Datare: 1900-1918 Școală: Emil Fisher Dimensiuni: L: 13,8 cm; LA: 9,5 cm; carton: L: 16,6 cm; LA: 10,6 cm; Gr: 0,1 cm Material: hârtie fotografică subțire; carton; fotografiere; lipire; presare                                                                                | R: Tânără fată în port popular maghiar de sărbătoare (zona Calata?). Costumul este compus din: pe cap poartă „parta”, bogat ornamentată cu mărgele și paiete strălucitoare, la spate cu panglici, cămașă încrețită la gât având gulerul și manșetele mânecilor ornamentate, cămașa este brodată pe umeri, fusta plisată mărunt, șorț plisat legat în față, bogat decorat cu motive florale și geometrice; la gât are mărgele; pe mână are o podoabă în formă de ciucuri mari (numită „coadă de cal”) făcută din mătase și mărgele. Fotografie de atelier redând un interior de locuință; elemente de recuzită pentru decor: scaun. Sub fotografie, pe carton, marca monogramă a fotografului, adresa atelierului [Sibiu, str. N. Bălcescu 5]. V: Versoul este deteriorat datorirtă lipirii/dezlipirii de pe un alt suport. Număr inventar MCPR 58. | Complexul Național Muzeal Astra, Sibiu                                  | Cimec    |
|      | Două perechi de români în costume populare de sărbătoare Autor: Fischer, Emil                                           | Datare: 1900-1918 Școală: Emil Fisher Dimensiuni: L: 10,6 cm; LA: 9,6 cm; carton: L: 16,6 cm; LA: 10,6 cm; Gr: 0,1 cm Material: hârtie fotografică; carton; fotografiere; lipire; presare                                                                                        | R: Două perechi de români, în costume populare de sărbătoare din Săliște. Bărbații poartă pe cap căciuli mari, de blană neagră, cămăși albe, cu mâneci lungi și largi, pantaloni de postav, strânși pe picior, veste, iar în picioare au cizme. Femeile, de vârste diferite, poartă: baticuri înflorate, cu ciucuri legate la spate, cămăși cu „umeraș și șire” pe mânecile largi, poale albe, largi, neornamentate, șorț decorat în partea de jos cu două rânduri de motive florale și terminat cu ciucuri, ghete, pieptar despicat, ornamentat – femeia mai tânără. Portul femeii mai în vârstă este constituit din: broboadă, cămașă cu ciupag cu mâneci largi și „altiță”; poale albe, lungi, șorț cu ciucuri în partea de jos; pieptar înfundat, brodat la buzunar, opinci. Ambele femei țin în mână batiste brodate. Fotografie de atelier cu fundal pictat și elemente de recuzită: coloană și bancă din piatră. Pe carton, pe passe-partout apare marca monogramă și adresa atelierului fotografic. V: Versoul este deteriorat datorirtă lipirii/dezlipirii de pe un alt suport. Număr inventar MCPR 68. Ștampilă Muzeul Brukenthal nr. 119. | Complexul Național Muzeal Astra, Sibiu                                  | Cimec    |
|      | Grup de femei în port popular românesc de sărbătoare Autor: Fischer, Emil                                               | Datare: 1900-1918 Școală: Emil Fisher Dimensiuni: L: 13,8 cm; LA: 9,5 cm; carton: L: 16,6 cm; LA: 10,6 cm; Gr: 0,1 cm Material: hârtie fotografică; carton; fotografiere; lipire; presare                                                                                        | R: Grup compus din trei femei românce, de diferite vârste, în port popular de sărbătoare din Mărginimea Sibiului. Portul este constituit din: cârpă neagră, cămașă din pânză cu mânecile terminate cu fodori, bogat decorate cu „ciocănele și șire” (la tinere), poale albe fără ornamentație, șorț cu ciucuri în partea de jos, catrințe din postav negru, având în partea de jos două benzi de cusături cu mătase, cu marginile laterale împodobite cu dantelă neagră și ciucuri în partea de jos (la tinere); pieptar despicat, brodat (la tinere), vestă neagră (la femeia mai în vârstă), ghete. Fotografie de atelier cu fundal pictat și elemente de recuzită pentru decor (coloane din piatră). Pe carton, în partea de jos, marca monogramată a atelirului, cu auriu, și adresa atelierului [Sibiu / Heltauergasse 5 – azi N. Bălcescu]. Număr de inventar MCPR 69. Ștampilă Muzeul Brukenthal, nr. 120. V: Deteriorat în urma dezlipirii/lipirii pe un alt suport. | Complexul Național Muzeal Astra, Sibiu                                  | Cimec    |
|      | Evdochia Munteanu în costum popular românesc de sărbătoare Autor: Fischer, Emil                                         | Datare: 1900-1904 Școală: Emil Fisher Dimensiuni: L: 13,7 cm; LA: 9,5 cm; carton: L: 16,6 cm; LA: 10,6 cm; Gr: 0,1 cm Material: hârtie fotografică subțire; carton; fotografiere; lipire; presare                                                                                | R: Evdochia Munteanu îmbrăcată în costum popular românesc de sărbătoare din Mărginimea Sibiului. Participantă la Expoziția Jubiliară de la București, septembrie, 1906. Pe cap are broboadă. Cămașa femeiască este confecționată din pânză albă și are mânecile largi și lungi. Este ornamentată cu „ciocănele și șire” pe mânecă și piept. Fotografie de atelier. Pe cartonul de culoare verde, în partea de jos apare marca monogramă a atelierului și adresa [Hermannstadt / Heltauergasse 5]. V: Deteriorat datorită dezlipirii/lipirii de pe alt suport. Număr de inventar MCPR 70. Ștampilă Muzeul Brukenthal nr. 121. | Complexul Național Muzeal Astra, Sibiu                                  | Cimec    |
|      | Pereche de miri români din zona Sibiu în costume de sărbătoare Autor: Asbóth, Kamilla                                   | Datare: 1882-1897 Dimensiuni: L: 14,4 cm; LA: 10,6 cm; carton: L: 15,2 cm; LA: 11,4 cm; Gr: 0,1 cm Material: hârtie fotografică; carton; fotografiere; lipire; presare | R: Pereche de miri în port popular românesc de sărbătoare din zona Sibiului. Bărbatul poartă pe cap pălărie iar la gât are cravată. Este îmbrăcat cu cămașă bărbătească cu poale, pieptar înfundat, cojoc cu mâneci lungi ornamentat, pantaloni din postav strânși pe picior, cizme. La mijloc are curea lată din piele. Femeia poartă pe cap cunună de mireasă. Este îmbrăcată cu rochie albă cu mâneci cu pumnași, pieptar despicat, bogat decorat, pe umeri are cojoc cu mâneci lungi tivit pe piept cu blană. Fotografie de atelier având elemente de recuzită. Se pot observa pe marginile fotografiei urme de lipici. V: Marca atelierului fotografic cu 10 medalii și text de reclamă în limba germană: (traducere) „Kamilla Asbóth moștenitoarea lui Th. Glatz. Sibiu”. Carton comandat la Lith. Krziwanek – Viena. Etichetă ruptă a SKV. Ștampilă SKV. Ștampilă Muzeul Brukenthal, nr. 267. Număr inventar MCPR 125. | Complexul Național Muzeal Astra, Sibiu                                  | Cimec    |
|      | Țigan căldărar Autor: Asbóth, Kamilla                                                                                   | Datare: 1882-1897 Dimensiuni: L: 14,4 cm; LA: 10,3 cm; carton: L: 16,3 cm; LA: 11,2 cm; Gr: 0,1 cm Material: hârtie fotografică subțire; carton; fotografiere; lipire; presare                                                                                                   | R: Țigan căldărar îmbrăcat în haine specifice etniei rome: cămașă cu mâneci lungi, vestă de piele descheiată, pantaloni, curea lată de piele, pălărie. Personajul fotografiat este surprins în poziție șezând cu mâna dreaptă sprijinită de cap iar cotul de un ceaun, în mâna stângă ține pălăria. Fotografie de atelier cu fundal panou pictat. Pe cartonul pe care este lipită fotografia sunt menționate, în partea de jos, numele fotografului, în stânga [Kamilla Asbóth] și orașul unde a activat atelierul, în dreapta [Hermannstadt (Sibiu)]. V: Marca atelierului fotografic cu 10 medalioane și text de reclamă în limba germană scris cu culoare maro: (traducere) „Atelier Kamilla Asbóth. Moștenitoarea lui Th. Glatz. Drepturi de multiplicare rezervate. Plăcile se păstrează în scopul unor comenzi ulterioare”. Carton comandat la Lith. K. Krziwanek – Viena. Ștampilă colecția director Emil Sigerus; Ștampilă Muzeul Brukenthal nr. 268; Număr inventar MCPR 126. | Complexul Național Muzeal Astra, Sibiu                                  | Cimec    |
|      | Țigancă Autor: Asbóth, Kamilla                                                                                          | Datare: 1882-1897 Dimensiuni: L: 14,8 cm; LA: 10,5 cm; carton: L: 16,3 cm; LA: 11,2 cm; Gr: 0,1 cm Material: hârtie fotografică; carton; fotografiere; lipire; presare | R: Țigancă în costum specific etniei rome: pe cap are batic înflorat; poartă cămașă cu mâneci lungi, ruptă pe piept, fotă învărgată cu linii orizontale înguste. Pe umărul drept ține o bâtă de lemn cu ajutorul căreia transportă coșuri împletite. Fotografie de atelier. Pe cartonul pe care este lipită fotografia sunt menționate, în partea de jos, numele fotografului, în stânga [Kamilla Asbóth] și orașul unde a activat atelierul, în dreapta [Hermannstadt (Sibiu)]. V: Marca atelierului cu 10 medalioane și text de reclamă în limba germană scris cu culoare maro: (traducere) „Atelier Kamilla Asbóth. Moștenitoarea lui Th. Glatz. Drepturi de multiplicare rezervate. Plăcile se păstrează în scopul unor comenzi ulterioare”. Carton tipărit la Lith. K. Krziwanek – Viena. Ștampilă colecția director Emil Sigerus; Ștampilă Muzeul Brukenthal nr. 269; Număr inventar MCPR 127. Fotografie identică cu GD 2326. | Complexul Național Muzeal Astra, Sibiu                                  | Cimec    |
|      | Țigan Autor: Asbóth, Kamilla                                                                                            | Datare: 1871-1897 Dimensiuni: L: 13,3 cm; LA: 9,6 cm; carton: L: 16,4 cm; LA: 11 cm; Gr: 0,1 cm Material: hârtie fotografică; carton; fotografiere; lipire; presare | R: Țigan cântând la vioară. Este îmbrăcat în port specific etniei rome: căciulă de blană, cămașă cu poale, haină cu mâneci lungi din blană, pantaloni de postav largi, opinci. Este așezat pe stâncă (element de decor) iar lângă el se află o bâtă de lemn și traista pentru transport. Fotografie de atelier cu fundal pânză pictată și elemente de recuzită. Fotografie lipită pe carton. V: Ștampilă Colecția director Emil Sigerus; Ștampilă Muzeul Brukenthal nr. 270; Număr inventar MCPR 128. | Complexul Național Muzeal Astra, Sibiu                                  | Cimec    |
|      | Țigancă împreună cu fiica sa Autor: Asbóth, Kamilla                                                                     | Datare: 1882-1897 Dimensiuni: L: 13,8 cm; LA: 9,6 cm; carton: L: 16,4 cm; LA: 11,2 cm; Gr: 0,1 cm Material: hârtie fotografică; carton; fotografiere; lipire; presare | R: Țigancă împreună cu fiica sa îmbrăcate în port specific etniei rome. Femeia are batic, cămașă femeiască cu mâneci lungi, șorț înflorat. Este surprinsă de fotograf cu pipa în colțul gurii. Pe spate are traistă. Fetița este îmbrăcată cu o rochiță ruptă. În mâini ține un băț. Fotografie de atelier cu fundal pânză pictată. Pe cartonul pe care este lipită sunt menționate numele fotografului [Kamilla Asbóth] și orașul unde a activat [Hermannstadt (Sibiu)]. V: Marca atelierului cu 10 medalioane și text de reclamă în limba germană scris cu culoare maro: (traducere) „Atelier Kamilla Asbóth. Moștenitoarea lui Th. Glatz. Drepturile de multiplicare rezervate. Plăcile se păstrează în scopul unor comenzi ulterioare”. Ștampilă colecția director Emil Sigerus; Ștampilă Muzeul Brukenthal nr. 271/a; Număr inventar MCPR 129. Fotografie identică cu GD 130 și 2318. | Complexul Național Muzeal Astra, Sibiu                                  | Cimec    |
|      | Matrice sigilară | Datare: sec. XV Școală: Atelier transilvănean Dimensiuni: DL: 6,4 cm; DLA: 3,9 cm; I: 2,3 cm Material: bronz; turnare; gravare | Matrice sigilară elipsoidală din bronz, cu mâner din același metal, care constă dintr-o placă turnată, triunghiulară, cu o perforație în cruce, lipită perpendicular pe paca sigilară. În câmp o biserică cu trei turnuri, unul central gros și două laterale mici. În partea inferioară două personaje sprijină, cu mâinile întinse, biserica. Legenda, în exergă, între două linii perlate elipsoidale: S . + CAPITVLI DECANATUS DE SCHELK (S este întors) (Capitlul Decanatului Șeica). | Muzeul Național Brukenthal, Sibiu                                       | Cimec    |
|      | Matrice sigilară | Datare: sec. XIX Școală: Atelier european Dimensiuni: D: 4,1 cm; I: 4,3 cm Material: alamă; fier; turnare; strunjire; gravare | Matrice sigilară rotundă, din alamă, în formă de monedă, ușor convex curbată, lipită cu plumb de mânerul de alamă, care are jos un disc, sus este din fier, probabil pentru batere cu ciocanul la aplicarea timbrului sec (pe pașapoarte ?); din cauza baterii probabil partea din alamă a mânerului e crăpată puțin lateral. Discul de la mâner are deasupra gravat un semn pentru a fi ținut în poziție corectă la aplicare. În câmp vulturul prusac conturnat și încoronat, pe o cunună din frunze de laur, ține în gheare un sceptru și o ramură de măslin. Inscripția în exergă, între două cercuri liniare: KOENIGLICH PREUSSISCHES CONSULAT IN BUCCAREST (Consulatul regal prusac la București). | Muzeul de Istorie, Sibiu                                                | Cimec    |
|      | Pereche în port popular românesc de lucru Autor: Roșu, Alexander                                                        | Datare: 1892 - 1900 Școală: Alexander Roșu - fotografie; Kühlen Miksche Dimensiuni: fotografie - L: 14,2 cm; l: 10,5 cm; carton - L: 16,7 cm, l: 11,2 cm, Gr: 0,1 cm Material: hârtie fotografică subțire, carton; fotografiere, lipire, presare                                 | R: Pereche de români în port popular de lucru din zona Bistrița. Femeia are pe cap un batic alb și este îmbrăcată cu cămașă cu mâneci largi, poale albe, șorț, pieptar tivit cu blană neagră; în picioare are cizme. În mână ține un ulcior cu motive geometrice. Bărbatul poartă cămașă, pieptar cu blană, cioareci de pănură, în picioare opinci. În mâna dreaptă ține o pălărie cu boruri largi. Fotografie de atelier cu fundal pictat. Pe carton, în partea de jos sunt imprimate marca monogramă, numele fotografului (Roșu) și localitatea unde era situat atelierul fotografic (Bistrița). V: Marca atelierului cu șase efigii și text de reclamă scris cu culoare roșie: "Atelier fotografic Alexandru Roșu, Bistriță, Piața mare, Transilvania. Specialitate: Portrete până la mărimea naturală, susceperi originale. Înmăriri după ori ce portrete mici până la mărimea naturală. Ori și ce reproducere e interzisă. Comande ulteriore se efepluese ori și când prelângă preț moderat". Carton tiprit la Kühlen Miksche, Viena. | Centrul de Informare și Documentare în Etnologie „Cornel Irimie”, Sibiu | Cimec    |
|      | Bătrân în port popular românesc de lucru Autor: Roșu, Alexander                                                         | Datare: 1892 - 1900 Școală: Alexander Roșu - fotografie; Kühlen Miksche Dimensiuni: fotografie - L: 14,2 cm; l: 10,5 cm; carton - L: 16,7 cm, l: 11,2 cm, Gr: 0,1 cm Material: hârtie fotografică subțire, carton; fotografiere, lipire, presare                                 | R: Bătrân în port popular românesc de lucru, din localitatea Ruștilor, județul Bistrița Năsăud. Este îmbrăcat cu: pălărie cu boruri mari, pe cap, cămașă cu poale, pieptar din piele, cioareci din pănură, opinci, chimir, traistă. Fotografie de atelier cu fundal pictat. Pe carton, în partea de jos sunt imprimate marca monogramă, numele fotografului (Roșu) și localitatea unde era situat atelierul fotografic (Bistrița). V: Marca atelierului cu șase efigii și text de reclamă scris cu culoare roșie: "Atelier fotografic Alexandru Roșu, Bistriță, Piața mare, Transilvania. Specialitate: Portrete până la mărimea naturală, susceperi originale. Înmăriri după ori ce portrete mici până la mărimea naturală. Ori și ce reproducere e interzisă. Comande ulteriore se efepluese ori și când prelângă preț moderat". Carton tiprit la Kühlen Miksche, Viena. Număr inventar MCPR 19. | Centrul de Informare și Documentare în Etnologie „Cornel Irimie”, Sibiu | Cimec    |
|      | Grup de trei fete îmbrăcate în costume populare românești de sărbătoare Autor: Heitler, G.                              | Datare: primul sfert al secolului al XX-lea Școală: Atelier Heitler Dimensiuni: fotografie - L: 14,6 cm; l: 10,3 cm; carton - L: 17,3 cm, l: 11,7 cm, Gr: 0,1 cm Material: hârtie fotografică subțire, carton; fotografiere, lipire, presare                                     | R: Grup compus din trei fete în port popular românesc de sărbătoare, din localitatea Bilbor, județul Harghita. Costumele populare sunt alcătuite din: acoperitoare de cap specifice zonei, cămăși cu ciupag încrețite la gât, brodate pe piept, cu mâneci largi decorate cu modele pe margini și pe lungime, pieptare din piele tivite cu blană neagră, poale albe lungi, zadii cu trup discret învărgate. Fotografie de atelier cu fundal pictat. Pe carton, în partea dreaptă, jos, sunt menționate cu culoare argintie numele atelierului fotografic (Atelier Heiter) și localitatea în care acesta a funcționat (Borsec). V: Ștampila Muzeului Brukenthal și numărul de inventar MCPT 22. | Centrul de Informare și Documentare în Etnologie „Cornel Irimie”, Sibiu | Cimec    |
|      | Femeie în port popular românesc de sărbătoare Autor: Kröpfel, Friedrich                                                 | Datare: 1871 - 1855 Dimensiuni: fotografie - L: 9 cm; l: 5,7 cm; carton - L: 10,2 cm, l: 6,5 cm, Gr: 0,1 cm Material: hârtie fotografică subțire, carton; fotografiere, lipire, presare                                                                                          | R: Femeie îmbrăcată în port popular românesc de sărbătoare din zona Sibiului, sprijinită de un scaun. Costumul este compus din: pahiol pe cap, cămașă încrețită la gât cu și cu mâneci largi, decorate pe umăr cu altiță și șiruri, poale albe lungi, șorț cu ciucuri în partea de jos; în mâna stângă ține o batistă brodată. Fotografie realizată în exteriorul atelierului fotografic având fundal pictat (peisaj montan). Pe carton, în partea de jos, este menționat numele fotografului [F.F. Kröpfel]. V: Marcă simplă a fotografului în limbă germană, pe trei rânduri, de culoare albastră: [traducere] "Friedrich Kröpfel. Fotograf în Sibiu". Numărul de inventar MCPR 38. | Centrul de Informare și Documentare în Etnologie „Cornel Irimie”, Sibiu | Cimec    |
|      | Măierițe din Sibiu în port popular românesc de sărbătoare Autor: Glatz, Theodor; Koller, Carl (atribuit)                | Datare: deceniul șase al secolului al XIX-lea Școală: Theodor Glatz Dimensiuni: fotografie - L: 9 cm; l: 6 cm; carton - L: 10,2 cm, l: 6,5 cm, Gr: 0,1 cm Material: hârtie fotografică subțire, carton; fotografiere, lipire, presare, pictare manuală                           | R: Două tinere măierence în costume populare românești de sărbătoare din Sibiu. Costumele sunt compuse din: pe cap poartă baticuri înflorate, pictate manual cu culoare albastră, portocaliu și galben, cămăși albe decorate pe piept și pe mânecile largi și lungi, poale lungi, albe, șorțuri învărgate, în picioare poartă ghete. Fata din partea stângă a imaginii ține în mâna stângă o traistă colorată manual cu culoare albastră. La gât au șiraguri de mărgele. Fotografie de atelier cu fundal pictat manual. V: Însemnare manuscrisă cu tuș negru Enea Hodoș: "Țărance române: "măierițe" din Sibiu pe la anii 1876-1880. Atelierul Glatz. = Fete mari: tip româno-slav = 1876-80 E.H.". Nr. Inv. MCPR 30. | Centrul de Informare și Documentare în Etnologie „Cornel Irimie”, Sibiu | Cimec    |
|      | Femeie îmbrăcată în port popular românesc de sărbătoare Autor: Kröpfel, Friedrich                                       | Datare: 1871-1855 Dimensiuni: fotografie - L: 9,3 cm; l: 5,3 cm; carton - L: 10,5 cm, l: 6,2 cm, Gr: 0,1 cm Material: hârtie fotografică subțire, carton; fotografiere, lipire, presare                                                                                          | R: Femeie îmbrăcată în port popular românesc de sărbătoare din jurul Sibiului, șezând pe scaun. Costumul este compus din: pahiol, ie albă cu mâneci largi și broderie pe piept, pieptar de blană despicat bogat ornamentat, poale albe și lungi, șorț cu ciucuri; pe umeri poartă haină din postav; în picioare are ghete. Fotografie de atelier cu elemente de recuzită: scaun, masă, ceas. V: Marcă heraldică "Transilvania" și text de reclamă scris în limba germană: "Fotografie de Friedrich Kropfel în Sibiu. Reproducerile se pot face pe cont propriu". Număr inventar MCPR 33. | Centrul de Informare și Documentare în Etnologie „Cornel Irimie”, Sibiu | Cimec    |
|      | Femeie îmbrăcată în port popular românesc de sărbătoare Autor: Maierhofer, Alex.                                        | Datare: 1860-1871 Dimensiuni: fotografie - L: 9,3 cm; l: 5,7 cm; carton - L: 10,3 cm, l: 6 cm, Gr: 0,1 cm Material: hârtie fotografică subțire, carton; fotografiere, lipire, presare                                                                                            | R: Femeie îmbrăcată în port popular românesc de sărbătoare din jurul Sibiului, șezând pe scaun. Costumul este compus din: pahiol, ie albă cu mâneci largi și broderie pe piept, pieptar de blană despicat bogat ornamentat, poale albe și lungi, șorț cu ciucuri; pe umeri poartă haină din postav; în picioare are ghete. Fotografie de atelier cu elemente de recuzită: scaun, masă, ceas. În partea de jos, pe carton este menționat numele fotografului (A. Maierhofer). V: Marca autorului cu doi "putti" și un text de reclamă scris în limba germană: "Fotografie de Alex. Maierhofer în Sibiu. Reproducerile se pot face pe cont propriu". Număr inventar MCPR 34. | Centrul de Informare și Documentare în Etnologie „Cornel Irimie”, Sibiu | Cimec    |
|      | Bărbat în costum popular românesc de sărbătoare Autor: Kröpfel, Friedrich                                               | Datare: 1871-1885 Dimensiuni: fotografie - L: 9,3 cm; l: 5,7 cm; carton - L: 10,2 cm, l: 6 cm, Gr: 0,1 cm Material: hârtie fotografică subțire, carton; fotografiere, lipire | R: Bărbat în port popular românesc de sărbătoare din zona Sibiului, așezat pe scaun. Costumul este compus din cămașă bărbătească, vestă cu două rânduri de nasturi, pantaloni de postav; pe umeri cojoc de blană cu mâneci lungi. Este încălțat cu cizme. În mâna dreaptă ține o căciulă de blană. Pe carton, în partea de jos sunt menționate numele fotografului (Friedr. Kropfel) și localitatea unde a activat atelierul fotografic. V: Marcă simplă a autorului cu textul în limba germană: [traducere] "Friedrich Kröpfel. Fotograf în Sibiu". Numărul de inventar 35 MCPR. | Centrul de Informare și Documentare în Etnologie „Cornel Irimie”, Sibiu | Cimec    |
|      | Bărbat în port popular românesc de sărbătoare din jurul Sibiului Autor: Kröpfel, Friedrich                              | Datare: 1871-1885 Dimensiuni: fotografie - L: 9 cm; l: 5,7 cm; carton - L: 10,2 cm, l: 6,5 cm, Gr: 0,1 cm Material: hârtie fotografică subțire, carton; fotografiere, lipire, presare                                                                                            | R: Bărbat în port popular românesc de sărbătoare din zona Sibiului, așezat pe scaun. Costumul este compus din căciulă de balnă, cămașă cu poale și mâneci largi, pieptar despicat ornamentat, șerpar lat, pantaloni de postav; pe umeri poartă haină cu mâneci lungi; este încălțat cu cizme; în mâna dreaptă ține o cană de sticlă. Fotografie realizată în exteriorul atelierului fotografic având fundal pictat. Pe carton, în partea de jos sunt menționate numele fotografului [Friedr. Kropfel] și localitatea unde a activat acesta [Hermannstadt]. V: Marcă simplă a fotografului pe trei rânduri în limba germană, cu culoare albastră: [traducere] "Friedrich Kröpfel. Fotograf în Sibiu". Numărul de inventar MCPR 36. | Centrul de Informare și Documentare în Etnologie „Cornel Irimie”, Sibiu | Cimec    |
|      | Saveta Templeanu în port popular românesc de sărbătoare Autor: Gere Sandor                                              | Dimensiuni: fotografie: L: 14 cm, LA: 10 cm; carton: L: 16,4 cm, LA: 11 cm, Gr: 0,1 cm Material: hârtie fotografică subțire; carton; fotografiere; lipire; presare | R: Saveta Tempeleanu torcând, îmbrăcată în port popular românesc de sărbătoare specific zonei Valea Băiței, localitatea Hârșești. Pe carton, în partea de jos, sunt menționate numele fotografului [Gere Sandor] și localitatea unde a activat [Belenyes] / Beiuș. V: Însemnare manuscrisă cu cerneală albastră: "Port din Valea Băiței (Bihor). Fotografata se numește Saveta Tempelean. Acum ie moartă. S-a născut în Hârșești și a murit în Campani, unde a fost măritată după economul Melentre Popa. Amândoauă aceste sate sunt în Valea Băiței. Numirile portului sunt: cârpa (cu care ie învelit capul), spătoiul (altcum la bărbați, numită cămeșe), cojocul (peste spătoiu), poalele (haina de la brâu în jos) și zadia (în alte locuri numită catrință); în mâini: furca cu caierul și cu fusul / trimisă la 27/XI v. 1909, prin Moise Popoviciu, preot în Seghiște - Hârșești c. Bihor”. | Complexul Național Muzeal Astra, Sibiu                                  | Cimec    |
|      | Trei tinere în port românesc de sărbătoare, ghicind în cărți de joc Autor: Roșu, Alexander                              | Școală: Fotografie: Alexander Roșu; carton: Sigm Bondy, Wien Dimensiuni: fotografie: L: 13,8 cm; LA: 10,5 cm; carton: L: 15,7 cm., LA: 10,5 cm., Gr: 0,1 cm Material: hârtie fotografică subțire; carton; fotografiere; lipire; presare                                          | R: Grup de trei tinere în port popular românesc din zona Bistrița. Costumele de sărbătoare sunt compuse din: batic negru, cămașă albă încrețită la mâneci, pieptar înfundat decorat cu motive florale, poale albe, brâu, catrințe învărgate (stânga); batic înflorat, cămașă albă cu mâneci încrețite și broderie pe mâneci, brâu, poale și catrințe învărgate (mijloc); batic, cămașă albă ornamentată pe piept și mâneci, pieptar tivit cu blană pe margini, fustă și șort de culoare închisă (dreapta). La gât, toate trei fetele poartă mărgele și salbe de monede. Două dintre fete sunt așezate pe scaune, cărțile de joc fiind ținute de tânăra din partea dreaptă. Fotografie de atelier, tip cabinet, cu fundal pictat. Piesa păstrează passe-partout original. În partea de jos, pe cartonul pe care este lipită fotografia, sunt imprimate marca monogramă, numele fotografului (Roșu) și localitatea unde a funcționat atelierul. V: Text de reclamă scris în limba germană cu culoare albastră: [traducere] "Atelier fotografic Alexandru Roșu, Bistriță, Transilvania, Piața Mare 22. Portrete până la mărimea naturală, susceperi originale. Înmăriri după ori ce portrete mici până la mărimea naturală. Ori și ce reproducere e interzisă”. Cartonul a fost tipărit la Sigm. Bondy, Viena. Ștampilă Muzeul Brukenthal și nr. inv. MCPR 6. | Complexul Național Muzeal Astra, Sibiu                                  | Cimec    |
|      | Femeie în port popular românesc de sărbătoare din zona Bistrița Autor: Roșu, Alexander                                  | Școală: Fotografie: Alexander Roșu; carton: Kuhlen Miksche Dimensiuni: fotografie: L: 14,2 cm., LA: 10,5 cm.; carton: L: 16,6 cm., LA: 11,2 cm.; Gr: 0,1 cm Material: hârtie fotografică subțire; carton; fotografiere; lipire; presare                                          | R: Femeie stând în picioare, îmbrăcată în port popular românesc de sărbătoare din zona Bistrița. Costumul este compus din năframă cu ciucuri, cămașă albă cu mâneci largi terminate cu fodori și cu "pene peste cot", brâu, pieptar din lână ornamentat, poale albe lungi, catrințe decorate în partea de jos, terminate cu ciucuri. În picioare poartă pantofi. La gât are șiraguri de mărgele și salbe de monede. În mâna dreaptă ține un ulcior decorat cu motive geometrice. Fotografie de atelier cu fundal pânză pictată. În partea de jos, pe cartonul pe care este lipită fotografia, sunt menționate marca monogramă, numele fotografului (Roșu) și localitatea unde a funcționat atelierul. V: Marca atelierului cu șase efigii și text de reclamă scris cu culoare roșie, în limba română: "Atelier fotografic Alexandru Roșu, Bistrița, Piața Mare, Transilvania. Specialiate: Portrete până la mărimea naturală. Susceperi originale. Înmânări după ori ce portrete mici până la mărimea naturală. Ori și ce reproducere e interzisa. Comande ulterioare se efectuese ori și când prelângă preț moderat". Însemnele atelierului și textul au fost tipărite la Kühlen Miksche, Viena. Ștampilă Muzeul Brukenthal și nr. inv. MCPR 8. | Complexul Național Muzeal Astra, Sibiu                                  | Cimec    |
|      | Pereche de tineriîmbrăcați în port popular românesc de sărbătoare din zona Bistrița Autor: Roșu, Alexander              | Școală: Fotografie: Alexander Roșu; carton: Kuhlen Miksche Dimensiuni: fotografie: L: 14,2 cm., LA: 10,5 cm.; carton: L: 16,8 cm., LA: 11,2 cm.; Gr: 0,1 cm Material: hârtie fotografică subțire; carton; fotografiere; lipire; presare                                          | R: Pereche de tineri în port popular românesc de sărbătoare din zone Bistrița. Costumul femeii este compus din podoabă de cap, cămașă albă cu mâneci largi, terminate cu fodori, brodate peste cot cu motive florale, vestă, brâu, poale albe, catrințe (zadii) decorate; la gât are mărgele și salbe de monede. Bărbatul poartă pălărie cu boruri mari, ornamentată cu flori pe calotă, cămașă albă cu poale, mânecile tivite cu motive florale, pieptar alb tivit cu blană neagră, cioareci din pănură, opinci. Fotografie realizată în studio; fundalul este pictat. În partea de jos, pe carton, sunt imprimată marca monogramă, numele fotografului (Roșu) și localitatea unde era situat atelierul (Bistriță). V: Text cu culoare roșie: “Atelier fotografic Alexandru Roșu, Bistriță, Piața mare, Transilvania. Specialitate: Portrete până la mărimea naturală, susceperi originale. Înmăriri după ori ce portrete mici până la mărimea naturală. Ori și ce reproducere e interzisă. Comande ulteriore se efepluese ori și când prelângă preț moderat.” Însemnele atelierului și textul au fost tipărite la Kühlen Miksche, Viena. Nr. Inv. MCPR 9. | Complexul Național Muzeal Astra, Sibiu                                  | Cimec    |
|      | Grup compus din două femei și un bărbat în port popular românesc de sărbătoare din zona Bistrița Autor: Roșu, Alexander | Școală: Fotografie: Alexander Roșu; carton: Kuhlen Miksche Dimensiuni: fotografie: L: 14, 2 cm., LA: 10,5 cm.; carton: L: 16,8 cm., LA: 11,2 cm., GR: 0,1 cm Material: fotografie realizată pe hârtie fotografică lipită și presată ulterior pe carton                           | R: Grup compus din două femei și un bărbat, îmbrăcați în costume populare românești de sărbătoare din zona Bistrița. Portul femeiesc este compus din: cămașă albă cu mâneci largi, terminate cu fodori și brodate peste cot cu motive florale, brâu, poale albe decorate în partea de jos cu motive florale, catrințe învărgate (stânga), șorț (dreapta); la gât au mărgele și salbe de monede. Portul bărbătesc este compus din: pălărie cu boruri mari, cămașă albă cu poale, cioareci din pănură, opinci cu zurgălăi; la brâu poartă chimir, la care este prinsă o batistă brodată. Fotografie de atelier cu fundal pânză pictată și elemente de recuzită. Pe cartonul pe care este lipită fotografia sunt menționate marca monogramă, numele fotografului (Roșu) și localitatea unde era situat atelierul (Bistriță). V: Marca atelierului cu șase efigii; text de reclamă tipărit cu culoare roșie : "Atelier fotografic Alexandru Roșu, Bistrița, Piața Mare, Transilvania. Specialiate: Portrete până la mărimea naturală, susceperi originale. Înmânări după ori ce portrete mici până la mărimea naturală. Ori și ce reproducere e interzisă. Comande ulteriore se efepluese ori și când prelângă preț modetar”. Carton tipărit la Kühlen Miksche, Viena. Număr inventar MCPR 10. Colecția ASTRA. | Complexul Național Muzeal Astra, Sibiu                                  | Cimec    |
|      | Purtător de drapel grăniceresc Autor: Roșu, Alexander                                                                   | Școală: Fotografie: Alexander Roșu; carton: Kuhlen Miksche Dimensiuni: fotografie L: 12,8 cm; LA: 10 cm; carton: L: 16,7 cm; LA: 11,2 cm; Gr: 0,1 cm Material: hârtie fotografică subțire; carton; fotografiere; lipire; presare                                                 | R: Purtător de drapel grănicere. Bătrân îmbrăcat în port popular românesc de sărbătoare din zone Bistrița compus din pălărie cu boruri mari, suman negru, opinci. În mâini ține bățul drapelului a cărui pânză este foarte ruptă. Fotografie tip cabinet realizată în studioul fotografic având fundalul pictat. În partea de jos, pe passe-partout, sunt imprimate marca monogramă, numele fotografului (Roșu) și localitatea unde era situat atelierul (Bistriță). V: Text în limba română, scris cu culoare roșie: “Atelier fotografic Alexandru Roșu, Bistriță, Piața mare, Transilvania. Specialitate: Portrete până la mărimea naturală, susceperi originale. Înmăriri după ori ce portrete mici până la mărimea naturală. Ori și ce reproducere e interzisă. Comande ulteriore se efepluese ori și când prelângă preț moderat.” Carton tipărit la Kühlen Miksche, Viena. Ștampilă Muzeul Brukemthal 23, nr. inv. MCPR 11. | Complexul Național Muzeal Astra, Sibiu                                  | Cimec    |
|      | Bătrân în port popular românesc Autor: Roșu, Alexander                                                                  | Școală: Fotografie: Alexander Roșu; carton: Kuhlen Miksche Dimensiuni: fotografiei: L: 14,8 cm., LA: 10,5 cm.; carton: L: 16,8 cm., LA: 11,2 cm., Gr: 0,1 cm Material: hârtie fotografică subțire; carton; fotografiere; lipire; presare                                         | R: Bătrân în port popular românesc din zone Bistrița, așezat pe scaun. Costumul este compus din cămașă albă cu poale, pieptar alb înfundat din piele, tivit la gât cu blană neagră și brodat, cioareci din pănură, opinci. Fotografie are fundalul panou pictat. În partea de jos, pe passe-partout, sunt imprimate marca monogramă, numele fotografului (Roșu) și localitatea unde era situat atelierul (Bistriță). V: Marca atelierului fotografic cu 6 medalii și text de reclamă tipărit cu culoare roșie, în limba română: “Atelier fotografic Alexandru Roșu, Bistriță, Piața mare, Transilvania. Specialitate: Portrete până la mărimea naturală, susceperi originale. Înmăriri după ori ce portrete mici până la mărimea naturală. Ori și ce reproducere e interzisă. Comande ulteriore se efepluese ori și când prelângă preț moderat”. Carton tipărit la Kühlen Miksche, Viena. Ștampilă Muzeul Brukenthal, nr. inv. MCPR 12. | Complexul Național Muzeal Astra, Sibiu                                  | Cimec    |
|      | Tânără în port popular românesc de sărbătoare din zona Bistrița Autor: Roșu, Alexander                                  | Școală: Fotografie: Alexander Roșu; carton: Kuhlen Miksche Dimensiuni: fotografie: L: 14, 2 cm., LA: 10,5 cm.; carton: L: 16,8 cm., LA: 11,2 cm., GR: 0,1 cm Material: hârtie fotografică subțire; carton; fotografiere; lipire; presare                                         | R: Tânără în port popular românesc de sărbătoare din zone Bistrița îmbrăcată cu cămașă albă cu mâneci largi terminate cu fodori și brodate peste cot cu motive florale, brâu, poale albe lungi, catrințe (zadii) învărgate, decorate cu motive florale în partea inferioară. La gât are mărgele și salbă de monede. Fotografie realizată în studio având fundalul pictat. În partea de jos, pe carton, sunt imprimate marca monogramă, numele fotografului (Roșu) și localitatea unde era situat atelierul (Bistriță). V: Marca atelierului cu șase medalii și text de reclamă scris cu culoare roșie: “Atelier fotografic Alexandru Roșu, Bistriță, Piața mare, Transilvania. Specialitate: Portrete până la mărimea naturală, susceperi originale. Înmăriri după ori ce portrete mici până la mărimea naturală. Ori și ce reproducere e interzisă. Comande ulteriore se efepluese ori și când prelângă preț moderat”. Carton tipărit la Kühlen Miksche, Viena. Ștampilă Muzeul Brukenthal, nr. inv. MCPR 13. | Complexul Național Muzeal Astra, Sibiu                                  | Cimec    |
|      | Tânără femeie în port popular românesc de sărbătoare din zona Bistrița Autor: Roșu, Alexander                           | Școală: Fotografie: Alexander Roșu; carton: Kuhlen Miksche Dimensiuni: fotografie: L: 14, 2 cm., LA: 10,5 cm.; carton: L: 16,8 cm., LA: 11,2 cm., Gr: 0,1 cm Material: Hârtia fotografică subțire este lipită și presată pe un carton special comandat la Viena                  | R: Tânără femeie îmbrăcată în port popular românesc de sărbătoare din zone Bistrița, compus din cămașă decorată pe piept și pe mânecile largi terminate cu fodori având motive florale și geometrice, brâu, poale albe lungi, catrințe (zadii) învărgate, decorate cu motive florale în partea inferioară; la gât poartă mărgele. Fotografie realizată în studio cu fundal pictat. În partea de jos, pe carton, sunt imprimate marca monogramă, numele fotografului (Roșu) și localitatea unde era situat atelierul (Bistriță). V: Marca atelierului cu șase medalii și text de reclamă scris în limba română cu culoare roșie: “Atelier fotografic Alexandru Roșu, Bistriță, Piața mare, Transilvania. Specialitate: Portrete până la mărimea naturală, susceperi originale. Înmăriri după ori ce portrete mici până la mărimea naturală. Ori și ce reproducere e interzisă. Comande ulteriore se efepluese ori și când prelângă preț moderat”. Carton tipărit la Kühlen Miksche, Viena. Ștampilă Muzeul Brukenthal, nr. inv. MCPR 14. | Complexul Național Muzeal Astra, Sibiu                                  | Cimec    |
|      | Pereche de tineri în port popular românesc de sărbătoare din zona Bistrița Autor: Roșu, Alexander                       | Școală: Fotografie: Alexander Roșu; carton: Kuhlen Miksche Dimensiuni: fotografie: L: 14, 2 cm., LA: 10,5 cm.; carton: L: 16,8 cm., LA: 11,2 cm., GR: 0,1 cm Material: hârtie fotografică subțire; carton; fotografiere; lipire; presare                                         | R: Pereche de tineri în port popular românesc de sărbătoare din zone Bistrița. Femeia este îmbrăcată cu podoabă de cap, cămașă albă cu mâneci largi, terminate cu fodori și brodate peste cot cu motive florale, vestă, brâu, poale albe, catrințe (zadii) decorate; la gât are mărgele și salbe de monede. Bărbatul poartă cămașă albă cu poale și mânecile tivite cu motive florale, cravată brodată, cioareci din pănură, opinci. În mână ține o pălărie cu boruri mari ornamentată cu flori pe calotă. Fotografie realizată în studio; fundalul este pictat. În partea de jos, pe carton, sunt imprimate marca monogramă, numele fotografului (Roșu) și localitatea unde era situat atelierul fotografic (Bistriță). V: Marca atelierului cu șase efigii și text de reclamă scris cu culoare roșie, în limba română: “Atelier fotografic Alexandru Roșu, Bistriță, Piața mare, Transilvania. Specialitate: Portrete până la mărimea naturală, susceperi originale. Înmăriri după ori ce portrete mici până la mărimea naturală. Ori și ce reproducere e interzisă. Comande ulteriore se efepluese ori și când prelângă preț moderat”. Carton tipărit la Kühlen Miksche, Viena. Ștampilă Muzeul Brukenthal, nr. inv. MCPR 15. | Complexul Național Muzeal Astra, Sibiu                                  | Cimec    |
|      | Călușar Autor: Roșu, Alexander                                                                                          | Școală: Fotografie: Alexander Roșu; carton: Kuhlen Miksche Dimensiuni: fotografie: L: 14, 2 cm., LA: 10,5 cm.; carton: L: 16,8 cm., LA: 11,2 cm., Gr: 0,1 cm Material: hârtie fotografică subțire; carton; fotografiere; lipire; presare                                         | R: Călușar având portul compus din pălărie cu boruri mari, ornamentată cu flori și cu un ciucure, cămașă albă cu poale ornamentate la guler și la mâneci cu motive florale și geometrice, broderie pe piept și în partea de jos a poalelor, cioareci din postav, opinci cu zurgălăi și ciucuri. Fotografie cu fundal pictat realizată în atelierul fotografic. În partea de jos, pe carton sunt menționate: marca monogramă, numele fotografului (Roșu) și localitatea unde era situat atelierul fotografic (Bistrița). V: Marca atelierului cu șase efigii și text de reclamă scris cu culoare roșie, în limba română: “Atelier fotografic Alexandru Roșu, Bistriță, Piața mare, Transilvania. Specialitate: Portrete până la mărimea naturală, susceperi originale. Înmăriri după ori ce portrete mici până la mărimea naturală. Ori și ce reproducere e interzisă. Comande ulteriore se efepluese ori și când prelângă preț moderat”. Carton tipărit la Kühlen Miksche, Viena. Ștampilă Muzeul Brukemthal, nr. inv. MCPR 16. | Complexul Național Muzeal Astra, Sibiu                                  | Cimec    |
|      | Familie în port popular românesc din zona Bistrița Autor: Roșu, Alexander                                               | Școală: Fotografie: Alexander Roșu; carton: Kuhlen Miksche Dimensiuni: fotografie: L: 14, 2 cm., LA: 10,5 cm.; carton: L: 16,8 cm., LA: 11,2 cm., Gr: 0,1 cm Material: hârtie fotografică subțire; carton; fotografiere; lipire; presare                                         | R: Familie în port popular românesc din zona Bistrița. Femeia poartă batic negru cu ciucuri, cămașă cu mâneci largi decorate peste cot și la margini, pieptar înfundat brodat, poale albe lungi, catrințe învărgate. Fetița are portul la fel ca mama ei, dar catrința este ornamentată în partea de jos cu motive florale, iar în picioare are opinci. Băiatul poartă pălărie cu boruri largi ornamentată cu flori pe calotă, cămașă cu poale, pieptar brodat cu motive florale, cioareci, cizme. La gât are cravată cu motive zoomorfe. În partea de jos, pe carton sunt imprimate marca monogramă, numele fotografului (Roșu) și localitatea unde era situat atelierul fotografic (Bistrița). V: Marca atelierului cu șase medalii și text de reclamă scris cu culoare roșie, în limba română: “Atelier fotografic Alexandru Roșu, Bistriță, Piața mare, Transilvania. Specialitate: Portrete până la mărimea naturală, susceperi originale. Înmăriri după ori ce portrete mici până la mărimea naturală. Ori și ce reproducere e interzisă. Comande ulteriore se efepluese ori și când prelângă preț moderat”. Carton tipărit la Kühlen Miksche, Viena. Ștampilă Muzeul Brukemthal, nr. inv. MCPR 17. | Complexul Național Muzeal Astra, Sibiu                                  | Cimec    |
|      | Matrice sigilară | Datare: 1861 Școală: Necunoscut Dimensiuni: DL: 4 cm; DLA: 3,5 cm; I: 4,1 cm Material: fier; turnare; strunjire; gravare | În câmpul sigilar este gravată zeița Minerva pe un postament, ce-și sprijină mâna stângă pe un scut încărcat cu capul Meduzei. La dreapta și la stânga gravate cifrele 18-61. La marginea câmpului sigilar mărginit de o linie continuă simplă se află legenda: Assoc. Trans. Pentru Liter. Rom. Și cultur. Popor. Rom. | Muzeul Național Brukenthal, Sibiu                                       | Cimec    |
|      | Semn de vecinătate Autor: necunoscut                                                                                    | Datare: 1846 Școală: transilvănean Dimensiuni: L: 22,1cm; LA: 16,2cm Material: lemn, fier; strunjire, incizare, forjare | Semn de vecinătate confecționat din lemn de esență moale, semnul are forma unui scut heraldic, pe suprafața lui sunt scrijelite litere și anul 1846. Semnul este prevăzut cu inel de prindere din fier forjat. | Muzeul Național Brukenthal, Sibiu                                       | Cimec    |
|      | Cană de onoare Autor: necunoscut                                                                                        | Datare: secolul al XVII-lea Școală: transilvănean Dimensiuni: Î: 44,5 cm; Dbazei:17,5 cm; Dbuzei: 11,5 cm Material: lemn, piele; strunjire, pictare | Cană de onoare confecționată din lemn de esență moale, îmbrăcată în piele pictată. Din păcate pielea este deteriorată și pictura nu se mai păstrează. Cana este prevăzută cu mâner de prindere și capac. | Muzeul Național Brukenthal, Sibiu                                       | Cimec    |
|      | Lada de vecinătate Autor: necunoscut                                                                                    | Datare: 1739 Școală: transilvănean Dimensiuni: L: 75,7cm; LA: 51cm; Î: 42cm; Material: lemn, fier; strunjire, furniruire, forjare | Ladă de vecinătate confecționată din lemn de esență moale, pereții lăzii sunt acoperiți cu furnir de nuc, pe fețele laterale se află câte o casetă decorativă iar în partea din față câte două. În interiorul capacului este scrisă cu negru pe fond albastru inscripția: "Unter dem Comando H.M.S. Und H.S.L. Diese Lade ist gemacht worden vohr eine eherliche klein Ehrd nachbarschafft im Jahr 1739 D.16 Decemb". | Muzeul Național Brukenthal, Sibiu                                       | Cimec    |
|      | Lada breslei perierilor Autor: necunoscut                                                                               | Datare: secolul al XIX-lea Școală: transilvănean Dimensiuni: L: 65cm; LA: 35,5 cm; Î: 39cm; Material: lemn, fier; strunjire, forjare | Lada breslei perierilor din Sibiu confecționată din lemn de esență moale băițuit galben și lăcuit. Capacul lăzii este profilat la margini, mijlocul lui este marcat cu o baghetă groasă. În interior pe latura stângă o casetă cu capac glisant cu închizătoare. În casetă sunt două sertărașe detașabile vertical, dedesubt un compartiment separat. Se păstrează și două chei tubulare. | Muzeul Național Brukenthal, Sibiu                                       | Cimec    |
|      | Ladă de haine Autor: necunoscut                                                                                         | Datare: 1735 Școală: transilvănean Dimensiuni: Î: 42cm; L: 75,7cm; LA: 51cm Material: lemn, fier; strunjire, sculptare, forjare | Ladă de haine confecționată din lemn de stejar sculptată în exterior cu motive geometrice și vegetale. Lada este prevăzută cu mânere de prindere din fier forjat, sistemul de închidere este de asemenea din fier forjat. | Muzeul Național Brukenthal, Sibiu                                       | Cimec    |
|      | Epitaf Autor: necunoscut                                                                                                | Datare: 1752 Școală: transilvănean Dimensiuni: DL: 90,5 cm; DLA: 70, 5 cm Material: lemn; strunjire, pictare | Epitaf confecționat din lemn de esență moale, de formă ovală pictat în ulei, dedicat judecătorului Georg Werder din Sibiu. Pe fundal negru este reprezentat un altar, imitând marmura, se găsește inscripția în limba latină: Memoria Spectabilis & Generosi Dni Dni Georgii Werderer / I. Regiog. Citis Cibiniensis per 13 Anno Consulis Provincialis/ meritissimi eo post vero per 23 Anno Proconsulis emeri/ Nati A. 1673 d. 28 Ian. Denati vero (?)A. 1752 d.5 Martis (?)/ Suae Annorum 79 mens 9 dies 23. Deasupra postamentului este pictat blazonul familiei. Epitaful este fixat într-o ramă picată cu roșu și galben. | Muzeul Național Brukenthal, Sibiu                                       | Cimec    |
|      | Ușă de sacristie Autor: necunoscut                                                                                      | Datare: secolul al XV-lea - secolul al XVI-lea Școală: transilvănean Dimensiuni: Î: 1,70cm; LA: 93cm; G: 15cm Material: lemn, fier ; strunjire, incizare, bițuire | Ușă de biserică confecționată din lemn de esență moale din lemn, lucrată în stil gotic, fixată pe o ușă-suport din lemn de brad. Ușa propriu zisă are cadrul ornamentat în relief cu motive florale sculptate, iar tăbliile sunt decorate cu câte un motiv circular incizat, în interiorul căruia este înscris un simbol din caractere gotice împletite. Mânerul este din fier forjat cu două aplice de protecție, de asemenea ușa este prevăzută cu două balamale-benzi fixate pe ușa suport. | Muzeul Național Brukenthal, Sibiu                                       | Cimec    |
|      | Ușă Autor: necunoscut                                                                                                   | Datare: 1702 Școală: transilvănean Dimensiuni: L: 1,69cm; LA: 93cm Material: lemn, fier; sculptare, pictare, forjare | Ușă confecționată din lemn de esență moale, adaptată într-un cadru neogotic, ornamentată policrom, împărțită în două câmpuri în interiorul cărora sunt pictate pe fond închis două rozete mari cu petale roșii și galbene înconjurate de vrejuri florale. Deasupra rozetei superioare, într-un chenar, sunt scrise cu vopsea neagră pe fond deschis inițialele: M.F. Și anul 1702. Cele două câmpuri sunt delimitate printr-o bordură, în interiorul căreia sunt pictate motive vegetale. Se păstrează mânerul din fier forjat. | Muzeul Național Brukenthal, Sibiu                                       | Cimec    |
|      | Ladă de breaslă Autor: necunoscut                                                                                       | Datare: secolul al XVIII-lea Școală: transilvănean Dimensiuni: Î: 39 cm; L: 57 cm; LA: 36 cm Material: lemn, fier; strunjire, sculptare, pictare, forjare | Ladă de formă paralelipipedică, confecționată din lemn de esență moale, capacul și baza puternic profilate, ornamentată în relief cu motive geometrice și florale. Întreaga suprafață a lăzii a fost vopsită cu o culoare maro-roșcat. Partea frontală prezintă două registre ornamentate cu motive geometrice sculptate în relief. În cadrul celor două registre este pictat, pe fond albastru și galben câte un vas elenistic galben cu flori roșii. Același decor se regăsește și pe lateralele lăzii. Pe exterior capacul este decorat cu motive sculptate în relief iar pe interior cu motive geometrice realizate prin intarsiere. În interiorul lăzii, în partea stângă, se găsește sertarul pentru monede prevăzut cu capac. Sistemul de închidere, mânerele și balamalele sunt confecționate din fier forjat. | Muzeul Național Brukenthal, Sibiu                                       | Cimec    |
|      | Masă Autor: necunoscut                                                                                                  | Datare: 1846 Școală: transilvănean Dimensiuni: Î: 80cm; L: 161,8cm; LA: 95cm Material: lemn; strunjire, pictare | Masă confecționată din lemn de esență moale, pictată cu motive florale. Acest tip de masă este cunoscut sub denumirea de Rumpftisch sau „masă gotică”. Tăblia mesei decorată cu motive florale, glisează deasupra unei cutii paralelipipedice, folosită pentru depozitare. Cutia pentru depozitare este pe una din laturile sale decorată cu motive florale, aici este scris cu vopsea albă pe fond verde închis anul 1846. Celelalte două laturi prezintă câte două dreptunghiuri galbene desenate pe fond verde închis. Sub tăblie de o parte și de cealaltă a cutiei de depozitare se găsește câte un sertar decorat cu motive florale. Picioarele sunt așezate pe două tălpi unite prin două chingi fixate cu pene din lemn. Cutia pentru depozitare este prevăzută cu sistem de închidere confecționat din fier forjat. | Muzeul Național Brukenthal, Sibiu                                       | Cimec    |
|      | Convocator Autor: necunoscut                                                                                            | Datare: secolul al XVIII-lea - secolul al XIX-lea Școală: transilvănean Dimensiuni: L: 62;cm LA: 8,5cm; L: 33cm, LA: 7,9cm, G: 0,2cm Material: lemn, hârtie, carton; strunjire, cașerare                                                                                         | Convocator de vecinătate confecționat din lemn de esență moale prevăzut cu mâner de prindere, pe ambele fețe are lipită câte o listă cu numele membrilor vecinătății. Convocatorul are prinsă de el o altă tăbliță de dimensiuni mai mici, dreptunghiulară confecționată din carton, care are lipită o listă cu numele câtorva membrii ai vecinătății. | Muzeul Național Brukenthal, Sibiu                                       | Cimec    |
|      | Lada breslei pieptănarilor din Sibiu Autor: necunoscut                                                                  | Datare: 1780 Școală: transilvănean Dimensiuni: Î: 30 cm; L: 58 cm; LA: 32 cm Material: lemn, fier; strunjire, pictare | Ladă confecționată din lemn de esență moale, de formă paralelipipedică, vopsită în exterior cu verde închis, având baza cu baghete profilate vopsite roșu închis. Capacul fixat de corpul lăzii prin două balamale, are în interior pictată, pe un fond albastru, stema breslei pieptănarilor – un piepten încadrat de o cunună de lauri susținută de doi lei; deasupra pieptenului este scris cu vopsea neagră anul 1780. În partea superioară a stemei apare inscripția: Deise Lad gehöret der ehrlichen Kamner Bruderschaft; în partea dreaptă a stemei sunt scrise numele: MICH:/ GODT:/; iar în stânga STOLZ:/ ROSENthal:/. Sistemul de închidere este funcțional, mânerele și balamalele sunt confecțioante din fier forjat. | Muzeul Național Brukenthal, Sibiu                                       | Cimec    |
|      | Ladă de bani Autor: necunoscut                                                                                          | Datare: 1708 Școală: transilvănean Dimensiuni: L: 37cm; LA: 24cm; Î: 20cm; Material: lemn, fier; strunjire, pictare, forjare | Ladă pentru ducați confecționată din lemn cu armătură din fier, în interior are un capac pe care este pictat cu galben anul 1708 și motive vegetale, sub capacul interior se găsesc diverse sertărașe pentru monede. În exterior lada este ornamentată cu feronerie din fier. | Muzeul Național Brukenthal, Sibiu                                       | Cimec    |
|      | Ladă a asociației calfelor de pielari din Sibiu Autor: necunoscut                                                       | Datare: 1782 Școală: transilvănean Dimensiuni: L: 80 cm; LA: 46 cm; Î: 48,5 cm Material: lemn, fier; strunjire, lăcuire, forjare | Ladă a asociației calfelor de pielari din Sibiu, lucrată în stil baroc cu forme bombate, confecționată din lemn de esență moal, muchiile verticale teșite și configurate în volute derulate, răsucite doar la capete. Capacul supraînalțat este prevăzut cu o lădiță, al cărei capac este glisant; lateral se găsește câte un mâner mare din fier. În interiorul capacului este scrisă pe fond albastru - verzui inscripția: Die Ledere Geselen / Bruderschafts Lade / Herr Daniel Kestner / Gesellen Vater/ ANO 1787 Die 9 8tober - Lada asociației breslei pielarilor, domnul Daniel Kestner, tatăl asociației în anul 1787 în ziua de 9 octombrie. | Muzeul Național Brukenthal, Sibiu                                       | Cimec    |
|      | Ladă de haine Autor: necunoscut                                                                                         | Datare: 1704 Școală: transilvănean Dimensiuni: L: 163cm; LA: 69cm; Î: 70 cm Material: lemn, fier; strunjire, vopsire, pictare, forjare | Ladă de haine confecționată din lemn de brad și stejar, lucrată în stil baroc. Exteriorul lăzii este sculptat și vopsit maro, capacul structurat în două casete pătrate cu câte un octogon înscris delimitat de o șipcă profilată. În interiorul capacului, central, într-o cunună de lauri pe fond verde este scrisă cu galben inscripția: “Pentrus Binder Tischler 1704”, probabil numele autorului lăzii. Pe capac mai este scrisă pe fond albastru o altă inscripție scrisă cu vopsea neagră și caractere gotice: Drey schöne Ding sind die beyde Gott (?) und den Menschen Wolgetallen wenn Bruder eins sind und Nachbarnisch lieb haben und Man und Weib ich mit ein ander wochegehen(?)./Drey Stuck sind den ich von hertzen feind (?) bin und irwessen verdrusst mich uber wenn einarmer hoff eurig ist und ein Reicher gern lenge__nd und ein alter Narr(?) und eim Werbrecher(?) ist. / Wenn einander jugent nicht samlest was willen(?) alter finde. | Muzeul Național Brukenthal, Sibiu                                       | Cimec    |